# Salamanca
Salamanca es un municipio y ciudad española, capital de la provincia homónima, situada en la comunidad autónoma de Castilla y León. Está ubicada en la comarca del Campo de Salamanca, en plena meseta Norte, en el cuadrante noroeste de la península ibérica. Tiene una población de 144 866 habitantes (INE 2024).
Los orígenes de la urbe se remontan a hace unos 2700 años, durante la primera Edad de Hierro, cuando los primeros pobladores de la ciudad se asentaron en el cerro de San Vicente, a la ribera del río Tormes. Desde entonces, la metrópoli ha sido testigo del paso de diversos pueblos: vacceos, vetones, romanos, visigodos y musulmanes. El encargado de repoblar la ciudad tras la Reconquista cristiana y asentar las bases de la Salamanca actual fue Raimundo de Borgoña, yerno del rey Alfonso VI de León (r. 1065-1109).
Salamanca alberga la universidad, en activo, más antigua de España, la Universidad de Salamanca, fundada en 1218 por Alfonso IX de León sobre el germen de su estudio general, y que fue la primera de Europa que ostentó el título de universidad por real cédula de Alfonso X el Sabio con fecha de 9 de noviembre de 1252 y por la licentia ubique docendi del papa Alejandro IV de 1255. Durante la época en la que fue una de las universidades más prestigiosas de Occidente se hizo popular la frase «Quod natura non dat, Salmantica non præstat», «Lo que la naturaleza no da, Salamanca no presta». Salamanca está ligada a la historia universal por nombres propios como Antonio de Nebrija, Cristóbal Colón, Fernando de Rojas, Francisco de Vitoria y la Escuela de Salamanca, fray Luis de León, Beatriz Galindo o Miguel de Unamuno.
En 1988, la ciudad vieja fue declarada Patrimonio de la Humanidad por la Unesco. Cuenta con un importante patrimonio histórico-arquitectónico, entre el que destacan sus dos catedrales —la Vieja y la Nueva—, la Casa de las Conchas, la plaza Mayor, el convento de San Esteban y las Escuelas Mayores. En 2002, fue nombrada, junto con la ciudad belga de Brujas, Capital Europea de la Cultura. Desde 2003, su Semana Santa está declarada de interés turístico internacional.
En Salamanca se encuentran importantes instituciones científicas y centros de investigación, como el Centro de Investigación del Cáncer, el Instituto de Neurociencias de Castilla y León (INCyL), el Centro de Investigación y Desarrollo Tecnológico del Agua (CIDTA) y el Centro de Láseres Pulsados Ultracortos Ultraintensos (CLPU). Además, la ciudad está considerada como el gran referente mundial en la enseñanza de la lengua española, ya que concentra el 16 % del mercado nacional. En 2005, acogió la celebración de la XV Cumbre Iberoamericana.

## Toponimia
El origen del topónimo Salamanca no es claro. Polibio de Megalópolis y Estephano llamaban a la ciudad Helmantike, nombre griego que para ellos significaba «Tierra de adivinación». Por otra parte, Ptolomeo apela a una polis dominada por los vacceos con el nombre de Salmatica o Salmantica. Tito Livio y Plutarco la llamarán Hermandica y Polieno la titula Salmantida o Salmatis. Incluso otros historiadores la denominan Selium y Sentica.
Por otra parte, algunos otros como Justino y más tarde Rui Méndez o Murillo atribuyeron la creación de la ciudad a Teucro, hijo de Telamón, rey de Salamina, que tras ser derrotado en la guerra de Troya, llegó a la península ibérica y fundó una ciudad, que recordando su patria llamaría Salamatica. Otra teoría a la que se puede recurrir es a la de la existencia de un dios de los primeros moradores —pastores nómadas y agricultores neolíticos— llamado Helman, cuyo nombre derivó en el topónimo Helmantica.
El filólogo Martín S. Ruipérez aporta una nueva línea interpretativa que se resume en que «el primer elemento de Salamanca, sala- es la designación del vado de un río», «sal- y hel- no pueden relacionarse lingüísticamente el uno a partir del otro» y respecto al segundo elemento -manca «donde algunos creen ver el mismo elemento en el topónimo Talamanca (de Jarama) que, a su vez, coincidiría en su primer elemento con Talavera, y en Simancas, todo lo cual resulta indemostrable».

## Símbolos

### Escudo
El escudo heráldico municipal fue aprobado el 11 de junio de 1996 con el siguiente blasón:

«Escudo partido. Primero, de plata con un puente de piedra, mazonado de sable, sobre el que está pasante un toro arrestado de sable, y tras él una higuera de sinople, arrancada. Segundo, de oro con cuatro palos de gules; bordura de azur con ocho cruces paté de plata. Mantelado en jefe de plata, con dos leones mornados, al natural, salientes de los flancos y afrontados. Al timbre, la Corona Real Española, abierta y sin diademas»
Boletín Oficial de Castilla y León n.º 118 del 20 de junio de 1996.

### Bandera
La bandera municipal fue aprobada con la siguiente descripción textual:

«Bandera rectangular de proporciones 2:3, de color rojo con el escudo de Salamanca en el centro»

## Geografía
Integrado en la comarca de Campo Charro, la capital salmantina se encuentra a 64 kilómetros de Zamora, a 109 kilómetros de Ávila, a 121 kilómetros de Valladolid, a 123 kilómetros de Portugal y a 202 kilómetros de Cáceres.
El relieve del municipio se caracteriza por la confluencia de dos unidades geológicas y ambientales del suroeste de la meseta castellano-leonesa a orillas del río Tormes. Por un lado, en dirección norte y este, la cuenca sedimentaria terciaria, caracterizada por extensas planicies dedicadas a cultivos de secano; por el otro, la penillanura del zócalo paleozoico hacia el sur y el oeste, donde predomina un ecosistema de encinares y pastizales conocido como Campo Charro, dedicado en su mayor parte a la ganadería.
La ciudad está situada a una altitud de 800 m sobre el nivel del mar. La altitud del municipio varía desde los 911 m (Los Montalvos), en el suroeste, y los 763 m en el último tramo en el municipio del río Tormes. La ciudad se asienta sobre tres cerros: el más occidental y el más antiguamente poblado es el Cerro de San Vicente, separado por la Vaguada de la Palma del Teso de las Catedrales, segundo cerro en recibir población; a ellos se suma el Teso de San Cristóbal.
| Noroeste: Villamayor            | Norte: Villares de la Reina | Nordeste: Villares de la Reina y Cabrerizos              |
| Oeste: Doñinos de Salamanca     |                             | Este: Cabrerizos                                         |
| Suroeste: Carrascal de Barregas | Sur: Aldeatejada y Arapiles | Sureste: Carbajosa de la Sagrada y Santa Marta de Tormes |

### Clima
De acuerdo con los datos de la tabla a continuación y a los criterios de la clasificación climática de Köppen modificada el aeropuerto de Salamanca (que se encuentra próximo a la ciudad en el municipio de Calvarrasa de abajo) presenta un clima semiárido de tipo BSk («estepa fría») cerca del límite de transición a climas mediterráneos de tipo Csa y Csb.
| Parámetros climáticos promedio de observatorio del Aeropuerto de Salamanca (municipio de Calvarrasa de Abajo) (790 m s. n. m.) (periodo de referencia: 1991-2020, extremos: 1945-presente) | Parámetros climáticos promedio de observatorio del Aeropuerto de Salamanca (municipio de Calvarrasa de Abajo) (790 m s. n. m.) (periodo de referencia: 1991-2020, extremos: 1945-presente) | Parámetros climáticos promedio de observatorio del Aeropuerto de Salamanca (municipio de Calvarrasa de Abajo) (790 m s. n. m.) (periodo de referencia: 1991-2020, extremos: 1945-presente) | Parámetros climáticos promedio de observatorio del Aeropuerto de Salamanca (municipio de Calvarrasa de Abajo) (790 m s. n. m.) (periodo de referencia: 1991-2020, extremos: 1945-presente) | Parámetros climáticos promedio de observatorio del Aeropuerto de Salamanca (municipio de Calvarrasa de Abajo) (790 m s. n. m.) (periodo de referencia: 1991-2020, extremos: 1945-presente) | Parámetros climáticos promedio de observatorio del Aeropuerto de Salamanca (municipio de Calvarrasa de Abajo) (790 m s. n. m.) (periodo de referencia: 1991-2020, extremos: 1945-presente) | Parámetros climáticos promedio de observatorio del Aeropuerto de Salamanca (municipio de Calvarrasa de Abajo) (790 m s. n. m.) (periodo de referencia: 1991-2020, extremos: 1945-presente) | Parámetros climáticos promedio de observatorio del Aeropuerto de Salamanca (municipio de Calvarrasa de Abajo) (790 m s. n. m.) (periodo de referencia: 1991-2020, extremos: 1945-presente) | Parámetros climáticos promedio de observatorio del Aeropuerto de Salamanca (municipio de Calvarrasa de Abajo) (790 m s. n. m.) (periodo de referencia: 1991-2020, extremos: 1945-presente) | Parámetros climáticos promedio de observatorio del Aeropuerto de Salamanca (municipio de Calvarrasa de Abajo) (790 m s. n. m.) (periodo de referencia: 1991-2020, extremos: 1945-presente) | Parámetros climáticos promedio de observatorio del Aeropuerto de Salamanca (municipio de Calvarrasa de Abajo) (790 m s. n. m.) (periodo de referencia: 1991-2020, extremos: 1945-presente) | Parámetros climáticos promedio de observatorio del Aeropuerto de Salamanca (municipio de Calvarrasa de Abajo) (790 m s. n. m.) (periodo de referencia: 1991-2020, extremos: 1945-presente) | Parámetros climáticos promedio de observatorio del Aeropuerto de Salamanca (municipio de Calvarrasa de Abajo) (790 m s. n. m.) (periodo de referencia: 1991-2020, extremos: 1945-presente) | Parámetros climáticos promedio de observatorio del Aeropuerto de Salamanca (municipio de Calvarrasa de Abajo) (790 m s. n. m.) (periodo de referencia: 1991-2020, extremos: 1945-presente) |
| Mes | Ene. | Feb. | Mar. | Abr. | May. | Jun. | Jul. | Ago. | Sep. | Oct. | Nov. | Dic. | Anual |
| --- | --- | --- | --- | --- | --- | --- | --- | --- | --- | --- | --- | --- | --- |
| Temp. máx. abs. (°C) | 21.7 | 25.0 | 26.9 | 31.0 | 34.5 | 39.4 | 40.9 | 41.1 | 39.0 | 34.8 | 24.8 | 20.2 | 41.1 |
| Temp. máx. media (°C) | 9.1 | 11.6 | 15.2 | 17.3 | 21.8 | 27.3 | 30.6 | 30.2 | 25.5 | 19.6 | 13.0 | 9.9 | 19.3 |
| Temp. media (°C) | 4.2 | 5.5 | 8.4 | 10.6 | 14.7 | 19.1 | 21.6 | 21.3 | 17.4 | 12.9 | 7.6 | 4.9 | 12.4 |
| Temp. mín. media (°C) | -0.7 | -0.8 | 1.5 | 4.0 | 7.5 | 10.9 | 12.5 | 12.3 | 9.3 | 6.1 | 2.2 | -0.2 | 5.4 |
| Temp. mín. abs. (°C) | -15.6 | -20.0 | -9.0 | -5.5 | -2.3 | 2.0 | 4.5 | 4.2 | 0.4 | -4.7 | -10.6 | -12.0 | -20.0 |
| Precipitación total (mm) | 32 | 25 | 28 | 38 | 38 | 22 | 8 | 12 | 29 | 50 | 39 | 36 | 355 |
| Días de precipitaciones (≥ 1 mm) | 5.9 | 5.2 | 5.5 | 8.0 | 6.7 | 3.5 | 1.6 | 1.7 | 4.1 | 7.6 | 7.5 | 6.0 | 63.2 |
| Días de nevadas (≥ 0.01 mm) | 1.6 | 1.7 | 0.8 | 0.4 | 0.0 | 0.0 | 0.0 | 0.0 | 0.0 | 0.0 | 0.3 | 0.9 | 5.7 |
| Horas de sol | 121 | 167 | 214 | 237 | 285 | 330 | 372 | 344 | 267 | 198 | 132 | 115 | 2776 |
| Humedad relativa (%) | 82 | 72 | 63 | 62 | 56 | 49 | 46 | 49 | 58 | 70 | 78 | 82 | 64 |
| Fuente: Agencia Estatal de Meteorología | | | | | | | | | | | | | |

La Agencia Estatal de Meteorología (AEMET) registró en la estación meteorológica de Salamanca los valores extremos mostrados en la siguiente tabla:
| Valores climatológicos extremos             | Valores climatológicos extremos | Valores climatológicos extremos |
| Concepto                                    | Valor numérico                  | Fecha                           |
| ------------------------------------------- | ------------------------------- | ------------------------------- |
| Máximo número de días de lluvia en el mes   | 22                              | enero de 1970                   |
| Máximo número de días de nieve en el mes    | 6                               | marzo de 1975                   |
| Máximo número de días de tormenta en el mes | 9                               | junio de 1976                   |
| Precipitación máxima en un día              | 48,2 l/m²                       | 16 de junio de 1989             |
| Precipitación mensual más alta              | 156,1 l/m²                      | octubre de 1993                 |
| Precipitación mensual más baja              | 0,0 l/m²                        | noviembre de 1981               |
| Temperatura mínima absoluta                 | -13,4 °C                        | 2 de enero de 1970              |
| Temperatura máxima absoluta                 | 40,8 °C                         | 14 de julio de 2022             |
| Temperatura media más alta                  | 25,2 °C                         | julio de 2015                   |
| Temperatura media más baja                  | -0,7 °C                         | enero de 2000                   |

### Hidrografía
El término municipal de Salamanca está surcado por dos corrientes de agua superficiales: el río Tormes y el arroyo del Zurguén, este último afluente del río por su margen izquierda. Los valles de los dos cursos de agua se caracterizan por ser de materiales de tipo aluvial, considerados como permeables. El nivel freático es muy elevado, lo que en ocasiones da lugar a zonas encharcadas.
El Tormes articula todo el territorio de la provincia de Salamanca y ha influido de forma decisiva en el desarrollo histórico de la ciudad. Su curso medio está regulado por el embalse de Santa Teresa que también cumple la función de suministro de agua potable y de regadío. Su regulación también quiso evitar sus numerosas crecidas, como las históricas acaecidas en 1256 y 1626, si bien no lo consiguió, en cuanto que se han reiterado con posterioridad y de forma significativa. Asimismo, el Tormes también sirve como cauce de evacuación de aguas residuales depuradas de la capital.

## Historia

### Salamanca en la historia universal
Salamanca ha quedado vinculada a la historia universal por una serie de hechos y personalidades que llegaron a marcar la evolución de la sociedad occidental. Entre ellos, merece destacarse la creación de la primera gramática del castellano en 1492 por Antonio de Nebrija, la célebre Grammatica. Fue el primer estudio de las reglas de una lengua europea occidental que no era el latín y este hecho marca el inicio del Siglo de Oro español. Antonio de Nebrija fue además la primera persona del mundo occidental en reclamar derechos de autor.
Salamanca también estuvo vinculada a los preparativos de Cristóbal Colón para su primer viaje que llevó al descubrimiento de América por parte de los europeos. El Claustro de la Universidad de Salamanca se llegó a reunir en consejo para tratar su proyecto. Durante estos años, Colón logra el apoyo de los monjes dominicos, hospedándose en el convento de San Esteban. El astrónomo salmantino Abraham Zacut fue su gran apoyo científico para el viaje.
La primera mujer universitaria del mundo, Beatriz Galindo, «la Latina», está vinculada a la Universiad, así como la primera mujer profesora de universidad del mundo, Luisa de Medrano, durante el curso 1508-1509.
También aquí se dieron los años de estudio de Hernán Cortés antes de partir a América y conquistar el Imperio mexica. En la defensa de los derechos de los indígenas del Nuevo Mundo tuvo un papel destacado la llamada Escuela de Salamanca, que con Francisco de Vitoria a la cabeza, reformuló el concepto de derecho natural, renovó la teología, sentó las bases del derecho de gentes moderno, del derecho internacional y de la ciencia económica moderna y participaron activamente en el Concilio de Trento. En dicho Concilio, los matemáticos de la Universidad de Salamanca propusieron al entonces papa Gregorio XIII el calendario que se vino a conocer como calendario gregoriano y que actualmente es utilizado en todo el mundo. El germen fueron dos estudios realizados en 1515 y 1578 por científicos de la universidad, que fueron remitidos a la Iglesia.
En Salamanca se realizó la traducción parcial de la Biblia al español, hecha por Fray Luis de León. También aquí se encuentra el libro impreso sobre ajedrez moderno más antiguo conservado, Repetición de amores y arte de ajedrez, del religioso Luis Ramírez de Lucena, publicado en Salamanca en 1496. Asimismo, la estancia de Miguel de Cervantes, posible alumno de la universidad, influyó en sus libros: el entremés La Cueva de Salamanca, Don Quijote de la Mancha (en el que hace referencias a Salamanca mediante el personaje del bachiller Sansón Carrasco), La tía fingida y El licenciado Vidriera.

### Edad Antigua

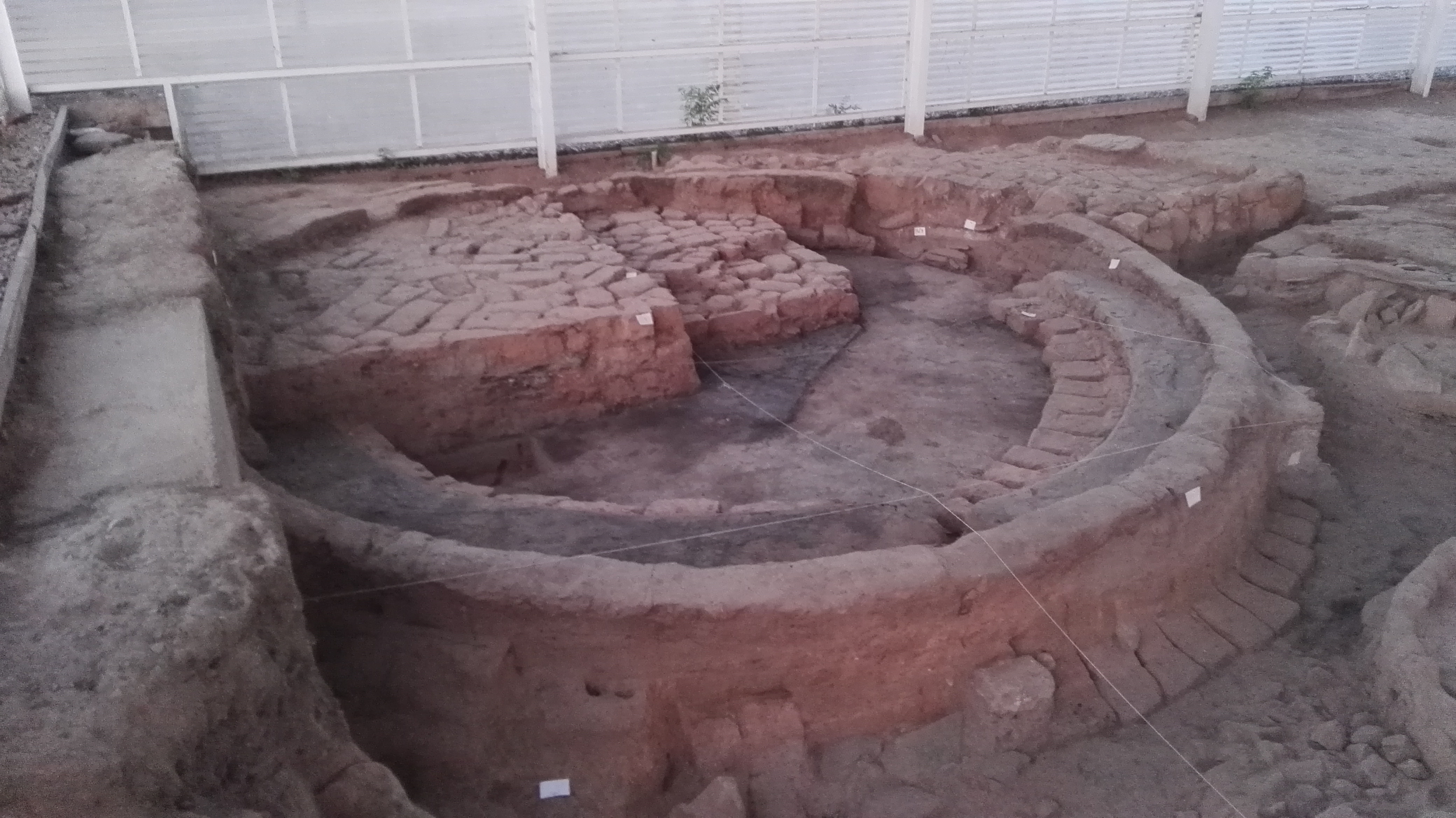
Restos de una casa en el primitivo poblado en el cerro de San Vicente

El primer hábitat humano en el solar salmantino se ha fechado a comienzos del primer milenio antes de Cristo. Así lo atestiguan los restos cerámicos hallados en el cerro de San Vicente y que han sido adscritos a la cultura de Cogotas I del Bronce Final. En este mismo cerro se ha hallado lo que hasta la fecha se considera el primer asentamiento humano de carácter estable y continuo, aunque ya adscrito a la cultura del Soto de Medinilla de la primera Edad del Hierro (siglo VII a. C.). Con posterioridad, ya en la segunda Edad del Hierro (desde el siglo IV a. C.), se ha constatado que se desarrolló un nuevo núcleo de población en el denominado «teso de las catedrales o cerro de San Isidro», este ya de carácter castreño y que perduró hasta la definitiva romanización de la ciudad. Todos estos asentamientos, y por tanto el actual emplazamiento de Salamanca, deben su existencia a las especiales características geomorfológicas del terreno sobre el que se asentaron. Así pues, en la elección de la ubicación de estos sucesivos asentamientos debió tener una especial influencia que esta zona contara con tres tesos —formados por la erosión de los arroyos de San Francisco y Santo Domingo—, sus correspondientes vaguadas y especialmente la proximidad del río Tormes. Estos detalles remiten a la idoneidad de este territorio a las primitivas funciones de defensa y de control del territorio circundante.
El asentamiento del cerro de San Isidro debió ser una ciudad de gran entidad entre los siglos IV y II a. C., no solo por sus dimensiones, sino que también por sus óptimas condiciones orográficas y de protección defensiva, ya que contó con muralla y foso. En el 220 a. C., Aníbal, en su avance por Iberia, sitió y conquistó la antigua ciudad de Helmántica (Salamanca). Así, Plutarco dice que «Aníbal la sitió y sus moradores, por evitar mayores daños, se le sometieron ofreciéndoles trescientos talentos de plata y otros tantos rehenes, alzando el sitio, los Helmantiqueses, faltaron a sus promesas y protegidos por sus mujeres que habían escondido las armas y lograron vencer a las tropas de Aníbal». Sin embargo, el general cartaginés terminó apresándolos y, según Polibio, «admirado por la valentía de sus mujeres, por ellas devolvió a sus hombres la patria y la riqueza».
Tras la II Guerra Púnica, el victorioso ejército romano comenzó su expansión por buena parte de la península ibérica. Salamanca inició una intensa época de romanización como ciudad anexionada a la provincia de Lusitania. La Salmantica romana fue reestructurada, limitando su asentamiento al denominado teso de las catedrales, abandonando el emplazamiento del cerro de San Vicente. Su nueva configuración la mantuvo como una ciudad notable, no solo por sus particulares características defensivas y de accesibilidad, sino que también por ser un centro de intercambio.

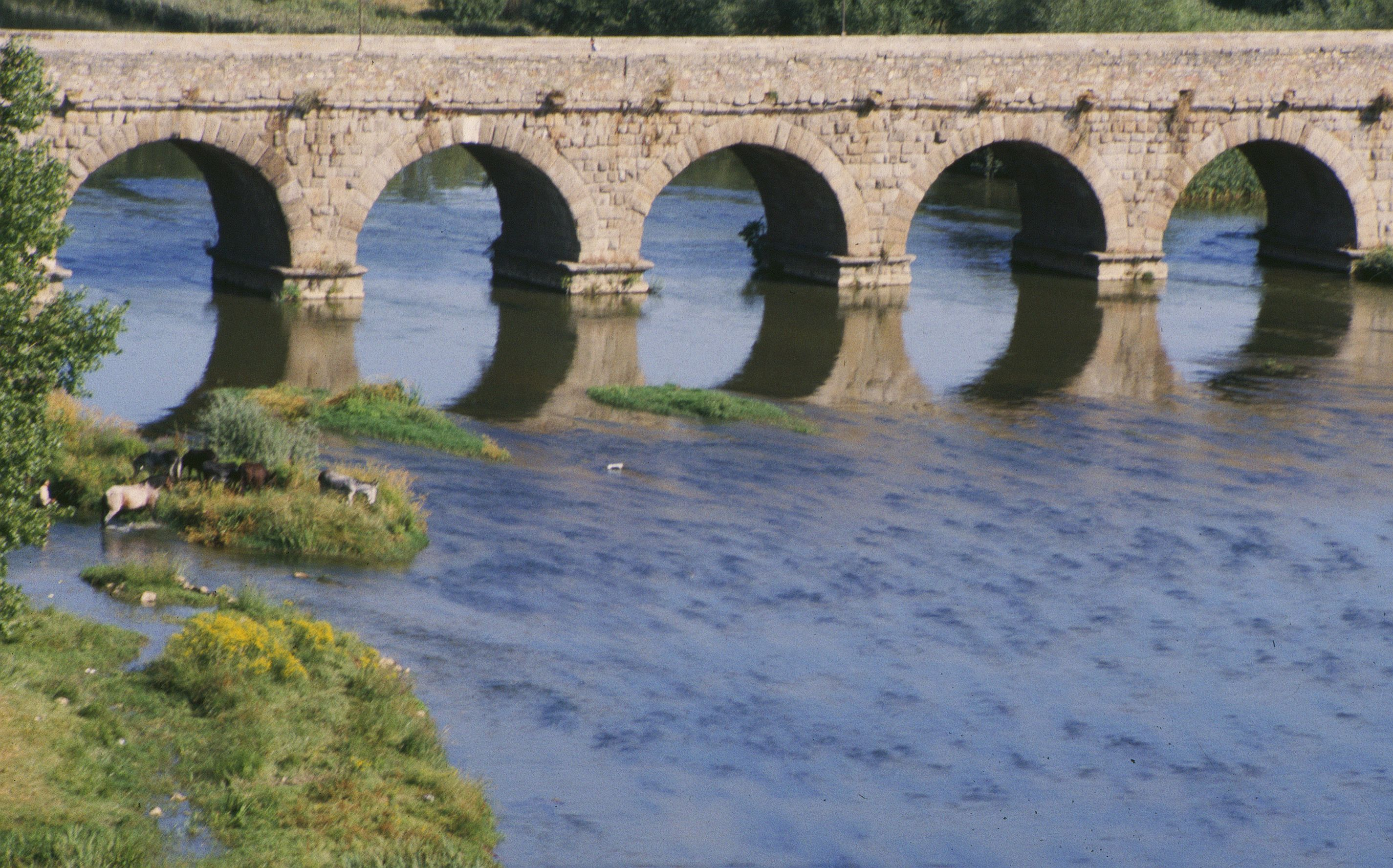
El puente romano es una infraestructura que desde el permite el paso sobre el río Tormes

Del periodo romano proceden tres de los elementos culturales que más han podido incidir en la configuración y desarrollo de la ciudad de Salamanca. En primer lugar, la calzada de la Plata, considerada como su principal infraestructura de comunicación, el principal eje de ordenación de la ciudad y un hito del desarrollo de su función comercial. En segundo lugar, el puente romano, como infraestructura que desde el siglo I garantizó el paso sobre el río Tormes y por tanto el acceso a la ciudad desde el sur. El puente romano se mantiene aún hoy día en la mitad norte, ya que la otra mitad tuvo que ser reconstruida en el siglo XVII tras la riada de San Policarpo. Por último, la denominada Cerca Vieja, primitiva muralla de la ciudad que rodeó el perímetro del cerro de San Isidro o de las catedrales sobre el trazado de la anterior castreña.
En noviembre de 2015, en el transcurso de una excavación de urgencia realizada en el subsuelo de una casa situada en la calle Libreros, se encontraron varios fragmentos de una estatua masculina de mármol de un personaje togado, que debió estar situada originalmente en algún lugar del foro romano de la ciudad de Salmantica, aunque posteriormente debió ser reaprovechada como material de relleno en el lugar donde fue descubierta. La estatua se exhibe en el museo de Salamanca y es el primer, y hasta la fecha, el único hallazgo escultórico de época romana que ha aparecido en el subsuelo de la ciudad. Algunos especialistas consideran que este hallazgo, puesto en relación con varias inscripciones romanas de comienzos del Imperio halladas en la antigua Salmantica, permite defender la hipotética promoción jurídica del antiguo oppidum indígena a civitas romana durante el reinado de Augusto.

### Edad Media

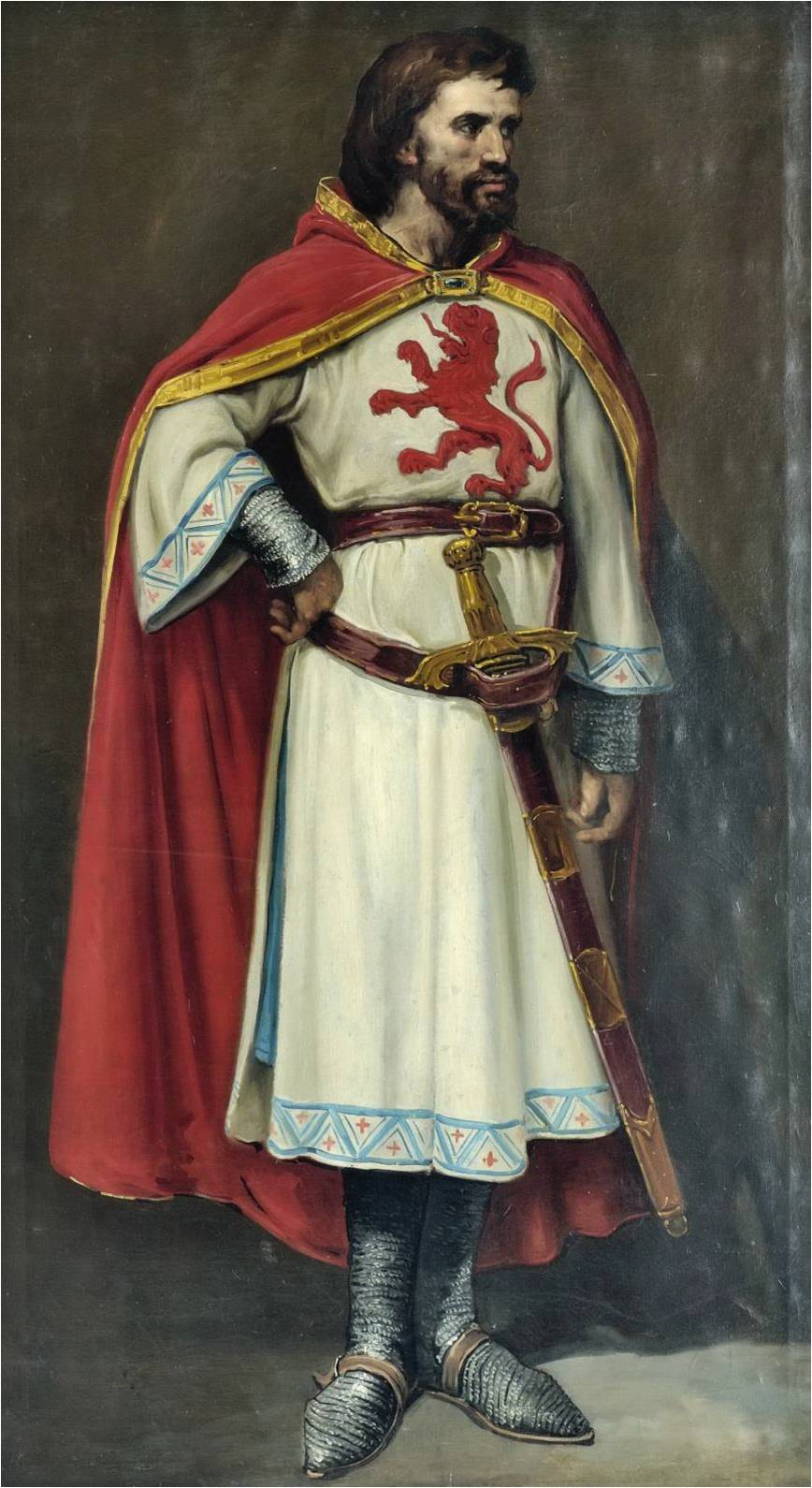
Ramiro II de León acometió una primera repoblación en el

Con el fin del Imperio Romano Occidental, los alanos se establecen en Lusitania y la ciudad pasa a formar parte de esta región. Posteriormente los visigodos conquistan la ciudad y la anexionan a su territorio. Se tienen pocos datos sobre el desarrollo de Salamanca en la época visigoda, solamente se sabe que en el siglo IV la muralla romana se amplía con torreones sobre el mismo trazado, y que la fábrica de la cerca anterior quedó destruida prácticamente en su totalidad. Se sabe que en 589 la ciudad era sede episcopal pues figura entre las ciudades que enviaban obispos a los concilios de Toledo.
En el año 712, con la invasión musulmana de la península ibérica, Musa ibn Nusair conquista la ciudad. Durante la Alta Edad Media, la zona quedó como «tierra de nadie» y gran parte de sus núcleos de población resultaron destruidos por las frecuentes incursiones (algaradas) de los árabes. Salamanca quedó reducida a un núcleo carente de importancia y casi despoblado, aunque se mantuvo intacto el puente, con algunos pobladores en los alrededores. Los sucesivos intentos de los reinos cristianos de estabilizar la zona originaron no pocos choques con las expediciones musulmanas hacia el norte, que provocaron diversas escaramuzas y batallas, como la de Alfonso I de Asturias en 754, que acabaron por arrasar lo que quedaba de urbano.
La zona permaneció más o menos despoblada hasta que tras la importante victoria cristiana, en la batalla de Simancas del año 939, se inicia la repoblación efectiva de la zona ribereña del Tormes. Según la redacción pelagiana de la Crónica de Sampiro, dos meses después de terminado el ataque islámico, Ramiro II de León dispuso el avance de su ejército hacia las riberas del Tormes, donde dice que comienza la repoblación: 

Civitates desertas ibidem populavit; hee sunt: Salamantica, sedes antiqua castrorum, Letesma, Ribas, Balneos, Alphandiga, Penna et alia plurima castella, quod longum est prenotare.
Ciudades desiertas recobran población; estas son: Salamanca [...] y muchos otros pueblos, observamos que llevará demasiado tiempo.
Sampiro, Crónica de Sampiro, siglo XI.

Todo parece indicar que a la población preexistente se vino a añadir durante esta fase la emigración que procedía fundamentalmente de comarcas situadas al norte del Duero; en el caso salmantino es indudable que se trata preferentemente de emigrantes llegados de las cercanías de León, según consta expresamente en la donación realizada por Ordoño III en el año 953 a la iglesia de León de todas las iglesias recién construidas en el alfoz de Salamanca.

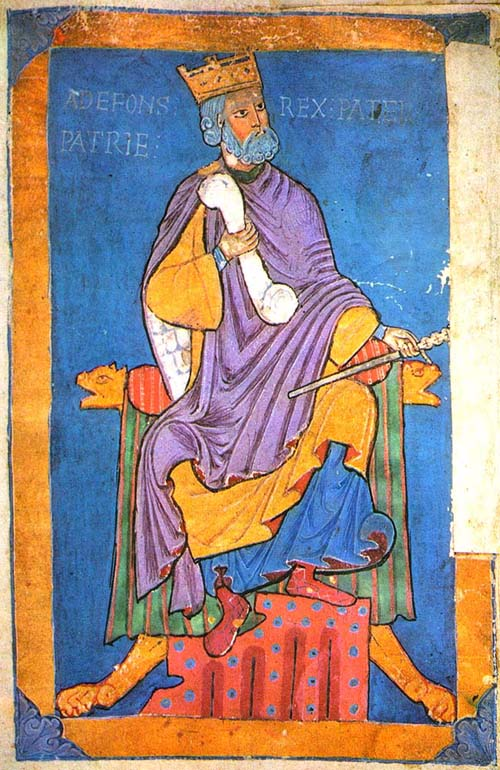
El rey Alfonso VI de León repobló definitivamente la ciudad en el año 1085, encomendando la dirección de este proceso de repoblación a su yerno Raimundo de Borgoña

Tras la conquista de Toledo por Alfonso VI de León en el año 1085, se produjo la repoblación definitiva de la ciudad. En 1102, Raimundo de Borgoña se dirige a la ciudad con un nutrido grupo de pobladores de diversos orígenes, con una composición similar a los nuevos habitantes de la ciudad de Ávila —francos, castellanos, serranos, mozárabes, toreses, portogaleses y bragancianos, así como con la colaboración puntual de gallegos, judíos y musulmanes; que quedan recogidos en el Fuero de Salamanca,— por orden de su suegro Alfonso VI. Estos fundaron sus respectivas iglesias y parroquias. De todos los grupos repobladores el más importante era el de los serranos, también llamados los guerreros-pastores, dedicados exclusivamente al cuidado de sus ganados y a la guerra. No hay que olvidar que toda la Extremadura medieval, territorio comprendido entre el Duero y el Sistema Central, era conocido en las crónicas árabes como «País de los serranos». Todavía hoy existe una calle Serranos en torno a la cual se aglutinaba este colectivo repoblador.
Los nuevos pobladores ocuparon el antiguo recinto amurallado y colonizaron nuevos terrenos de su entorno. La ocupación de la ciudad respondió a criterios sociales, étnicos y de poder. De esta forma, la élite social se ubicó en el centro de la ciudad, espacio que venía a coincidir con el de la antigua ciudad celtibérica. Los serranos, vinculados al poder político y militar, ocuparon la parte oeste (casa del representante real y alcázar) y los francos al este, junto con la sede episcopal y el centro comercial en torno al Azogue Viejo. Los judíos se situarán junto al alcázar y los restantes grupos de repobladores (castellanos, portugueses, judíos, mozárabes, toresanos y gallegos, entre otros) serán ubicados en los espacios extramuros.
Se restaura su diócesis (siendo el primer obispo Jerónimo de Perigord) y se comienza a construir la catedral, a cuya vera nacen unas escuelas que serán el germen de la futura universidad.

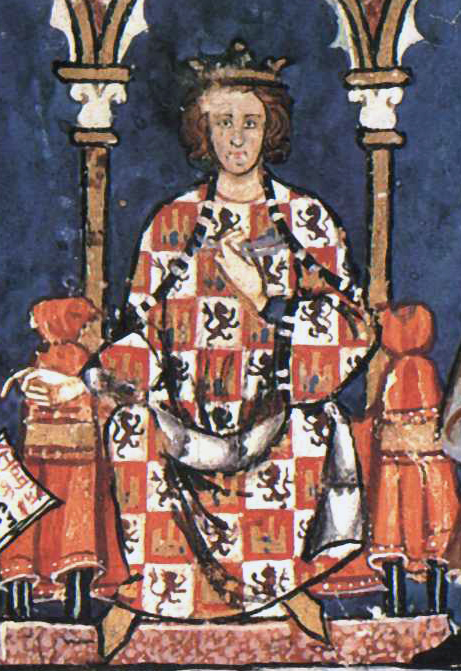
Alfonso X «el Sabio» convirtió el Estudio General en Universidad en 1253

En 1218, el monarca Alfonso IX de León otorgó fueros que atrajeron a nuevos pobladores –entre ellos una numerosa comunidad judía—, la ciudad vio ampliar su perímetro amurallado y concedió a las escuelas catedralicias el rango de estudio general que, en 1254, se convertiría en Universidad de Salamanca por real cédula de Alfonso X, posteriormente ratificada por el papa Alejandro IV en 1255:

A la Universidad de los maestros y escolares de Salamanca:

Consideramos digno y conveniente que aquellos que diariamente cultivan con lecciones el campo del estudio para que puedan recibir la margarita de la ciencia nos encuentren favorables y benignos en sus peticiones de forma que su estudio sea ejercido tanto más libremente cuanto más se sientan protegidos por el favor apostólico.

Y en consecuencia, de acuerdo con vuestra petición, informados de que a veces sucede que a quienes se ha examinado en el estudio salmantino y son declarados idóneos no se les permita dictar en otro lugar si no sufren otro examen, atendiendo a la petición del ilustre rey de Castilla y de León y de la vuestra, declaramos que, después de que algún maestro o escolar de Salamanca haya realizado el examen pertinente en alguna facultad y fuera declarado apto, pueda ejercer en cualquiera otro estudio, sin nuevo examen, excepto en París y en Bolonia.
Carta del papa Alejandro IV a la Universidad de Salamanca. 1255.
I. Rodríguez de Lama, La documentación pontificia de Alejandro IV. 1976.

La universidad alcanzaría con el tiempo un gran prestigio.
El 12 de agosto de 1311 nació entre sus muros el único rey de Castilla y de León que ha dado la ciudad, Alfonso XI «el Justiciero». Accedió al trono con catorce años y conquistó Gibraltar al mando de las milicias de la Corona, en las que destacaba la nutrida presencia de contingentes salmantinos.
Durante el siglo XV, Salamanca fue el escenario de grandes rivalidades que afectaron a todos los ámbitos de la vida urbana, desencadenando la llamada Guerra de los Bandos, que enfrentó a dos facciones encabezadas por familias de la nobleza –los Benitinos y los Tomesinos, así llamados porque se agrupaban en torno a las parroquias de San Benito y Santo Tomé— que se disputaban el control de la ciudad y que años después concluyó con la firma de una Concordia lograda por un valiente fraile agustino que, con el tiempo, llegó a convertirse en el patrón de la ciudad: San Juan de Sahagún.
Con el auge de la Mesta, Salamanca adquirió importancia como centro de manufacturas pañeras y como exportador de lana.

### Edad Moderna

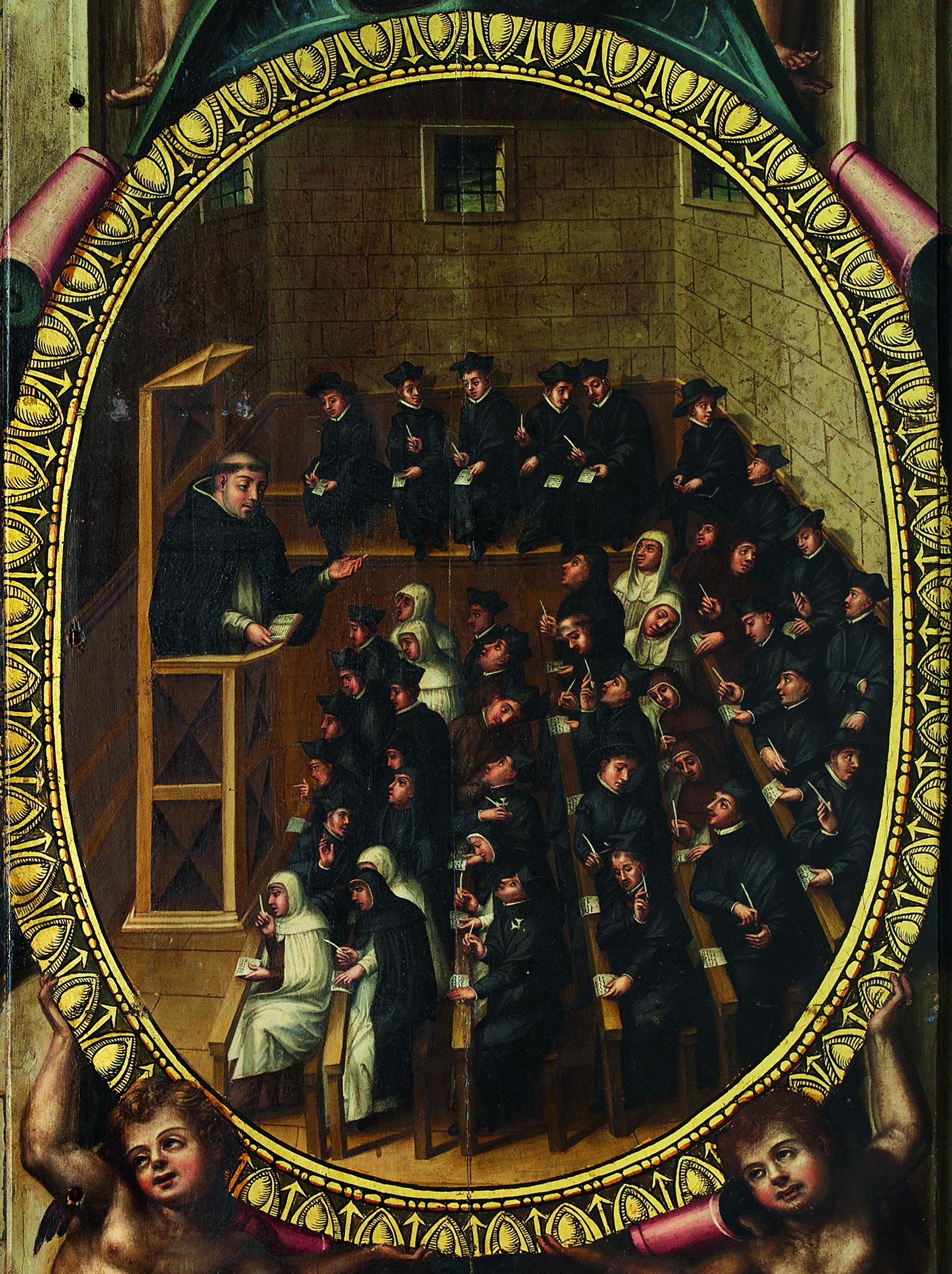
Clase en la Universidad de Salamanca (1614)

Como el resto de núcleos históricos de la Corona que tenían representación en Cortes, Salamanca se unió al movimiento de las Comunidades de Castilla (1520) contra los nuevos impuestos que reclamaba Carlos I en las Cortes y en defensa de sus manufacturas textiles contra los privilegios de los exportadores de lana. Tras la derrota de los Comuneros el rey Carlos I hizo desmochar las torres de los palacios de los salmantinos que se adhirieron a la revuelta.
El siglo XVI fue la época de mayor esplendor de la ciudad, tanto en la demografía como en la vida universitaria, gracias al prestigio de sus profesores, con la llamada Escuela de Salamanca (se calcula que Salamanca tenía unos 24 000 habitantes y hacia 1580 se matriculaban cada año 6500 estudiantes). Después se unió a la decadencia generalizada de las ciudades de la Corona de Castilla en la meseta norte (12 000 habitantes en 1651). Además, fue alrededor de entonces cuando se construyó la iglesia de San Isidoro.
El barrio judío de Salamanca estaba situado al norte, junto a la muralla (más o menos la actual avenida de Mirat). Cuando, en 1492, fueron expulsados, el barrio fue tapiado y respetado por los salmantinos, probablemente pensando en un posible retorno, y al quedar deshabitado se llenó de conejos, por lo que ha sido conocido hasta hace poco como barrio del Conejal.
En el siglo XVIII tuvo un importante renacimiento económico y cultural, que propició la terminación de la catedral Nueva (cuyas obras habían estado paradas durante casi un siglo) y la construcción de su imponente plaza Mayor barroca en 1729. Cuando se produjo el gran terremoto de Lisboa de 1755, muchos de los edificios monumentales de la ciudad vieron peligrar la integridad de sus fábricas. Una de las imágenes más reveladoras de sus efectos todavía puede verse en la iglesia de San Martín: muchas de las piedras debieron de estar durante alguna fracción de segundo en el aire, lo suficiente para que los pilares se inclinasen y las dovelas de arcos y bóvedas cayesen en un lugar que no era exactamente el que ocupaban hasta ese momento, de manera que en su interior hoy se observan muros y pilares arqueados, arcos y nervios deformados. No obstante, la bonanza económica de la ciudad permitió reformar muchos de los edificios monumentales dañados por el seísmo, entre ellos la catedral, que fue la más afectada de todas las catedrales españolas. En el aspecto cultural, también se notó el influjo de la Ilustración de los Borbones en la universidad en el último tercio del siglo.

### Edad Contemporánea

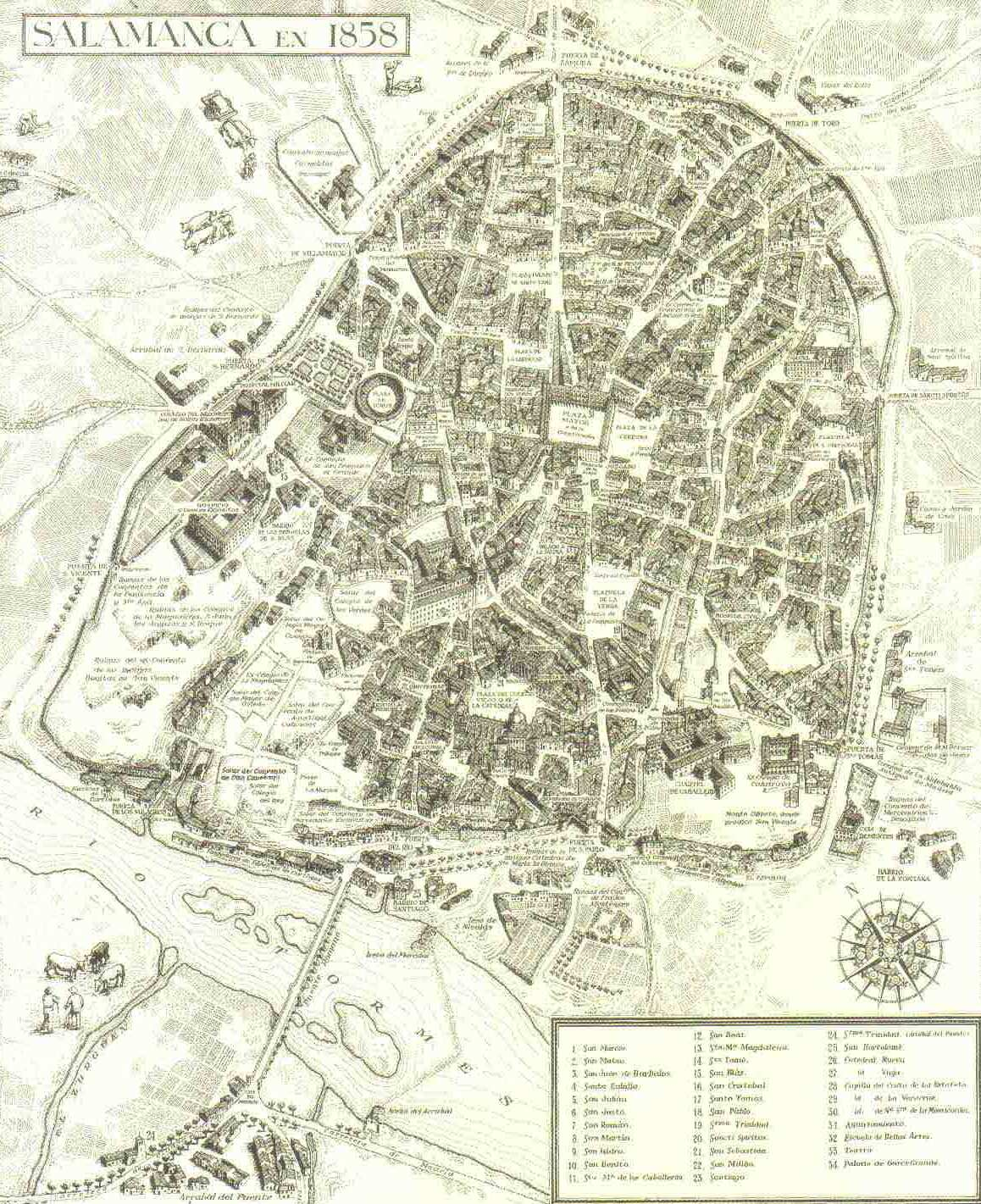
Salamanca en 1858

Durante la guerra de la Independencia, Salamanca fue ocupada por las tropas del mariscal Soult en 1809 y permaneció en manos francesas hasta la batalla de los Arapiles (1812), en la que vencieron los ejércitos aliados bajo el mando de Wellington.[cita requerida]v Durante la ocupación, los franceses construyeron defensas y, para obtener materiales, destruyeron una importante parte de los edificios salmantinos, especialmente del barrio llamado de Caídos (derruidos), donde se levantaban conocidos colegios mayores de la universidad, de los que no queda ni rastro. El peor momento llegó cuando Fernando VII cerró las universidades españolas. A partir de la reapertura, la de Salamanca quedó reducida a una universidad de provincias. Por la provincia de Salamanca actuó el guerrillero y militar salmantino Julián Sánchez «El Charro» al mando de la unidad Lanceros de Castilla.
En 1833 se crea la provincia de Salamanca, encuadrada en la Región Leonesa, convirtiéndose de este modo la ciudad de Salamanca en la capital de dicha provincia, pasando a albergar la Diputación de Salamanca.

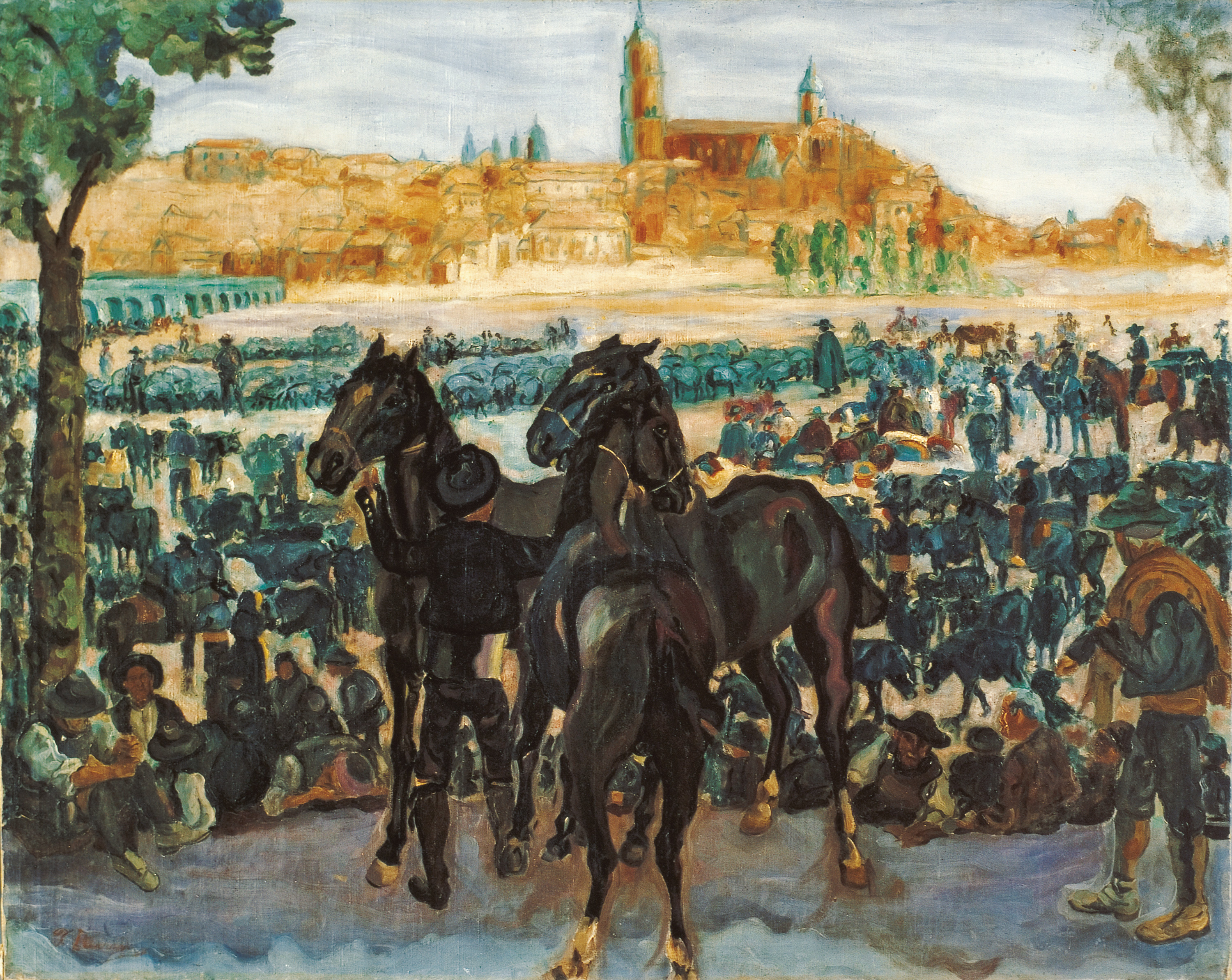
Feria de ganado en Salamanca (c. 1898), de Francisco Iturrino

En 1873, tras proclamarse la Primera República, se acometió el primer intento serio de federalización de España mediante el proyecto de Constitución de 1873. Apenas cinco días después de la presentación de este proyecto, Salamanca sufrió un levantamiento cantonalista que, tras cuatro días de éxito, fue sofocado el 26 de julio de 1873. Posteriormente, un pronunciamiento militar se llevó por delante la I República y de paso la iniciativa regionalizadora del Estado Federal. Durante el resto del siglo XIX la ciudad experimentó una leve recuperación al ser nombrada capital de provincia y al haberse construido el ferrocarril que unía Francia con Portugal, y que pasaba por la Meseta (Medina del Campo y Salamanca, 1877).
La sublevación del ejército contra la Segunda República triunfó en Salamanca desde el primer momento, siendo detenido y fusilado el alcalde de Salamanca Casto Prieto Carrasco por las tropas franquistas. Durante la Guerra Civil, entre octubre de 1936 y noviembre de 1937, el palacio Episcopal fue residencia y centro de mando del general Franco. La ciudad fue también sede de las organizaciones falangistas y de algunos Ministerios.
Tras la guerra se concentraron en Salamanca los documentos incautados por el Ejército sublevado a medida que iban ocupando el territorio que había defendido a la República, con lo que se creó un gran archivo documental sobre la guerra civil española (Archivo General de la guerra civil española). La parte de este archivo, que trata sobre Cataluña, amén de muchísimos papeles y documentos valiosos de particulares e instituciones no pertenecientes a esa región fue trasladado a Barcelona en la primavera de 2006, tras grandes disputas entre el ayuntamiento salmantino y el gobierno español, y manifestaciones populares. El Ayuntamiento de Salamanca, presidido por Julián Lanzarote (PP), cambió el nombre de la calle en la que se encuentra el archivo, de «Gibraltar» (nombre que homenajeaba a las milicias salmantinas que fueron con Alfonso XI a la conquista de Gibraltar) a de «El Expolio», como señal de protesta tras el traslado de los papeles de Salamanca a Cataluña.

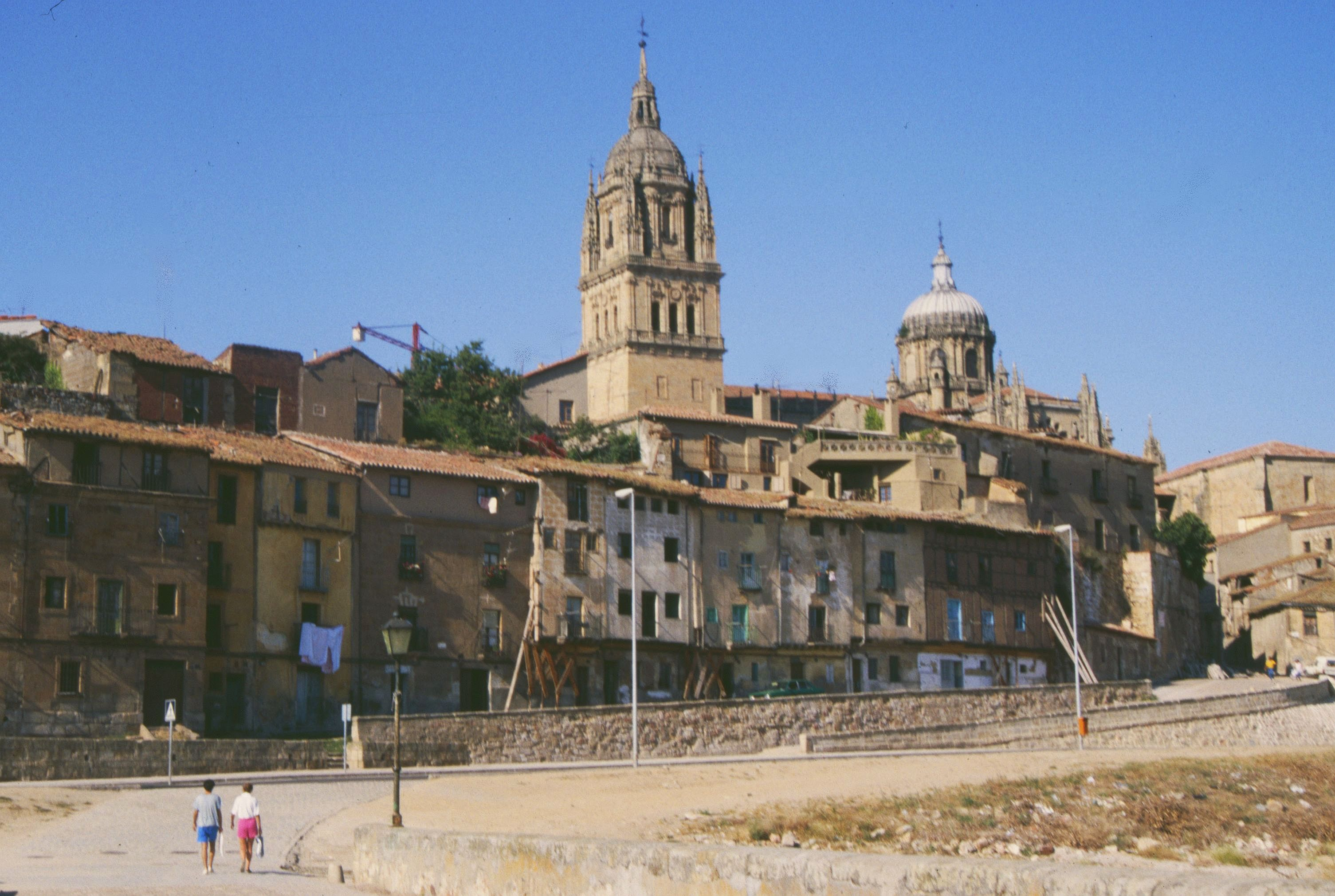
Salamanca en 1988

En 1940, Pío XII fundó la Universidad Pontificia de Salamanca como continuación de los antiguos estudios de teología. En 1988 Salamanca fue declarada ciudad Patrimonio de la Humanidad por la Unesco. En 1998, por acuerdo de los ministros de Cultura de la Unión Europea, Salamanca fue designada junto a Brujas, Capital Europea de la Cultura para el año 2002. La ciudad también aspira a obtener la candidatura a la Exposición Universal de Salamanca en un futuro no muy lejano.
Actualmente la población de la capital salmantina, estancada desde hace unas tres décadas, ronda los 160 000 habitantes, aunque en 2006 descendió en más de 11 000 personas con respecto al año 1994.[cita requerida] Esto se debe fundamentalmente al traslado de parte de su población al área metropolitana, fenómeno común a muchas otras ciudades españolas, aunque también hay un elevado índice de emigración a lugares como Madrid. Es significativo comprobar que la provincia de Salamanca tiene un alto índice de población envejecida respecto a los datos nacionales. Del 7 al 10 de junio de 1994, tuvo lugar en la capital charra la Conferencia Mundial sobre Necesidades Educativas Especiales que contó con la representación de 92 gobiernos y 25 organizaciones internacionales y que concluyó con la «Declaración de Salamanca de principios, política y práctica para las necesidades educativas especiales».

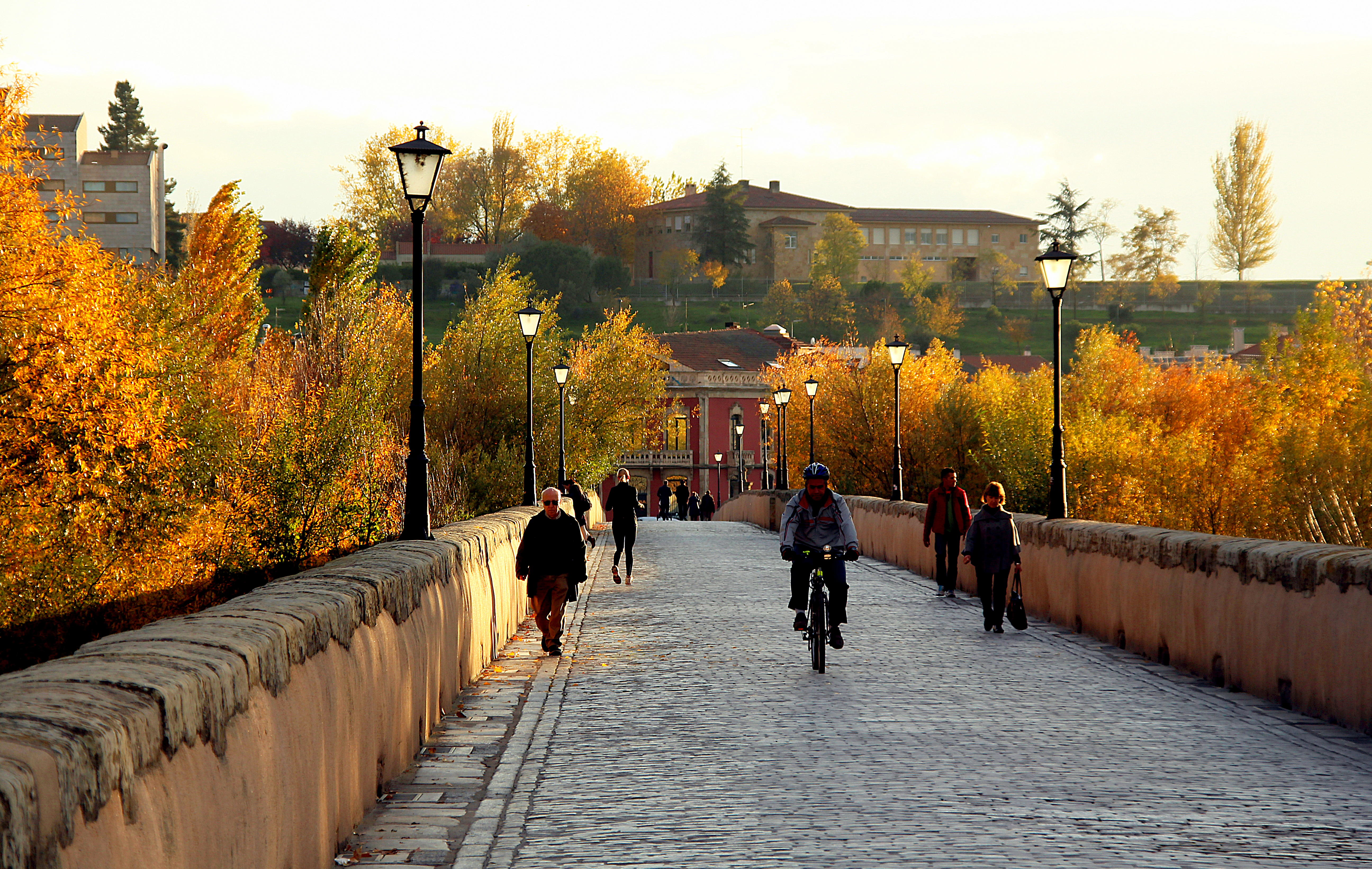
Salmantinos en el

Por su parte, el sector servicios (el boyante turismo cultural y la universidad) es la principal fuente de ingresos de la ciudad.[cita requerida] Es especialmente relevante la actividad educativa durante el verano, ya que cuenta con una gran afluencia de estudiantes procedentes de muchos países, que en su mayoría vienen para aprender el castellano y asistir a diversos cursos de verano. La capital salmantina acogió los días 14 y 15 de octubre de 2005 la celebración de la XV Cumbre Iberoamericana de jefes de Estado y de Gobierno. El príncipe heredero del Japón Naruhito visitó la ciudad el 13 de junio de 2013 con motivo de la conmemoración de los 400 años de intercambio hispano-japonés. Recibió de manos del alcalde Alfonso Fernández Mañueco las llaves de la ciudad.

## Patrimonio
La ciudad vieja de Salamanca fue declarada Patrimonio de la Humanidad por la Unesco en 1988. Lugares de interés de la ciudad, muchos de ellos dentro de la ciudad vieja, son el Colegio de Fonseca, la iglesia de San Marcos, la iglesia de Sancti Spiritus, el convento de las Claras, la casa-convento de Santa Teresa, la iglesia de San Juan de Barbalos y la iglesia de San Cristóbal.

### Plazas y jardines

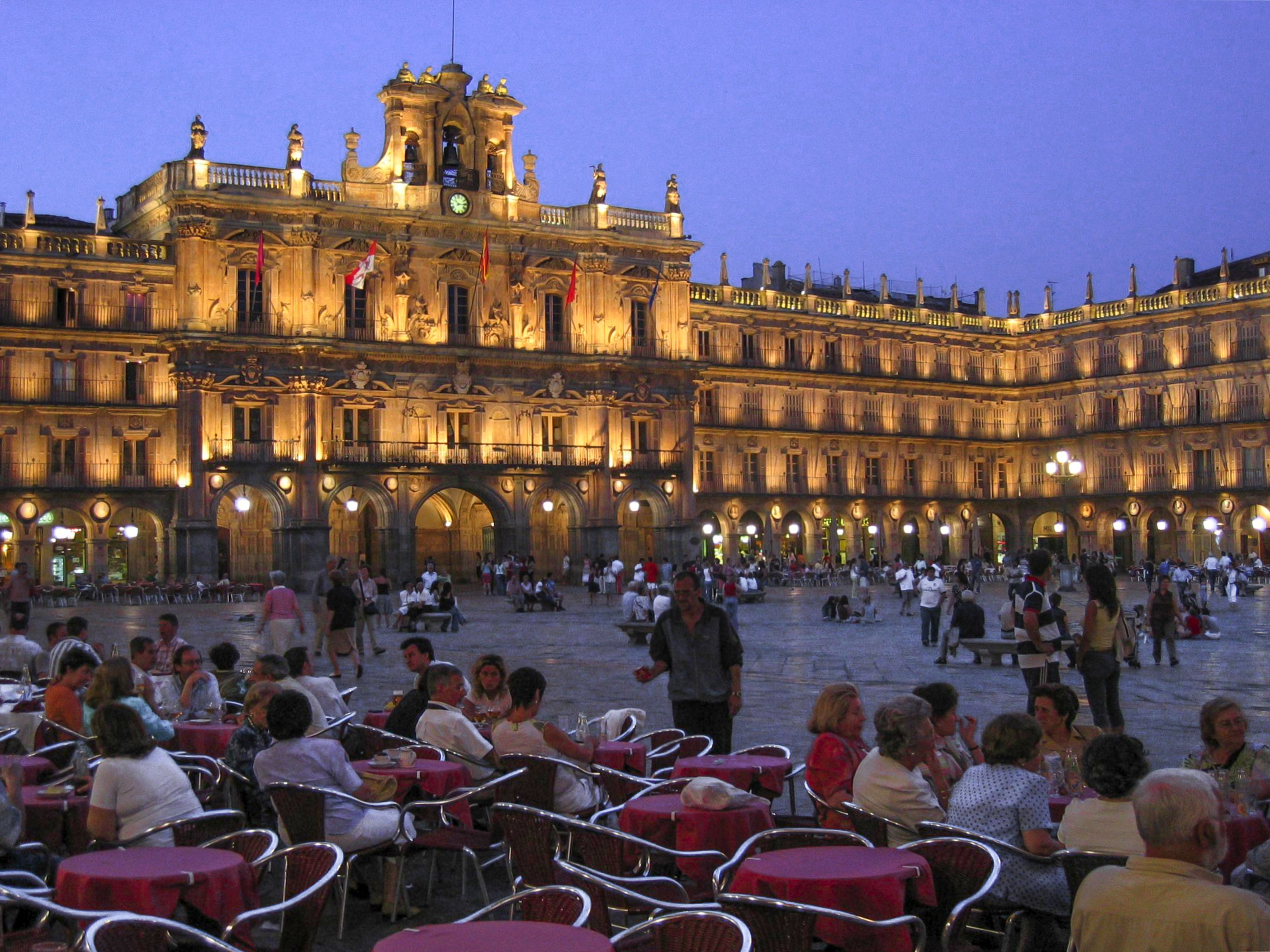
Plaza Mayor

La plaza Mayor, de estilo barroco, diseñada por los arquitectos Alberto y Nicolás Churriguera, es el más importante de los espacios públicos y corazón de la ciudad, y una de sus estampas más reconocidas. Anexa a la plaza Mayor se encuentra la pequeña plaza del Corrillo: a la izquierda está la iglesia románica de San Martín y a la derecha una serie de casas con soportales formados por columnas de piedra terminadas en zapatas que representan los días de la semana (una luna para el lunes, un Marte para el martes, etcétera).
El primer jardín público de la ciudad fue el Campo de San Francisco, situado, como indica su nombre y como ocurre en muchas ciudades españolas, sobre el terreno de un antiguo convento franciscano exclaustrado, en este caso, el antiguo convento de San Francisco el Real. Cercano a las catedrales se encuentra el Huerto de Calixto y Melibea, donde, según algunos,[¿quién?] se sitúa la trama de La Celestina de Fernando de Rojas. Junto a él se hallan restos de la muralla romana.

### Edificios religiosos

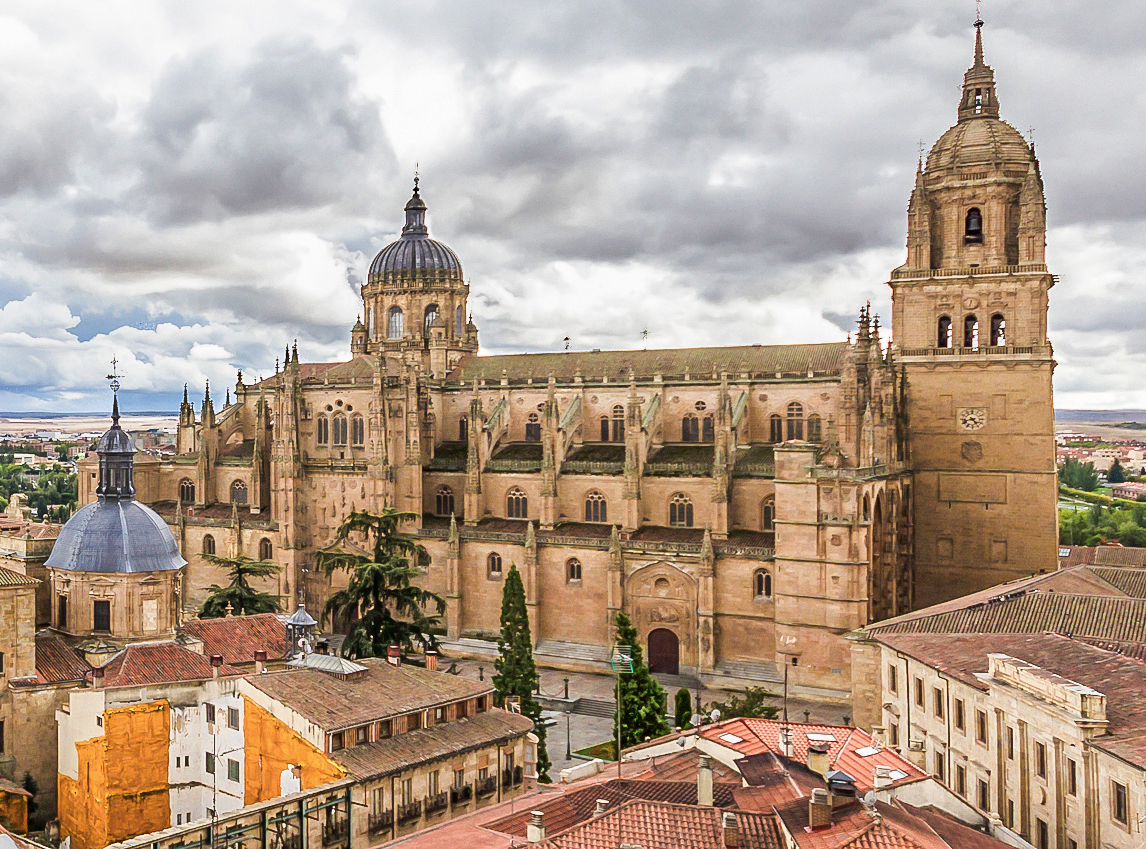
Catedral Nueva

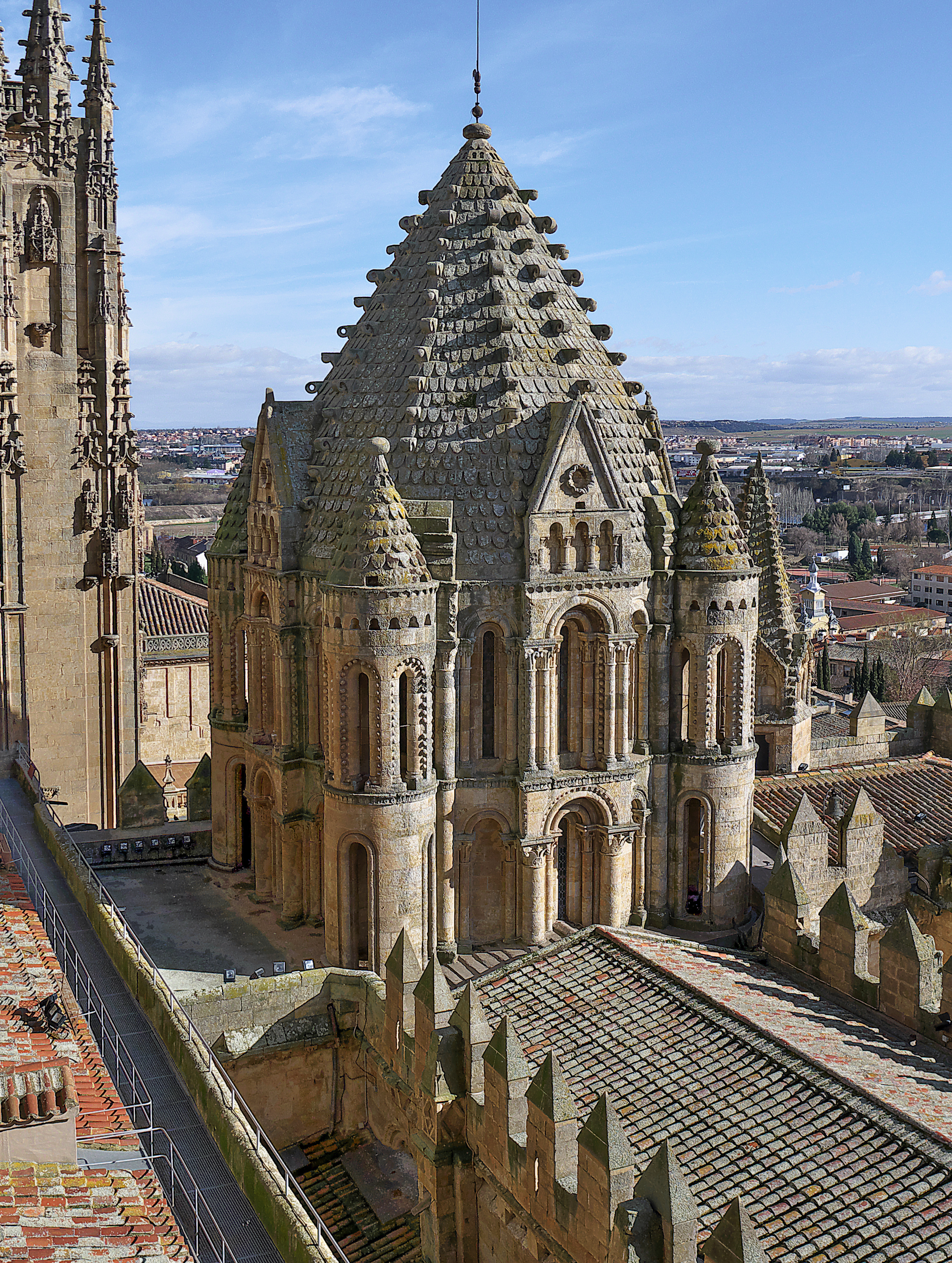
La Torre del Gallo, románica, es el elemento de la Catedral Vieja que más destaca desde el exterior, minimizada por la Catedral Nueva

#### Una ciudad, dos catedrales

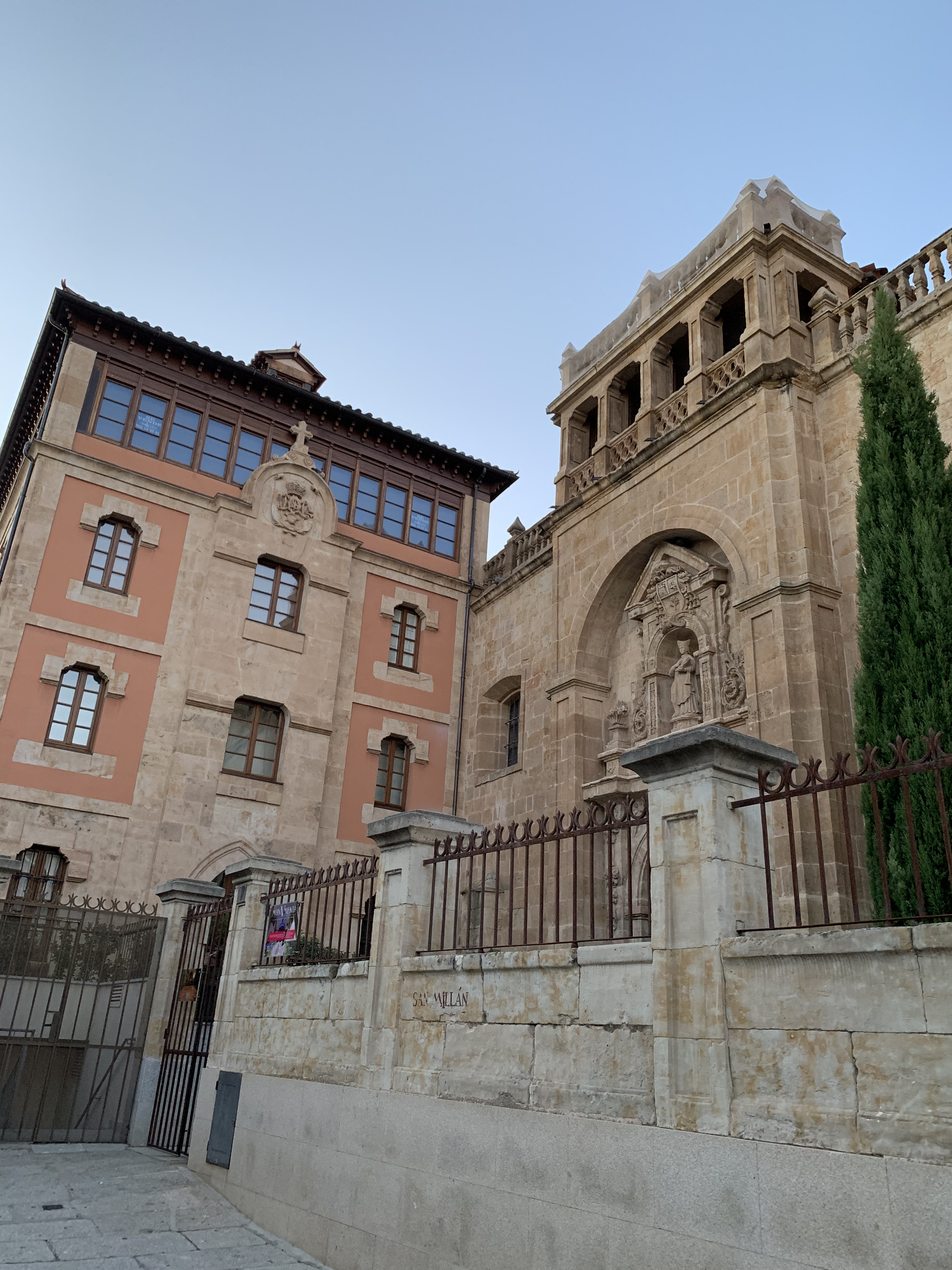
Iglesia de San Millán

Salamanca tiene dos catedrales, la vieja, del siglo XII y de estilo románico, y la nueva, mucho más grande, iniciada en el siglo XVI en estilo gótico tardío y concluida en el siglo XVIII. El lugar donde se juntan ambas es conocido como patio Chico y es uno de los rincones con más encanto de la ciudad.
La torre principal de la catedral nueva se construyó sobre el campanario de la catedral vieja. En ella es visible todavía una grieta originada por el terremoto de Lisboa de 1755.

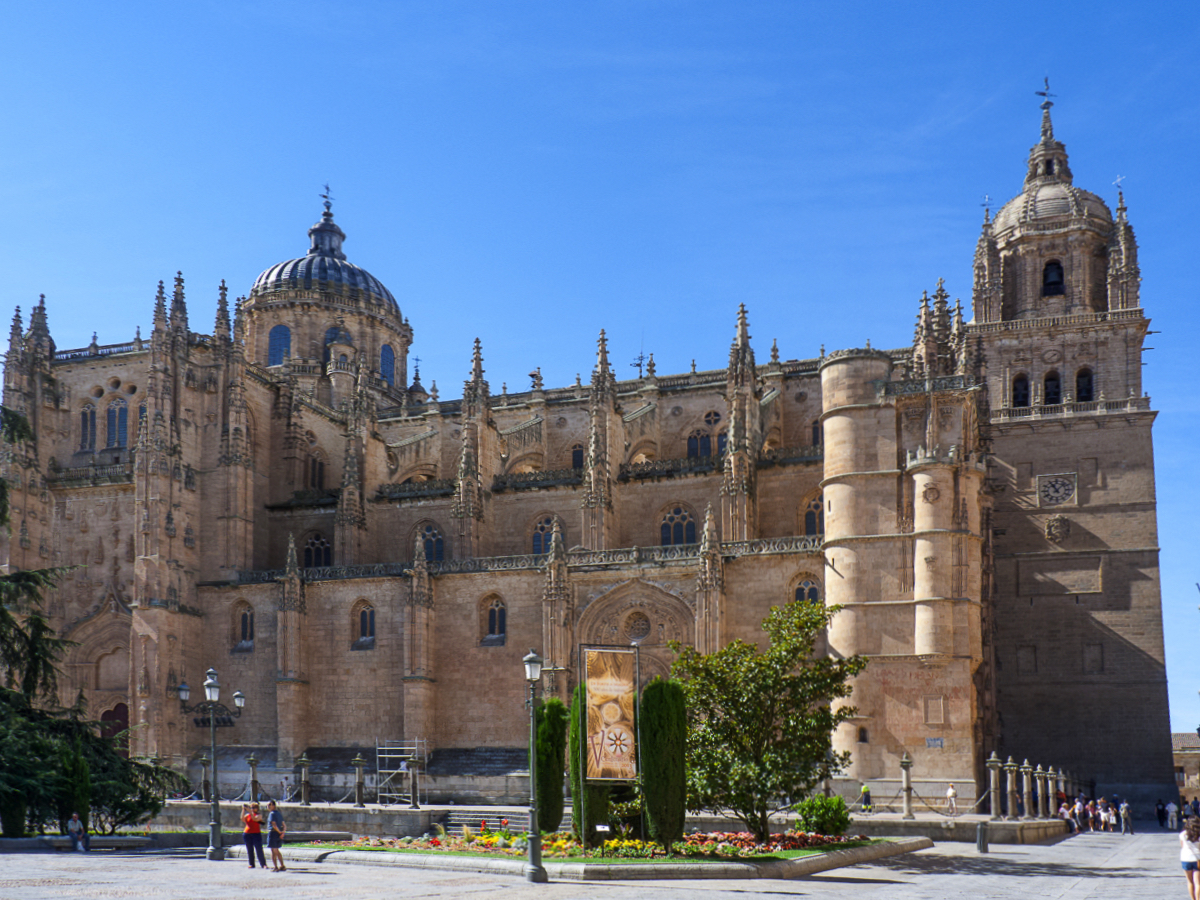
Fachada norte
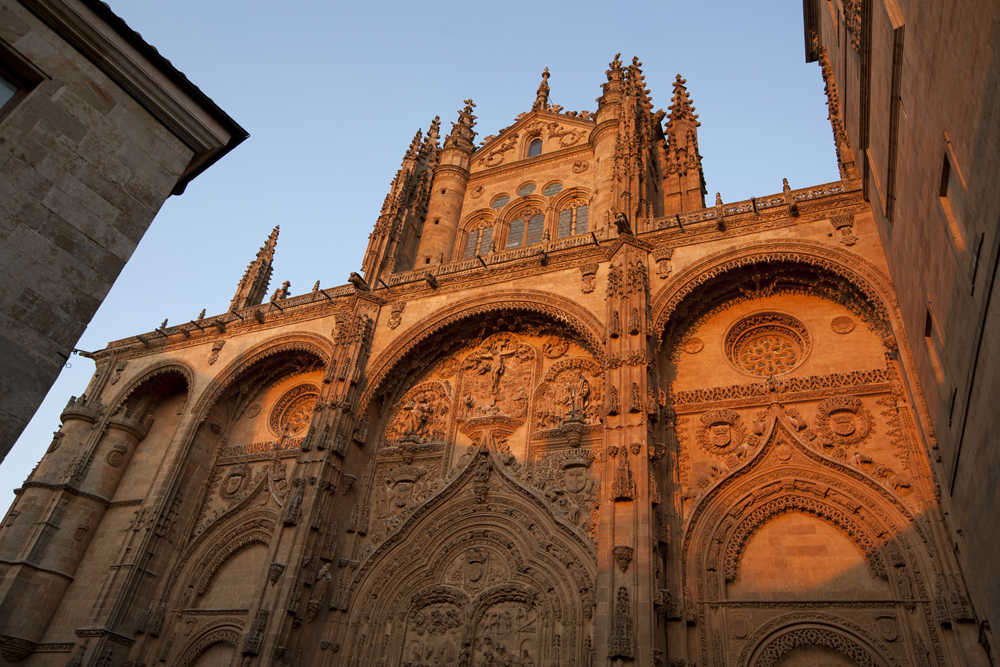
Fachada oeste
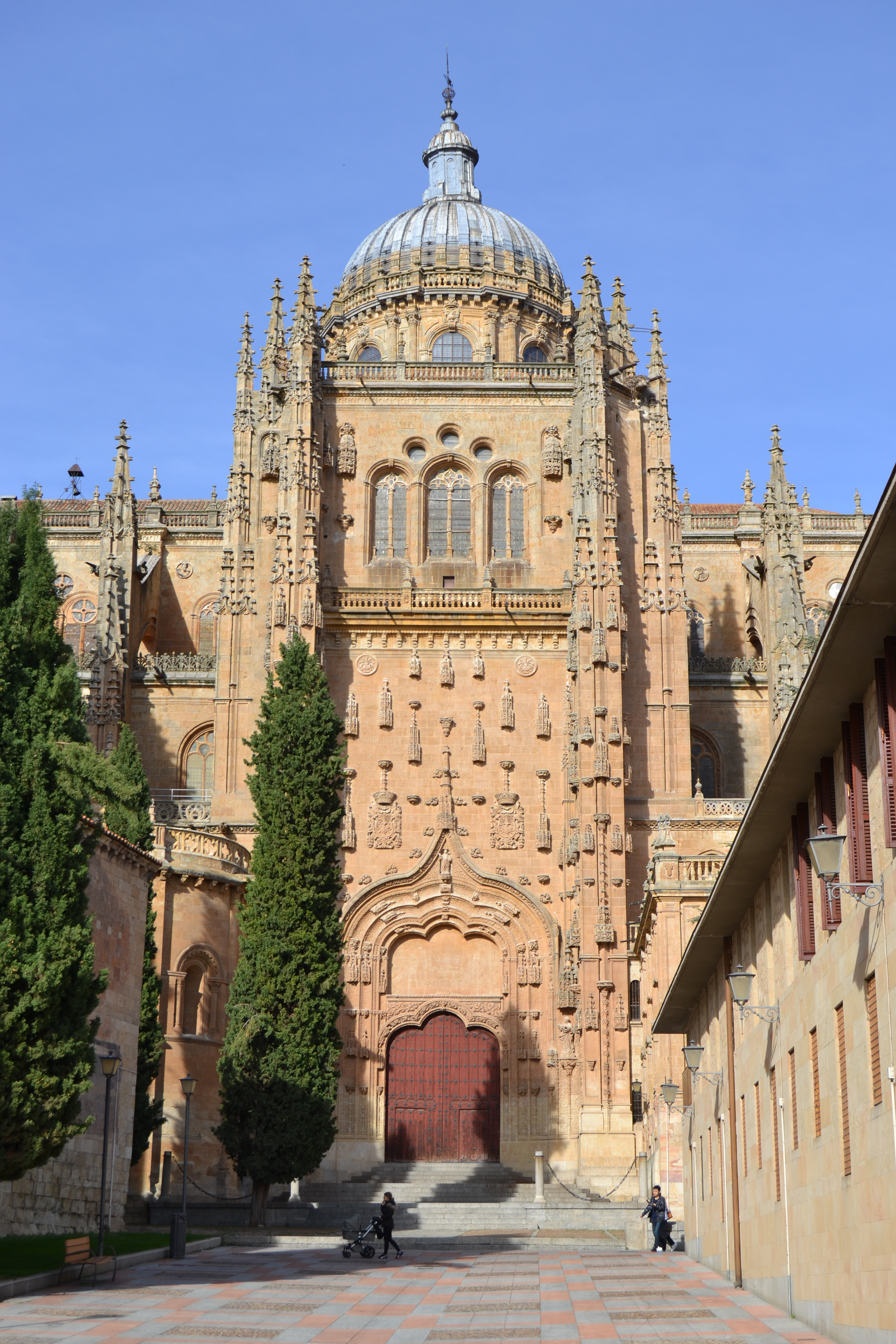
Fachada sur
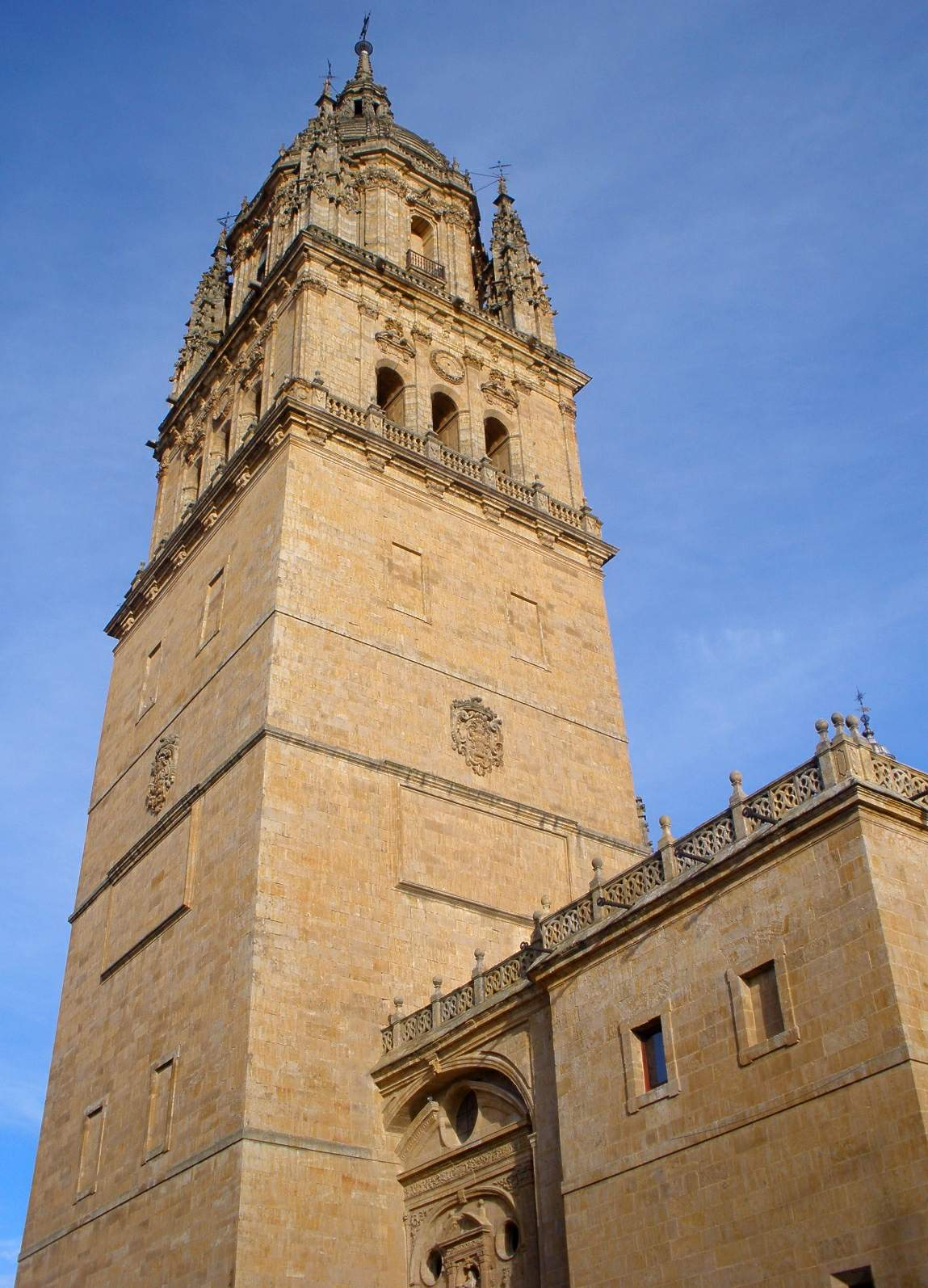
Torre
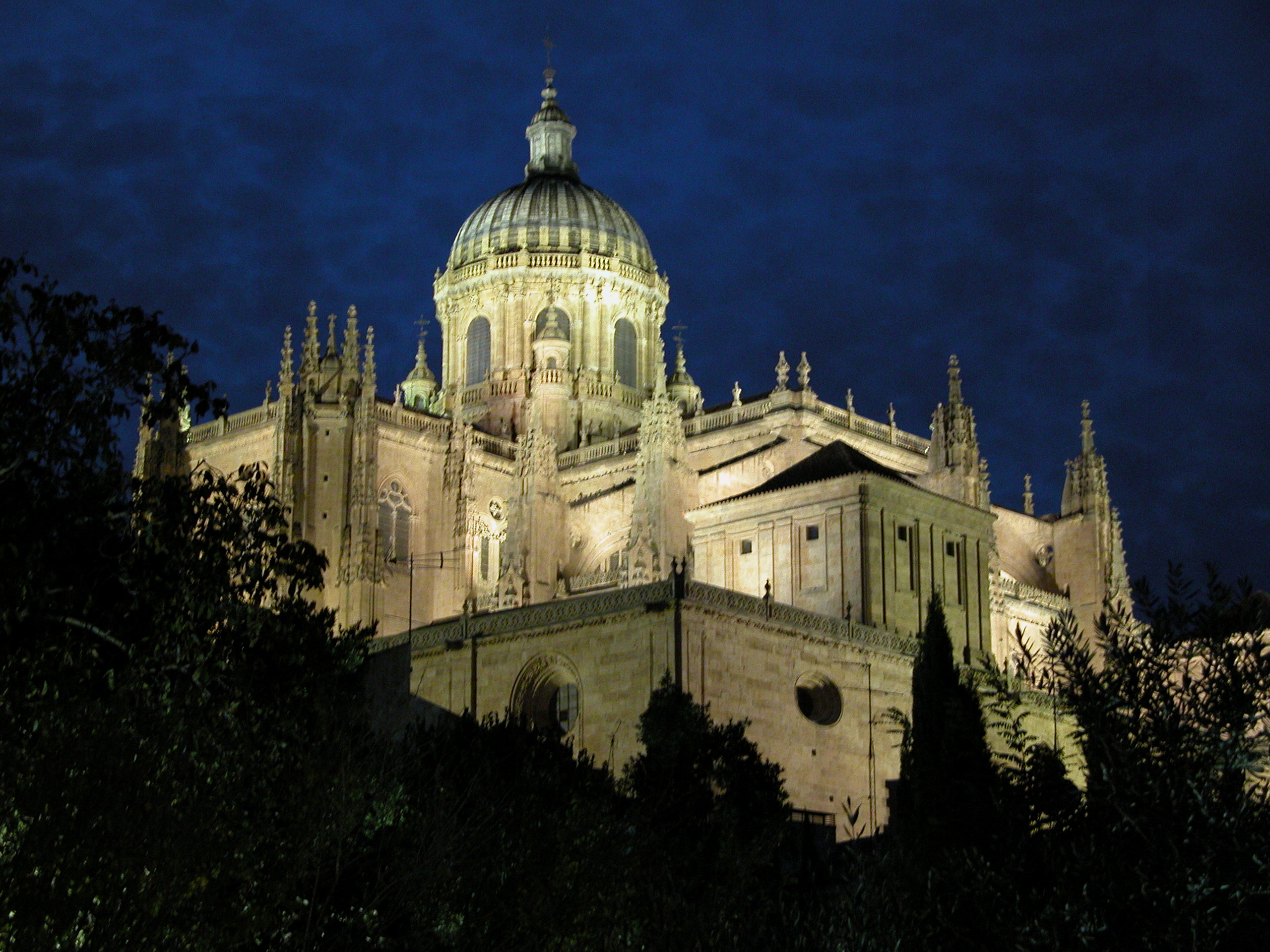
Cimborrio
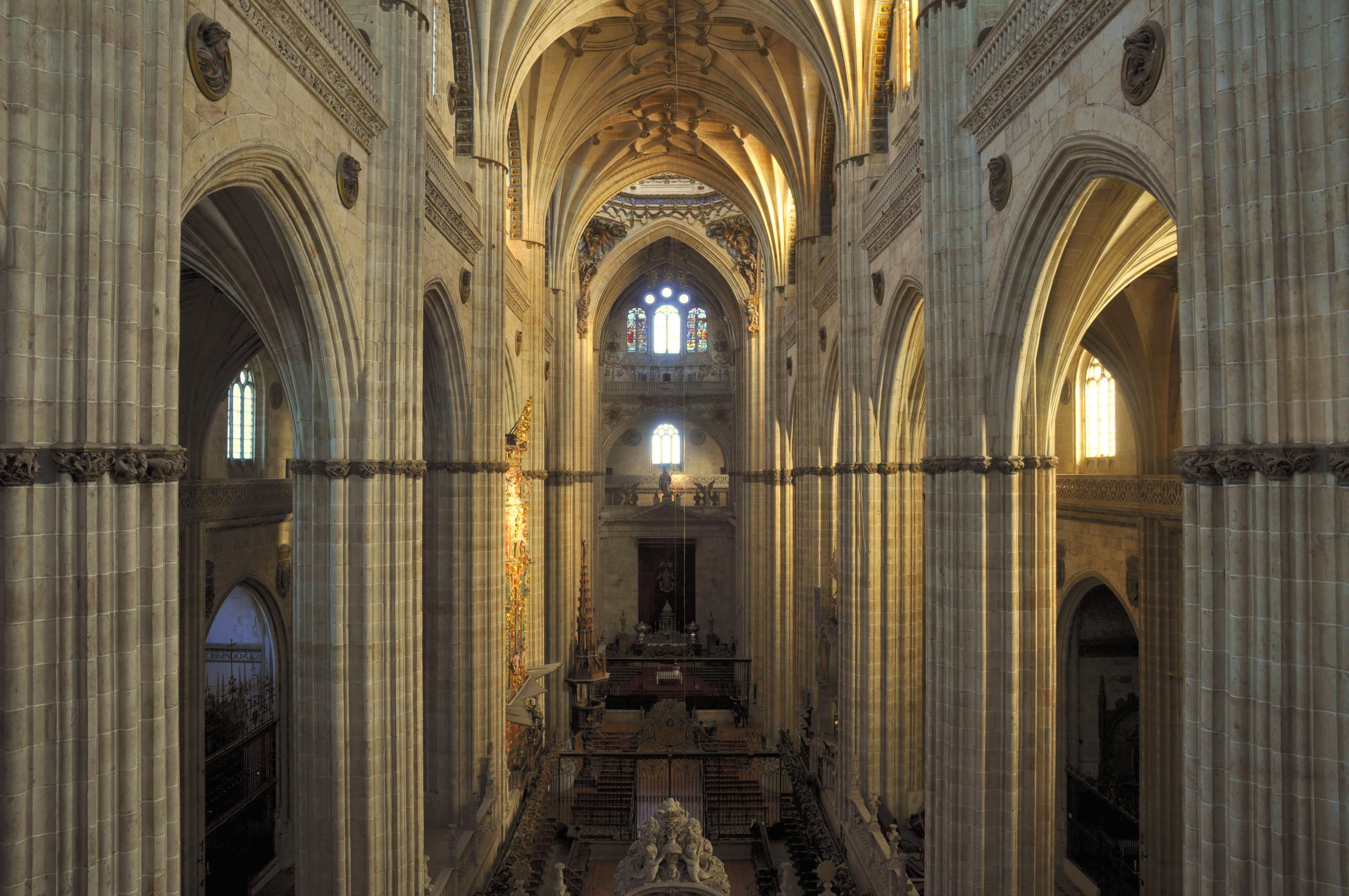
Interior

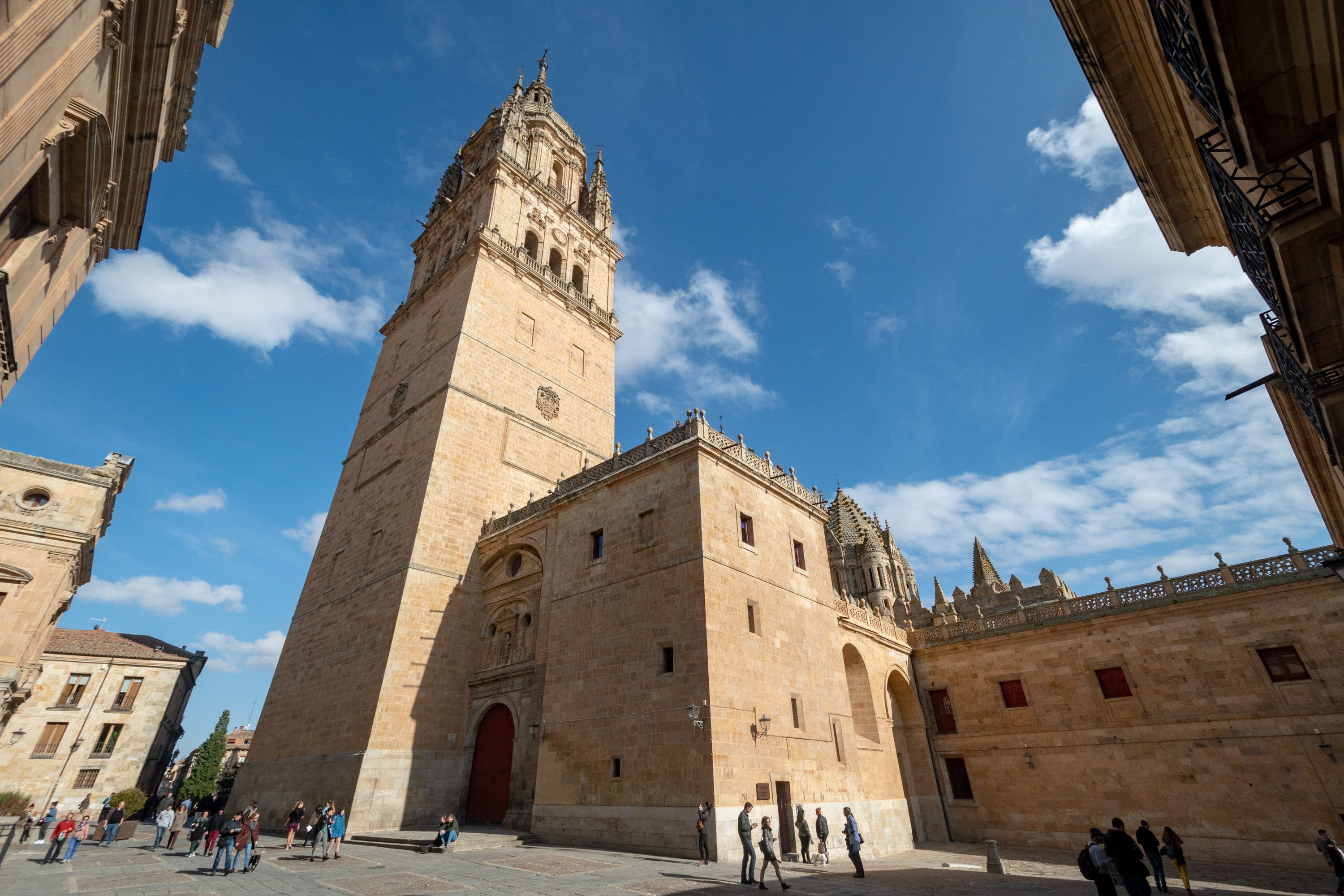
Fachada
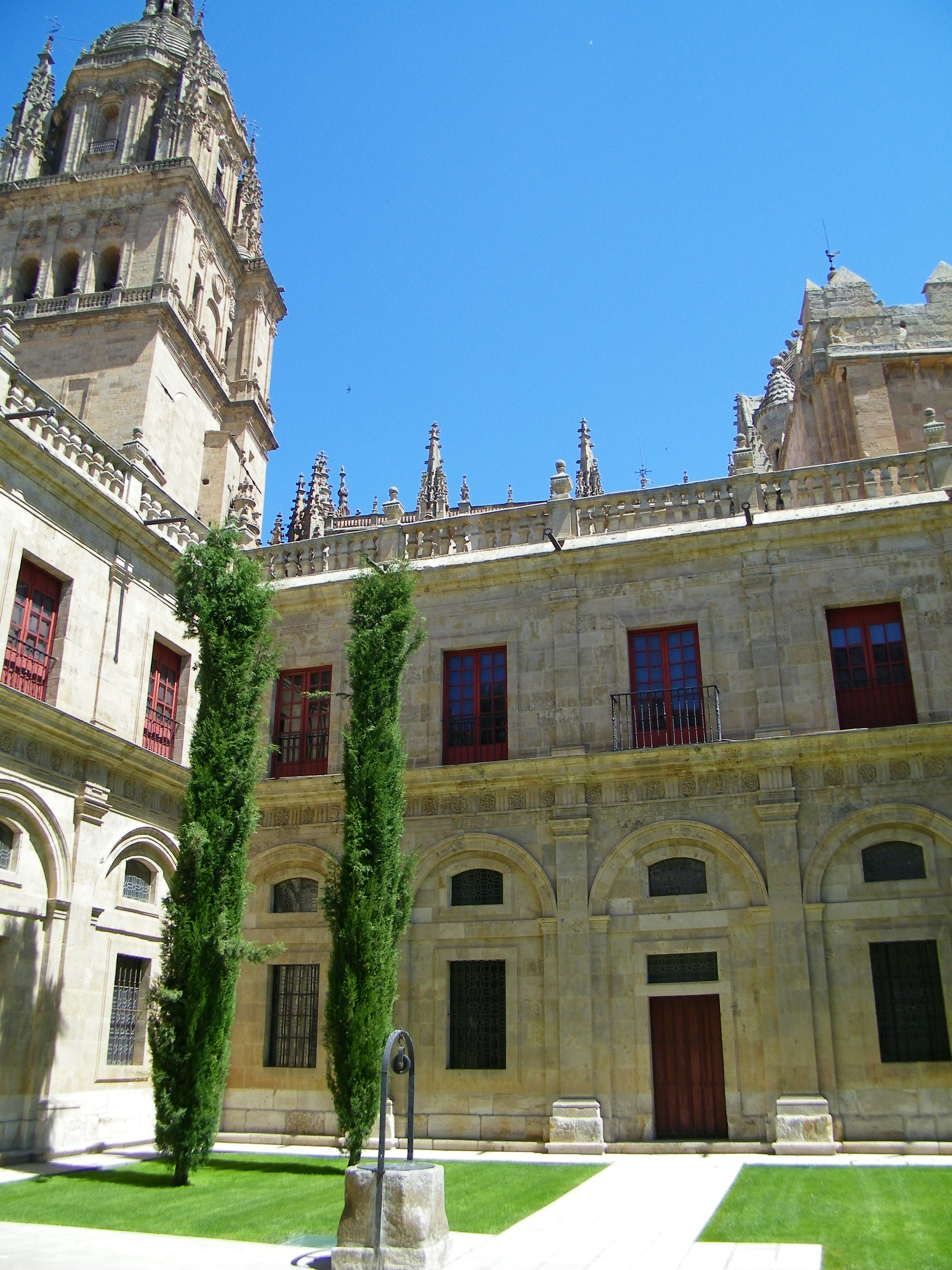
Claustro
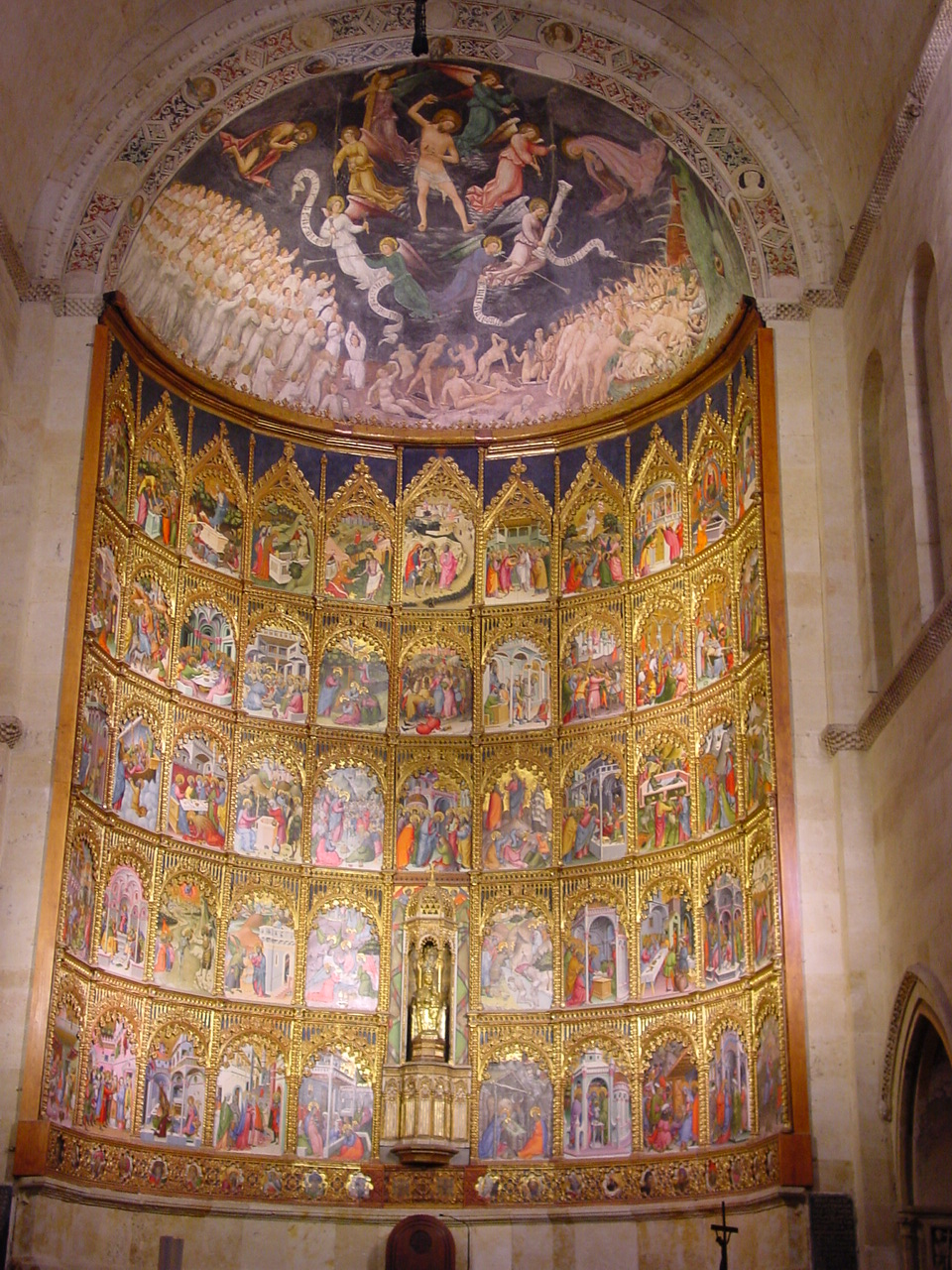
Retablo
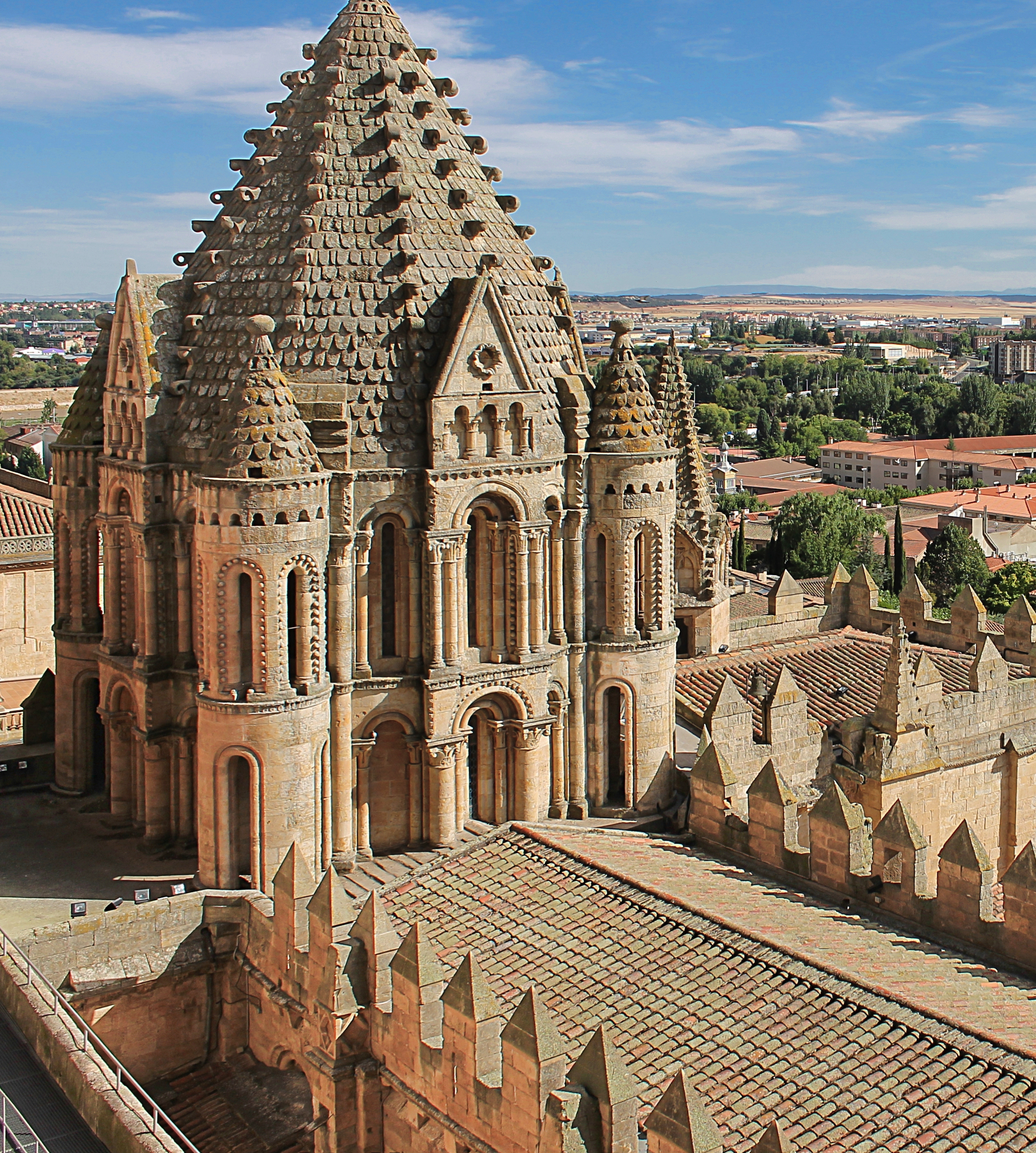
Cimborrio
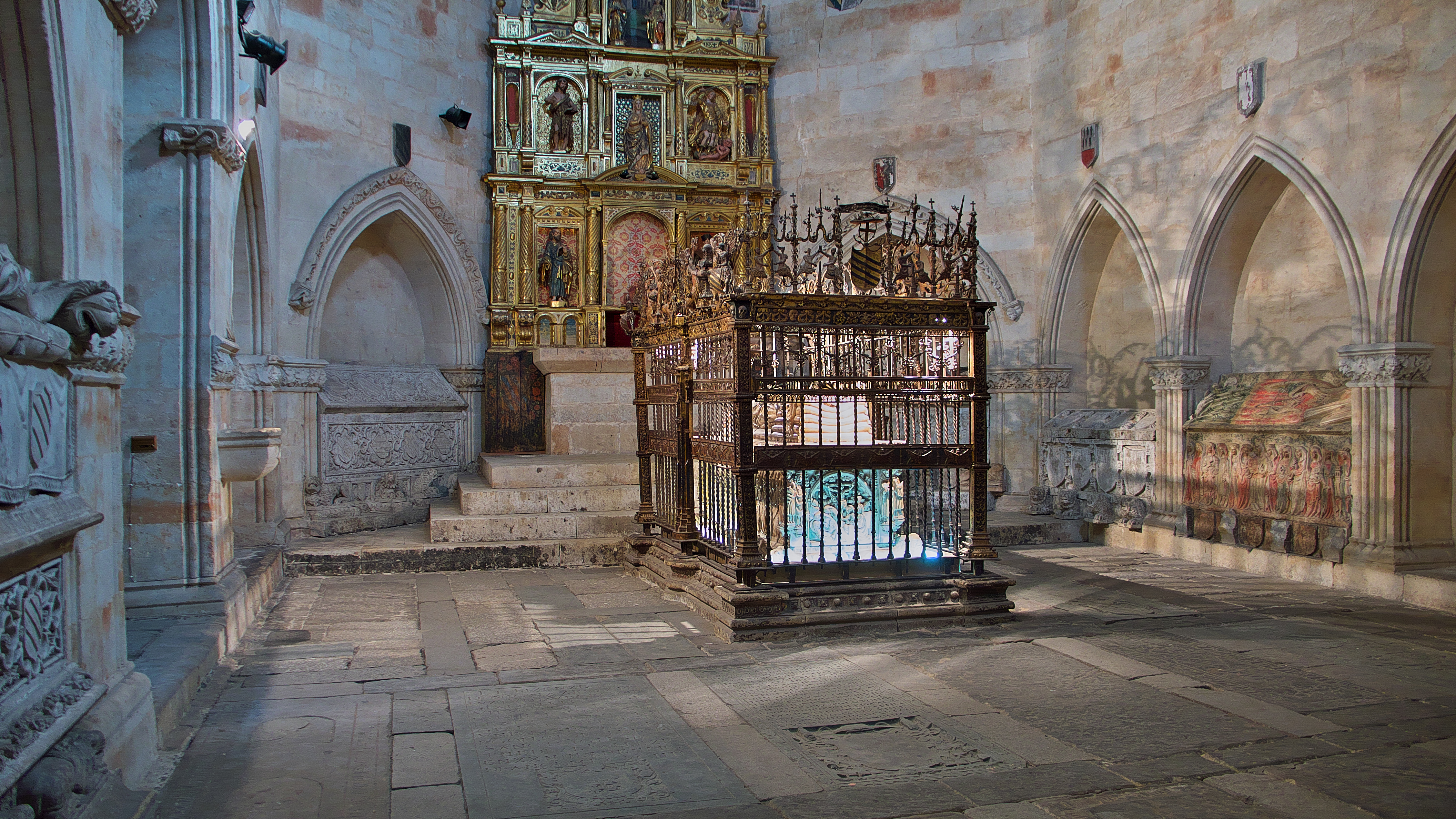
Capilla de los Anaya
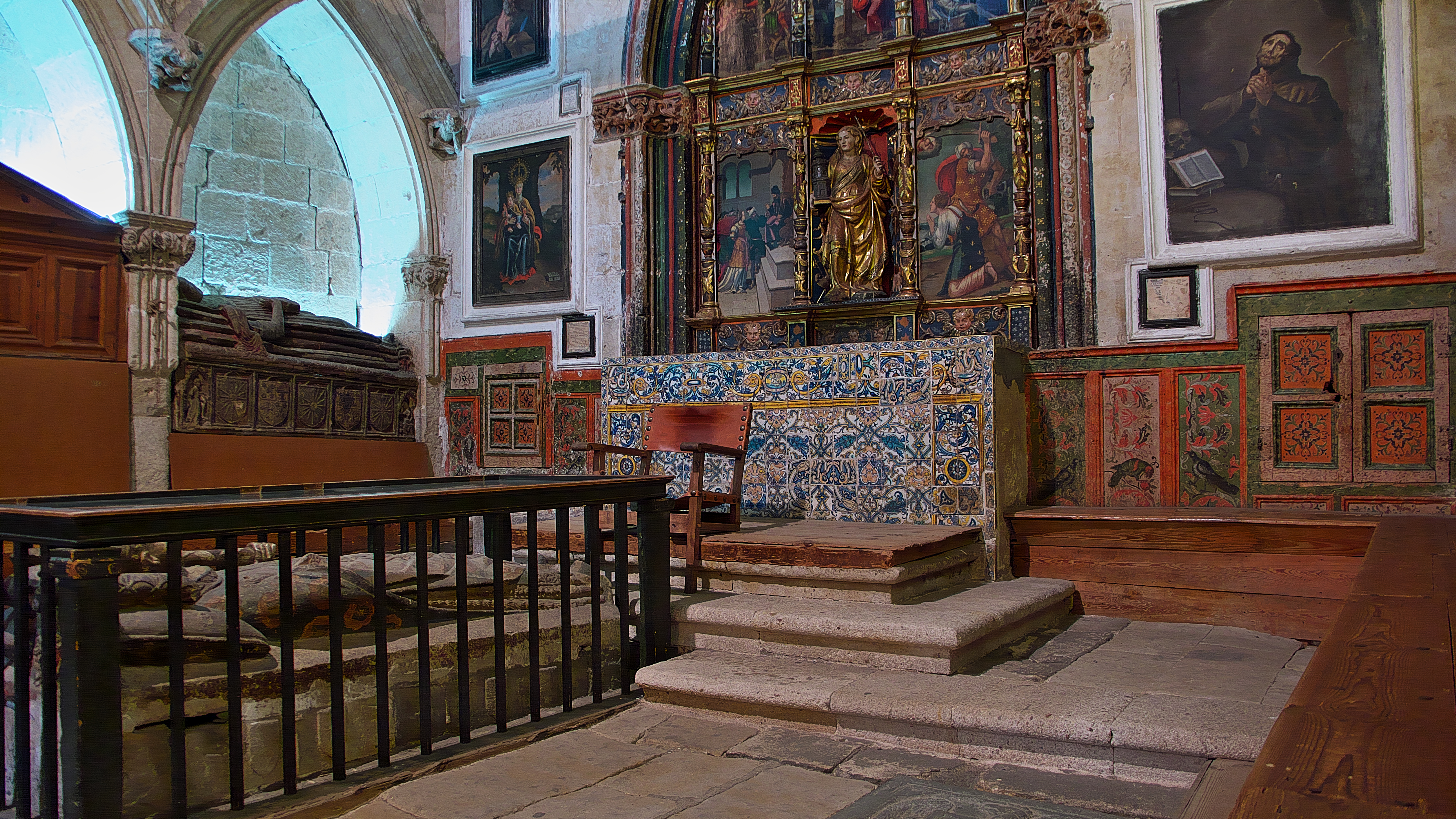
Capilla de Santa Bárbara

#### La Clerecía

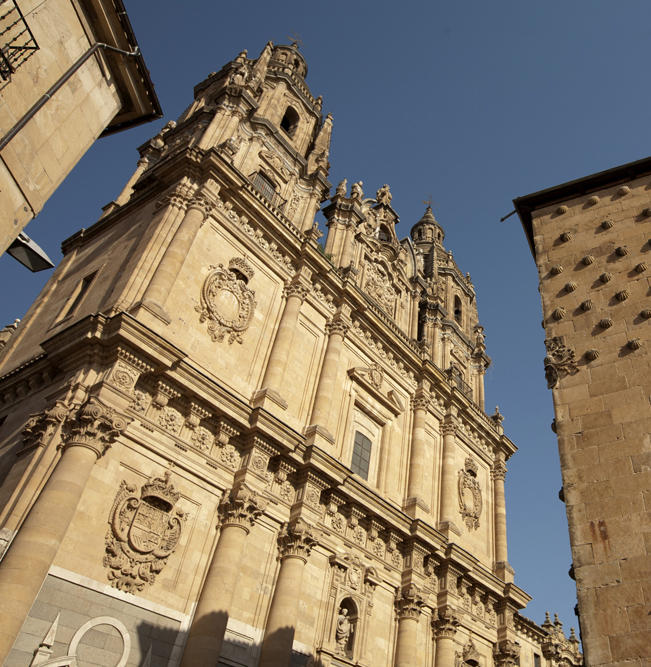
Fachada de La Clerecía

La Clerecía es actualmente sede de la Universidad Pontificia. Se comenzó a construir en el año 1617 y se terminó siglo y medio más tarde como Colegio Real del Espíritu Santo, de la Compañía de Jesús. Es de estilo barroco. Se diferencia el colegio, con un interesante claustro, y la iglesia, con una impresionante fachada de tres cuerpos, dos torres gemelas de 50 m de altura y una enorme cúpula. El nombre de Clerecía se debe a que perteneció a la Real Clerecía de San Marcos tras la expulsión de los jesuitas.

#### Convento de San Esteban

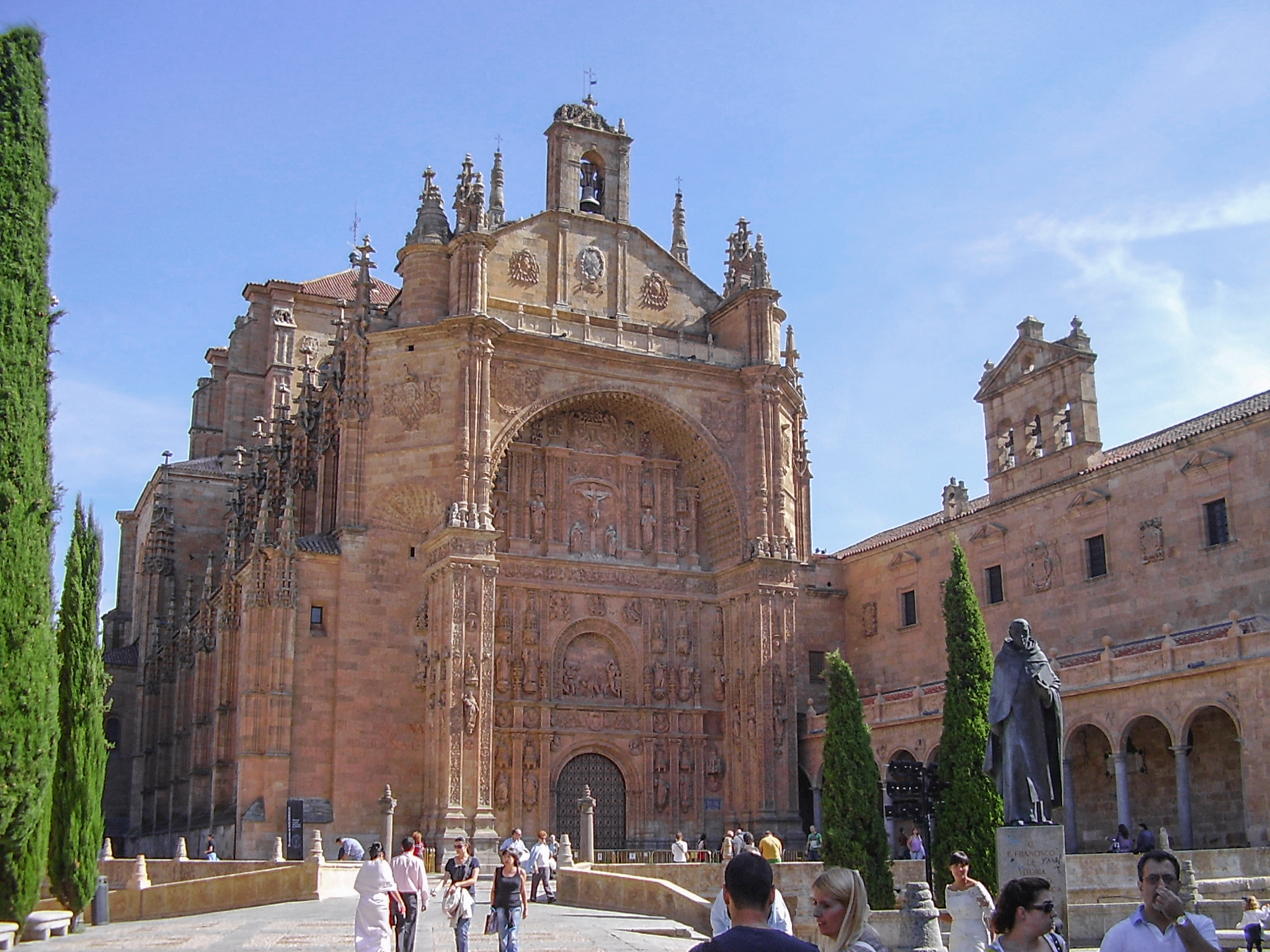
Fachada de la iglesia del convento de San Esteban

El convento de San Esteban es un convento dominico del (siglo XVI). La fachada plateresca, con su forma de arco de triunfo, es una auténtica joya del Renacimiento salmantino. Impresionante retablo barroco de José Benito Churriguera. También es destacable el Claustro de los Reyes, renacentista.

#### Convento de las Dueñas

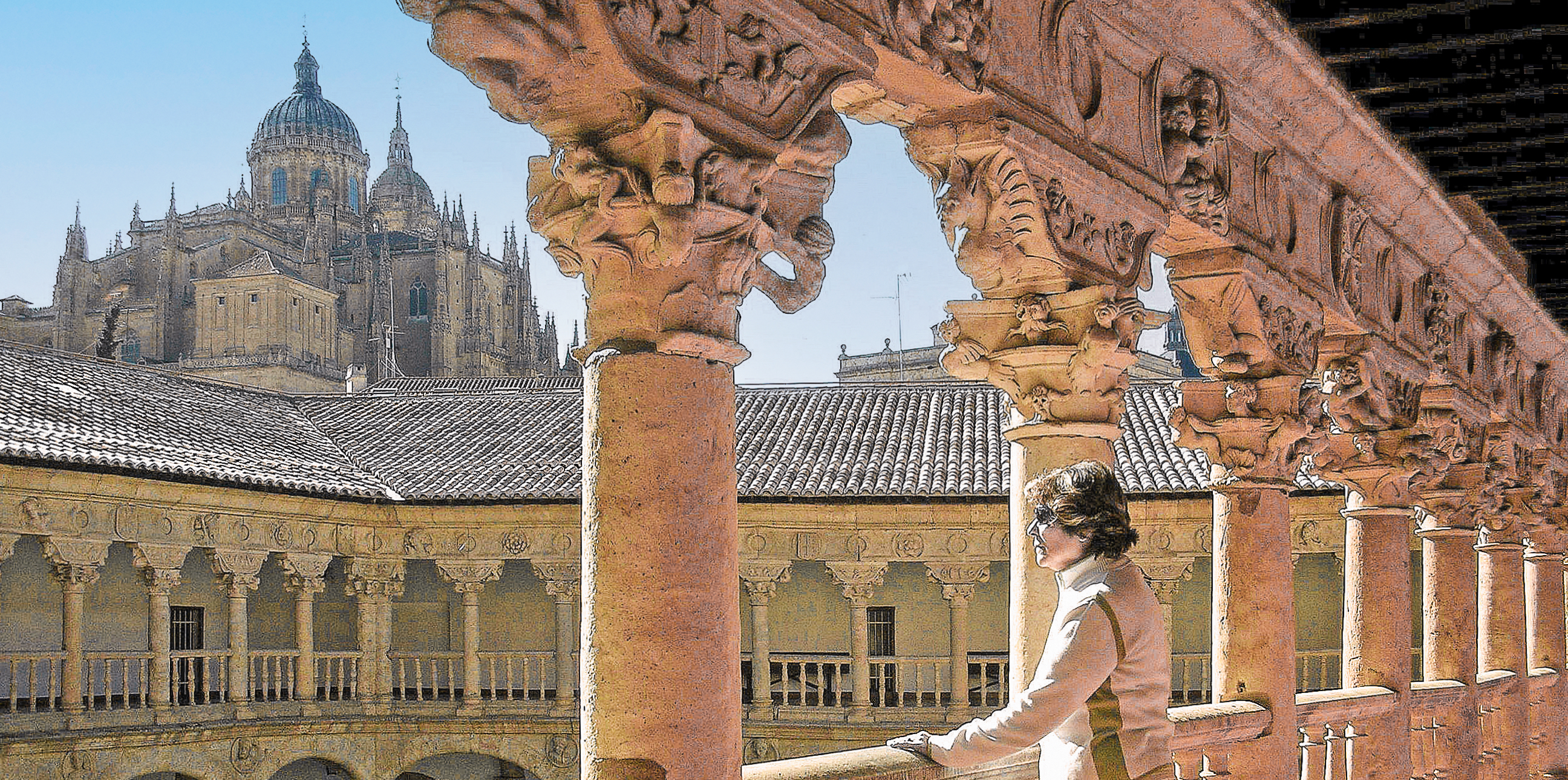
Convento de las Dueñas

El convento de las Dueñas fue edificado en 1533 y el interés de todo el edificio se centra principalmente en el magnífico claustro, que tuvo que adecuar su planta a la disposición de las primitivas dependencias, por lo que desarrolló una singular planta pentagonal irregular. Consta de dos plantas. La inferior cuenta con arcos escarzanos sobre columnas y medallones con cabezas en las enjutas, y la superior es adintelada con columnas y zapatas. Los capiteles, de los que se desconoce el escultor, son de fantasía y variedad inagotables y en las enjutas fueron labrados monstruos y grutescos.

#### Otros
- Capilla de la Vera Cruz: templo barroco con portada renacentista, sede de la cinco veces centenaria Cofradía de la Vera Cruz de Salamanca. Alberga incontables obras de arte.
- Colegio de Calatrava: construido en el siglo XVIII, por iniciativa de la Orden de Calatrava, actualmente alberga la casa de la Iglesia.
- Convento de las Agustinas e iglesia de la Purísima: en la iglesia hay un cuadro de la Purísima Concepción pintado por José de Ribera. Es la única construcción de espacio y decoración totalmente italiana que hay en España.
- Convento de las Isabeles: el interior cuenta con una sola nave y una capilla Mayor que contiene diversas tumbas de la familia Solís, una decoración gótica y diversos retablos destacando el de Santa Isabel de Hungría atribuido a Nicolás Florentino. También es destacable el artesonado del coro bajo, de estilo morisco, que se considera el más antiguo de la ciudad. La bóveda de la iglesia es de estilo neogótico de 1911, proyectada por Santiago Madrigal para sustituir el artesonado en mal estado.
- Convento de San Antonio el Real (1736): de estilo barroco, sus restos se reparten entre el Teatro Liceo y una tienda donde se pueden visitar.
- Convento de la Anunciación (llamado de las Úrsulas): fundado por el arzobispo Fonseca en 1512. Destaca el ábside exterior de estilo gótico. En el interior, el retablo barroco y la sepultura del fundador, renacentista, obra de Diego de Siloé.
- Convento de la Trinidad: antiguo palacio de Montellano adaptado en el siglo XVI para acoger un convento trinitario.
- Monasterio de Nuestra Señora de la Victoria, de la Orden de San Jerónimo, finalizado en 1513, semidestruido por los franceses a principios del siglo XIX, en la guerra de la Independencia española, en la actualidad está integrado dentro de las instalaciones fabriles, del siglo XIX, del Grupo Mirat.
- Ermita de Nuestra Señora de la Misericordia (siglos XVI-XVII): pequeño templo barroco que se empezó a construir en 1389 en la plaza de San Cristóbal. Actualmente muy deteriorada, es una imprenta, mientras que su espadaña decora la iglesia del barrio de Pizarrales.
- Antigua iglesia de las Bernardas: obra de Rodrigo Gil de Hontañón. Prototipo de los templos salmantinos del siglo XVI. Destaca la cabecera en forma de concha. Hoy en día está dentro del colegio de San José de Calasanz.
- Iglesia del Carmen de Abajo: capilla de la Orden Tercera del Carmen integrada en el Convento de San Andrés. Es el único resto que queda del mencionado convento desaparecido en el siglo XIX.
- Iglesia de San Benito: iglesia gótica levantada bajo mecenazgo de Alonso II de Fonseca, panteón de la familia Maldonado.
- Iglesia de San Julián: iglesia románica posteriormente reformada.
- Iglesia de San Marcos: iglesia románica cercana al trazado por el que discurría la muralla norte de la ciudad. Exteriormente presenta planta circular con tres naves y ábsides en el interior.
- Iglesia de San Martín: iglesia románica con reformas góticas, renacentistas y barrocas, anexa a la plaza Mayor.
- Iglesia de San Pablo: templo barroco perteneciente al antiguo convento de los trinitarios, alberga la imagen de Jesús Rescatado, muy venerada en la ciudad. Es sede parroquial, regida por la Hermandad de Sacerdotes Operarios Diocesanos.
- Iglesia de Santa María de los Caballeros: iglesia renacentista con ventana camarín barroca a la calle Bordadores.
- Iglesia de Santiago del Arrabal: restos de la iglesia (reconstrucción moderna) de estilo románico-mudéjar.
- Iglesia de Santo Tomás Cantuariense: iglesia románica fundada en honor a santo Tomás, arzobispo de Canterbury en 1175, apenas cinco años después de su muerte y dos tras su canonización. Consta de tres ábsides y una nave con cubierta de madera. Forma parroquia junto a San Pablo, regida por la Hermandad de Sacerdotes Operarios Diocesanos.
- Convento del Rollo: obra de Antonio Fernández Alba y Premio Nacional de Arquitectura en 1963.

### Edificios universitarios

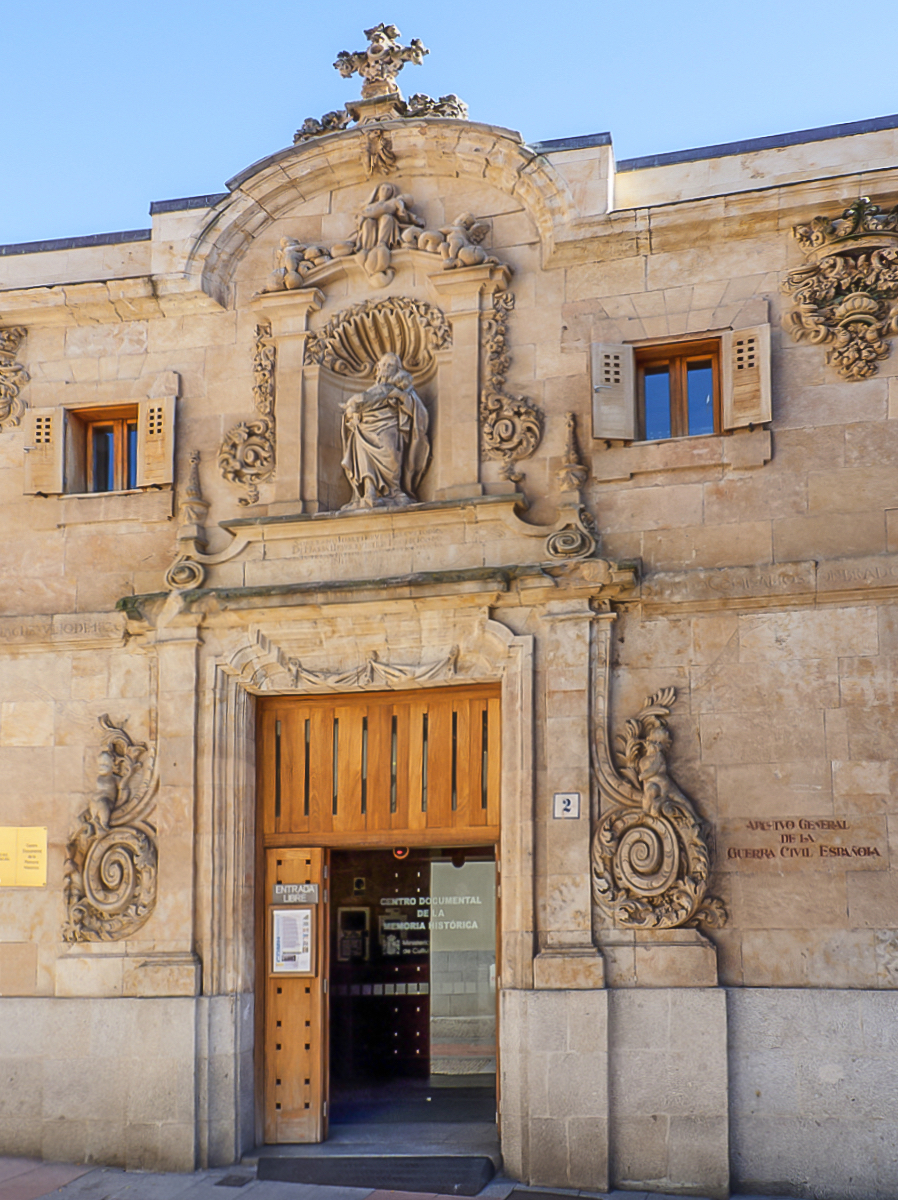
Colegio de San Ambrosio, en la actualidad Archivo General de la Guerra Civil Española

- Universidad: conjunto de edificios que componían la antigua Universidad de Salamanca, que incluyen las escuelas Mayores, las escuelas Menores y el hospital del Estudio (rectorado actual). Estos edificios se sitúan alrededor de la plaza llamada patio de Escuelas. En esta misma plaza está la casa del doctor Álvarez Abarca o de los doctores de la Reina (siglo XV), cuya fachada es gótica con detalles renacentistas y que hoy en día es museo de Salamanca.
- Casa-museo de Unamuno (siglo XVIII): antigua casa de los rectores de la universidad. Se conserva como la tenía Miguel de Unamuno cuando ocupó este cargo.
- Colegio Mayor de Santiago el Zebedeo, también llamado del Arzobispo Fonseca o de los Irlandeses (siglo XVI)
- Colegio de San Ambrosio (1719): actualmente es Archivo General de la Guerra Civil Española. Acoge documentos y objetos incautados por las tropas franquistas y sus aliados durante y al terminar la guerra civil española. Si bien a lo largo de toda la posguerra su objetivo básico era preservar la información relacionada con organizaciones e individuos potencialmente opositores al régimen franquista y, por consiguiente, utilizar esta información con fines represores, desde el regreso de la democracia este edificio se convertiría en uno de los archivos más importantes que existían en España para investigar el período histórico de la Segunda República. Muchos de los documentos y objetos que todavía permanecen en el archivo están relacionados con la masonería, entre ellos diversos muebles con los que se ha reconstruido una logia masónica.
- Colegio Trilingüe: fundado en 1554 para la enseñanza del latín, griego y hebreo. Proyectado por Rodrigo Gil de Hontañón, se conserva parte del patio original, rehecho a partir de 1829, en la Facultad de Físicas.
- Palacio de Anaya que fue la última sede del colegio Mayor de San Bartolomé o colegio de Anaya, fundado en el siglo XV por Diego de Anaya, desaparecido a principios del siglo XIX. Actualmente es la facultad de Filología. Junto al edificio se encuentra la iglesia de San Sebastián, antigua capilla del colegio, y la Hospedería, obra de Joaquín de Churriguera.
- Colegio Santa Cruz de Cañizares (siglo XVI): Conservatorio Profesional de Música. De él solo se conservan restos de la antigua capilla, hoy incorporados al salón de actos del conservatorio, y la fachada principal, de estilo plateresco.
- Colegio de San Pelayo: fundado a mediados del siglo XVI. Desde 1990 y tras una fuerte restauración, alberga la Facultad de Geografía e Historia.

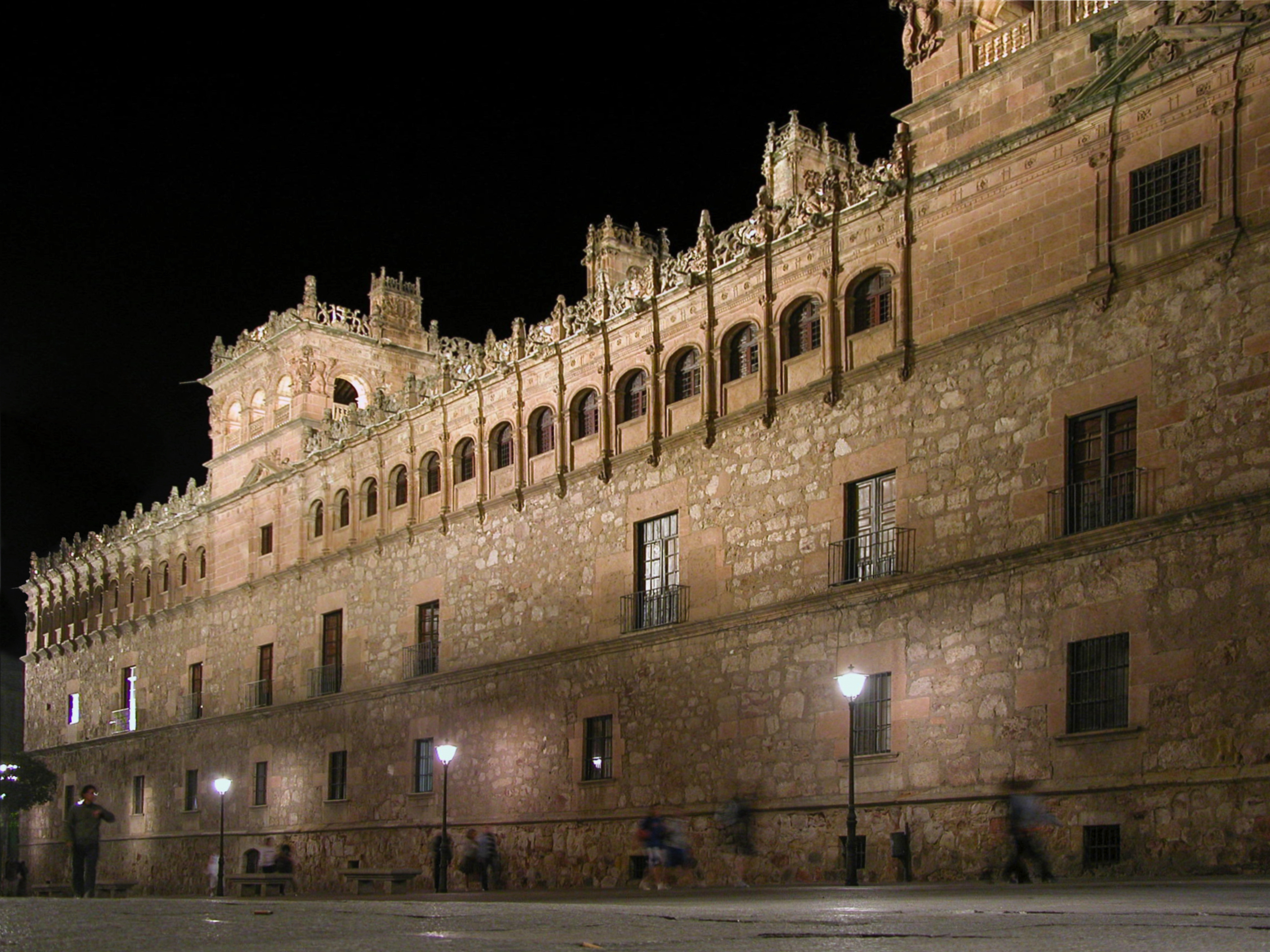
El Palacio de Monterrey de noche

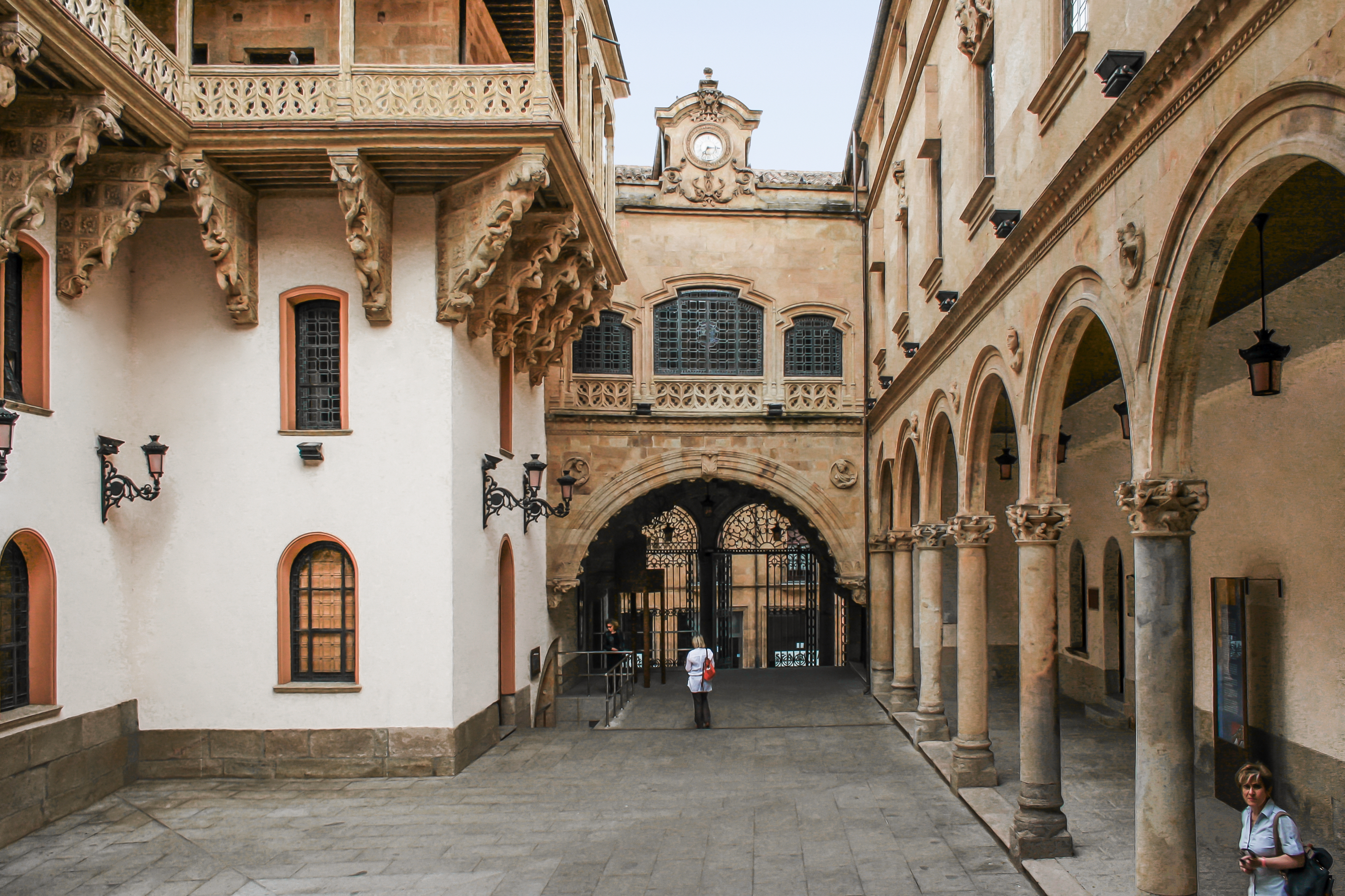
Palacio de la Salina, sede de la Diputación Provincial

### Palacios y casas palaciegas
- Casa de las Conchas: se construyó a finales del siglo XV. De estilo gótico civil, su fachada está decorada con alrededor de 350 conchas de vieira, distintivo de la orden de Santiago. También son importantes las rejas góticas de las ventanas. Actualmente alberga una biblioteca pública.
- Casa de Don Diego Maldonado: palacio plateresco del siglo XVI. Alberga la fundación cultural hispano-brasileña y el Centro de Estudios Brasileños de la Universidad de Salamanca.
- Casa de doña María la Brava: edificio gótico del siglo XV, prototipo de las mansiones nobles de la época. Su propietaria, María de Monroy, fue la cabeza de uno de los dos bandos en que se dividió la ciudad en el XV. Cortó la cabeza a los asesinos de sus hijos. Está ubicada en la plaza de los Bandos.
- Casa Lis: palacete modernista de 1905 con fachada de hierro. Construido sobre la muralla. Alberga las colecciones de art nouveau y art déco donadas por Manuel Ramos Andrade.
- Casa de las Muertes (principios del siglo XVI): construida por Juan de Álava, y llamada así por las calaveras que decoran la fachada. En una ocasión en que se reformó el edificio, las calaveras se redondearon y se convirtieron en bolas, pero permaneció tan tétrica denominación y ello fue motivo suficiente para que la imaginación popular inventara una leyenda que corrió durante muchos años. Según ella, el nombre le venía de que en la casa fue encontrada muerta una mujer sin que nadie se explicara cómo había ocurrido la desgracia. La maldición pesaba sobre la casa y todo aquel que viviera en ella moriría. Esto dio lugar a que permaneciera vacía mucho tiempo y a que la gente al pasar ante ella bajara misteriosamente la voz. Actualmente las esferas se han vuelto a esculpir como calaveras (mucho más pequeñas que las originales).
- Casa del Regidor Ovalle (siglo XVIII): en ella murió Miguel de Unamuno.
- Casa de Santa Teresa (siglo XVI): aquí se alojó la santa cuando visitó Salamanca en 1570 para fundar un convento y aquí escribió el poema Vivo sin vivir en mí.

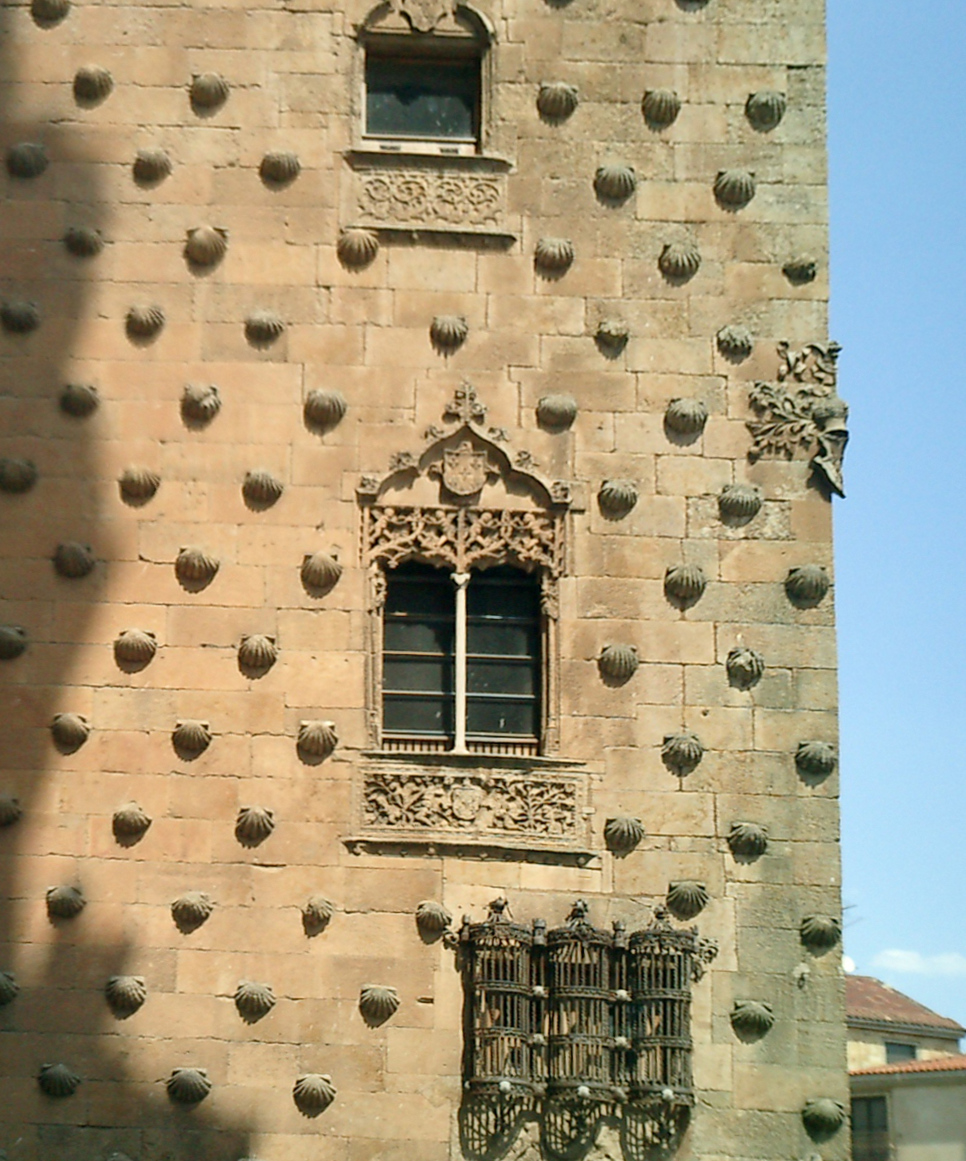
Casa de las Conchas

- Casa de los Sexmeros de la Tierra (XV): portalón con arco de medio punto, ventana de tracería gótica. Sede de la Cámara de Comercio e Industria de Salamanca.[72]
- Casa de las Viejas (siglo XVII): antiguo asilo para viudas sin recursos,[73] actualmente sede de la Filmoteca Regional de Castilla y León. Exposición permanente de aparatos relacionados con el cine y su historia, propiedad del cineasta salmantino Basilio Martín Patino.
- Fonda Veracruz: este edificio sirvió de fonda hasta mediados del siglo XX, y cuenta con un patio con galerías de madera con dos escalinatas.[74] Fue escuela de hostelería hasta 2019.[75]
- Palacio de San Boal (siglo XV): fachada esgrafiada muy similar a la de Arias Corvelle. Alberga la escuela de Nobles y Bellas Artes de San Eloy.[76]
- Palacio de Castellanos (siglos XV-XVI): el palacio de los Marqueses de Castellanos se comenzó a construir a finales del XV, si bien su fachada data de fines del siglo XIX, por lo que combina los estilos gótico y neoclásico. Con un potente patio gótico interior, este edificio actualmente funciona como hotel.
- Palacio de Garci Grande (XVI): portada renacentista y ventanas achaflanadas en la esquina, únicas en la ciudad. Sede de la Caja de Ahorros (Caja Duero).
- Palacio de Monterrey: se construyó en el siglo XVI y es de estilo plateresco. Pertenece a la casa de Alba y destacan sus torres y las chimeneas. Tan solo se construyó uno de los cuatro bloques que compondrían el conjunto ideado inicialmente.
- Palacio de Orellana (XVI): edificio de arquitectura clasicista con influencias manieristas. Destaca el patio con forma de L y la escalera.
- Palacio de Rodríguez de Figueroa (1545): posee interesantes fachadas a las calles Concejo y Zamora y patio interior. Hoy Casino de Salamanca.

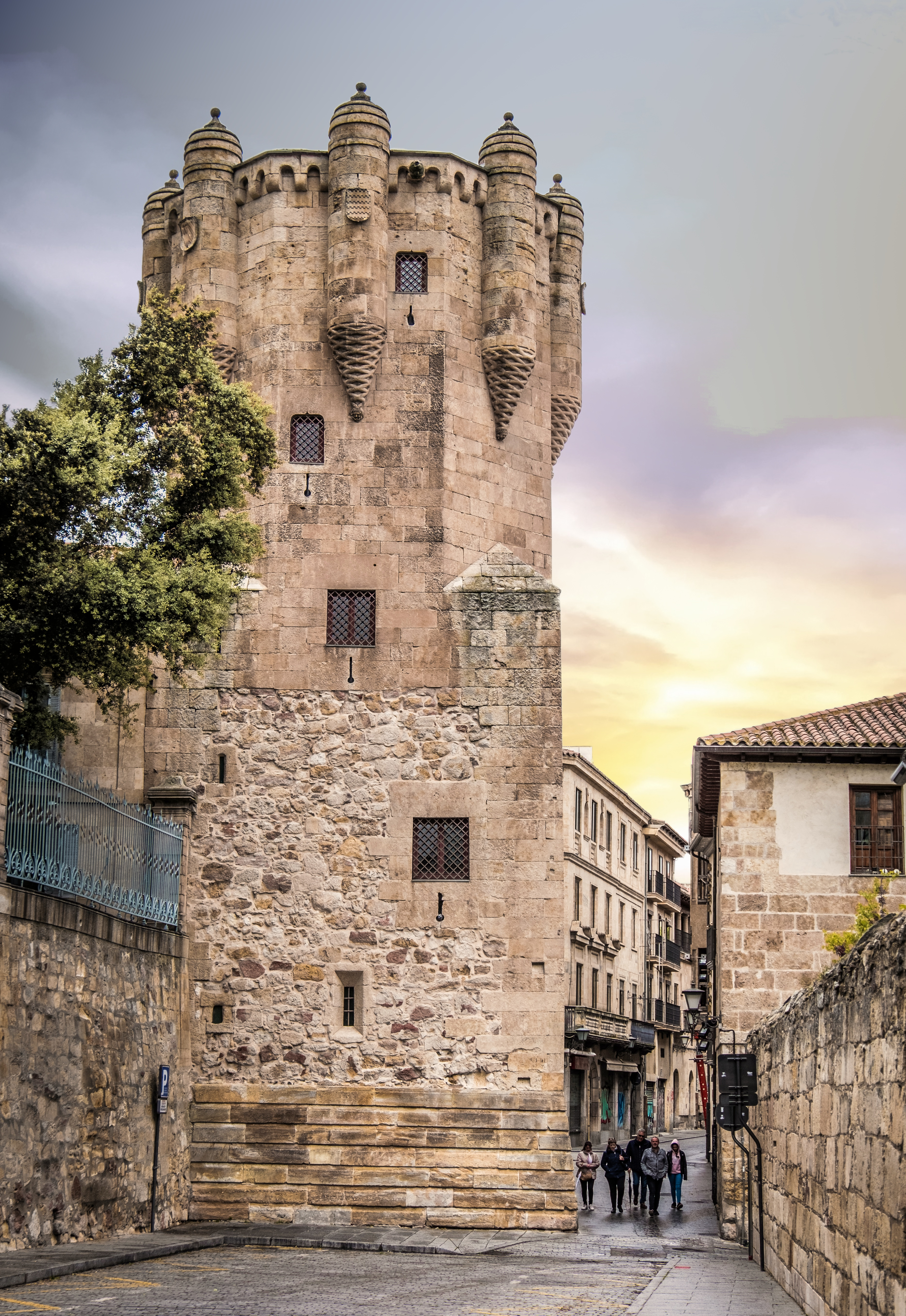
Torre del Clavero

- Palacio de la Salina (1546): renacentista, obra de Rodrigo Gil de Hontañón. Desde 1884 es la sede de la Diputación Provincial.
- Palacio de Arias Corvelle (XV): fachada decorada con esgrafiados. Fue escuela de comercio y posteriormente facultad de empresariales. Desde 1999 aloja al centro cultural hispano-japonés de la Universidad de Salamanca. En la misma plaza se encuentra la iglesia de San Boal (siglo XVII).
- Palacio de Solís (XV): en este palacio se celebró la boda entre Felipe II y María Manuela de Portugal en 1543. Sobre el solar, José María de la Vega Samper proyectó un edificio neoplateresco como central de Telefónica que se inauguró en 1930 y en el que incluyó los restos de la portada y el balcón del palacio que eran lo único que se conservaba.[77]
- Torre del Aire: es lo único que queda del palacio de los duques de Fermoselle, construido en el XV. Posee bellas ventanas góticas. Actualmente es una residencia de estudiantes.
- Torre del Clavero (XV): resto de un palacio, al parecer construido por Francisco de Sotomayor, Clavero Mayor de la Orden de Alcántara, hacia 1470. El cuerpo inferior es cuadrangular, mientras que el superior es octogonal adornado con ocho torrecillas cilíndricas.
- Torreón de los Anaya (XV): antigua casa señorial de estilo gótico civil en la que destaca la ventana ajimezada y el patio de tres lados. Durante años fue la sede del Instituto de Estudios de Iberoamérica y Portugal de la Universidad de Salamanca, también conocido como palacio de Abrantes.

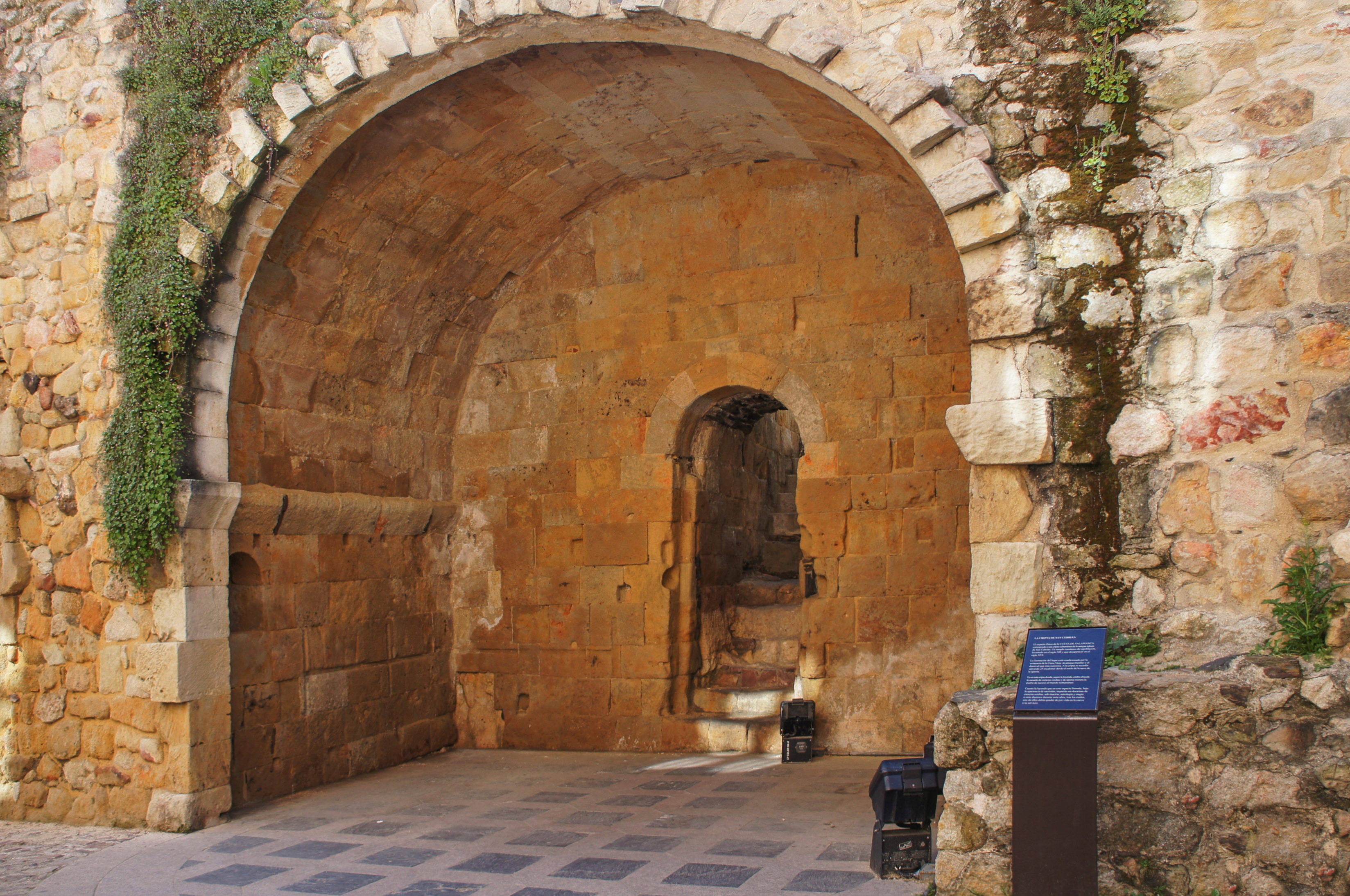
Cueva de Salamanca

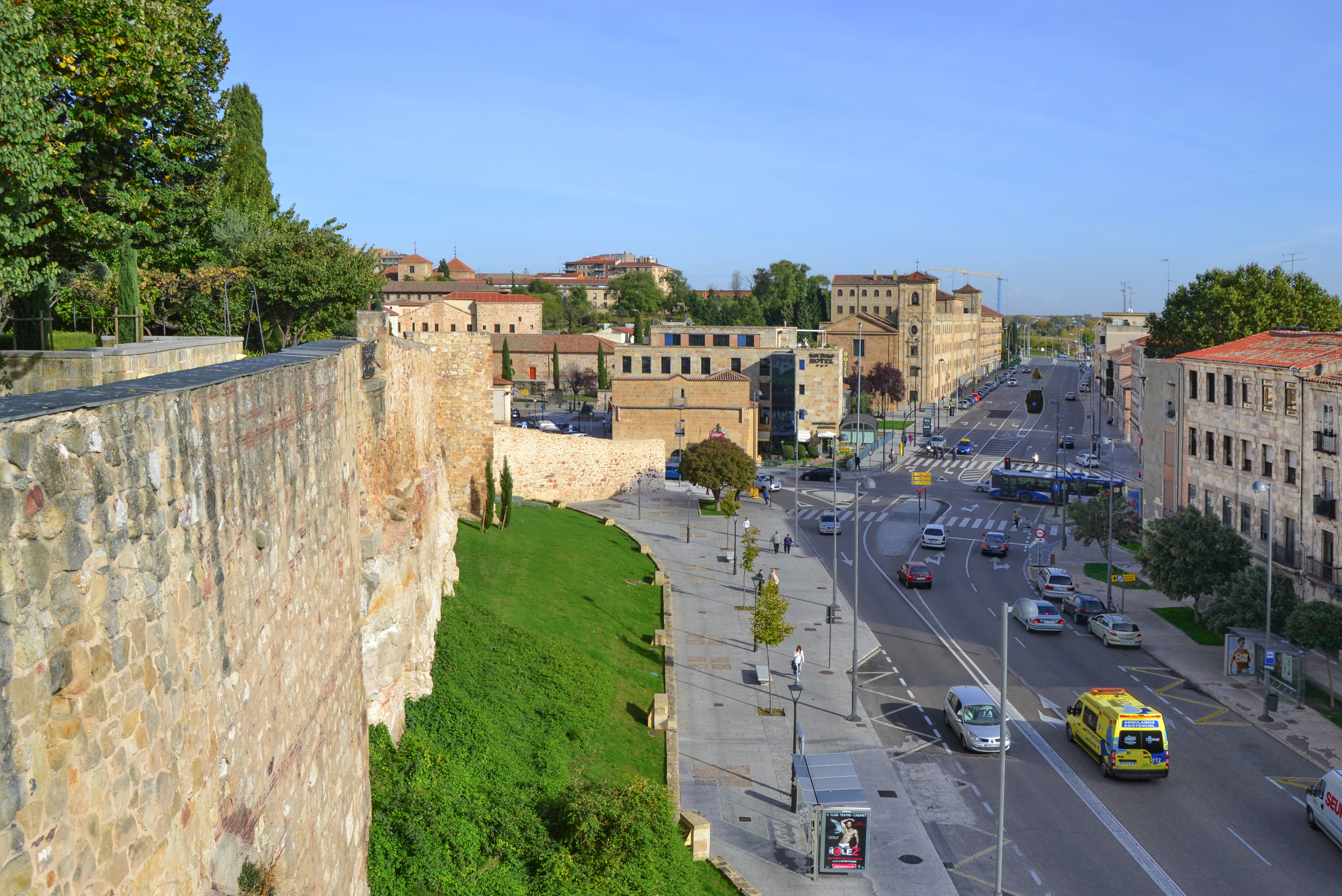
La muralla de Salamanca vista desde el huerto de Calixto y Melibea

### Otros
- Alcázar de Salamanca: antigua fortaleza militar urbana ubicada en el extremo suroeste del recinto amurallado medieval de la ciudad de Salamanca. Actualmente pueden observarse sus restos arqueológicos abandonados en la vaguada de La Palma, sobre el extremo occidental de la Peña Celestina, núcleo primigenio de la ciudad durante la Repoblación de la Extremadura Leonesa en el siglo XI.
- Cueva de Salamanca: situada en la cuesta de Carvajal, donde se dice que el diablo enseñaba magia negra. Por ello, en una parte de América española, una salamanca es una cueva de brujas. La que hoy se conoce como Cueva de Salamanca, es en realidad parte de la sacristía de la desaparecida iglesia de San Cebrián. Aquí, según cuenta la leyenda, Satanás disfrazado de sacristán impartía clases de ciencias ocultas a siete alumnos durante siete años, al final de los cuales uno de ellos debería quedar a su servicio, siendo el más conocido de ellos el marqués de Villena. Según cuenta la leyenda, el marqués de Villena quedó atrapado en la cueva como discípulo de Lucifer, pero consiguió escapar al esconderse en una tinaja. Al llegar el diablo y descubrir que su discípulo no se encontraba en su cueva salió a buscarlo dejando la puerta abierta. En ese momento el marqués aprovechó para salir de su escondite y refugiarse en la iglesia de San Cebrián hasta la celebración de la Eucaristía, donde se mezcló con los fieles. Se le supone uno de los principales accesos a los subsuelos salmantinos.
- Mercado de Abastos (1899-1909): situado en la antigua plaza de la Verdura. Construido en hierro, fue diseñado por el arquitecto jerezano Joaquín de Vargas y Aguirre (autor también de la Casa Lis para Miguel Lis) a comienzos del XX. En su interior se ofrecen a la venta los ingredientes típicos de la gastronomía de la provincia de Salamanca.
- Murallas medievales: en la actualidad existen muestras visibles de la muralla cercanos al huerto de Calixto y Melibea junto al río Tormes. Las murallas conforman dos recintos amurallados en la ciudad, el primero y más antiguo que posee su centro en la plaza de Azogue Viejo ubicada en las cercanías de la catedral. El segundo que data del siglo XII que posee su centro en la plaza Mayor.
- Parque arqueológico del cerro de San Vicente: espacio arqueológico que conserva restos del primer núcleo de población de la ciudad en la Edad de Hierro y del posterior monasterio benedictino de San Vicente.
- Pozo de las Nieves (siglo XVI): remodelado y abierto al público en 2017, junto con parte de lo que fue el convento de San Andrés.
- Puente romano: de sus arcos, quince son romanos del siglo I d. C., el resto tuvieron que ser reconstruidos en 1627 tras la riada de San Policarpo. En sus cercanías se encuentra el toro de piedra que se cita en el Lazarillo de Tormes.

## Demografía
Salamanca cuenta con una población de 144 866 habitantes (INE 2024).
| Gráfica de evolución demográfica de Salamanca entre 1842 y 2021 |
| |
| Población de derecho según los censos de población del INE Población de hecho según los censos de población del INEEn 1963 crece el término del municipio porque incorpora a Tejares |

Durante el siglo XXI la población de la ciudad de Salamanca decrece ligeramente en término de población, ya que esta se dispersa por los municipios de los alrededores, donde el terreno es más barato, para instalar nuevas actividades económicas o mudarse a alguna de las numerosas urbanizaciones circundantes. Este ligero declive comenzó en el año 2004, cuando la ciudad contaba con una población de 160 415 habitantes, de los cuales 74 756 eran hombres y 85 659 mujeres, mientras que en 2018 contaba con 143 978 habitantes, de los cuales 65 278 eran hombres y 78 700 mujeres, por lo tanto en el periodo 2004-2018 se registra una pérdida de 16 437 habitantes.

### Área metropolitana

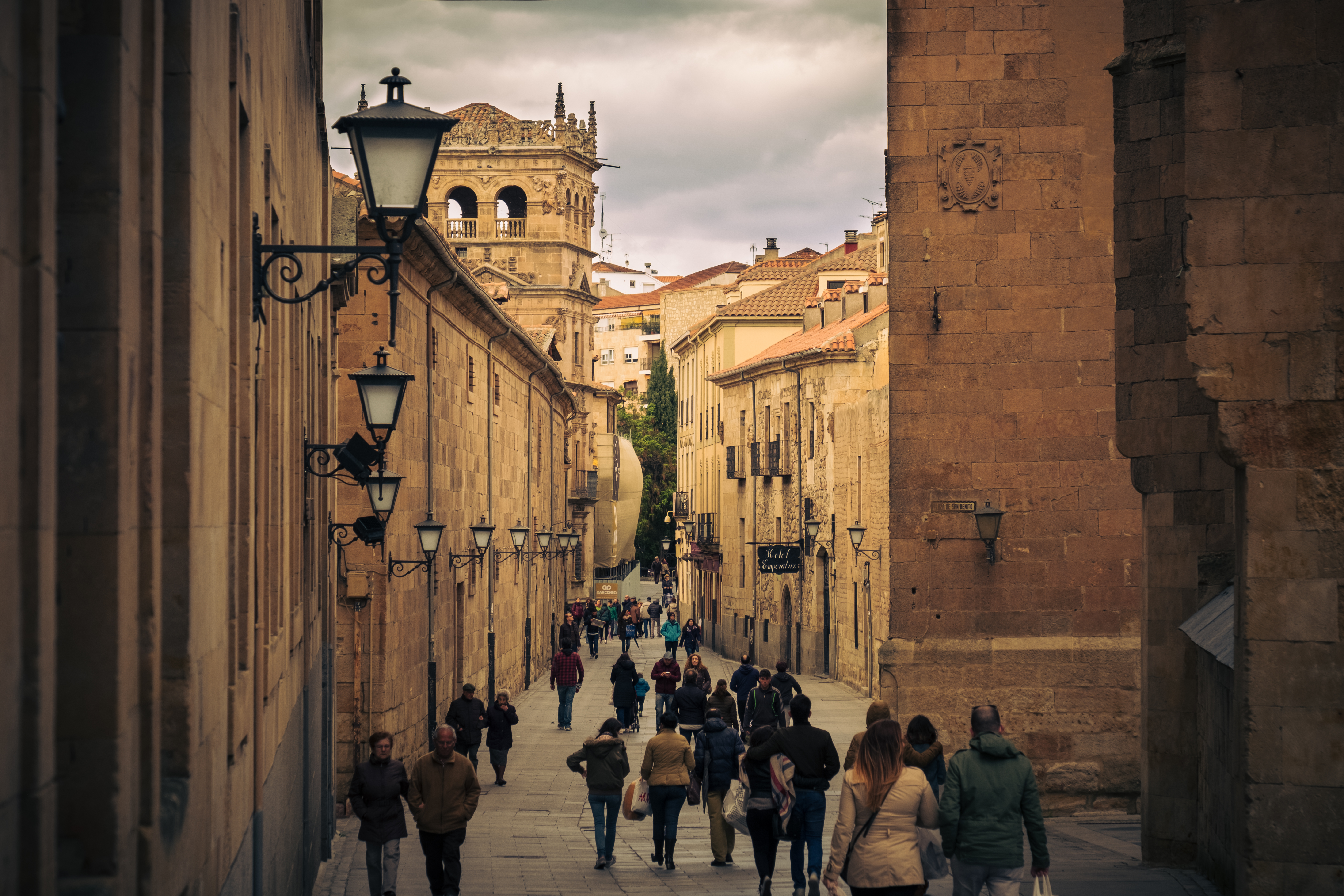
Calle de la Compañía

El área metropolitana de Salamanca está compuesta fundamentalmente por los municipios que rodean el término municipal de la capital, de tal manera que los más poblados se han convertido en auténticos barrios de la ciudad de Salamanca y, de hecho, son urbanísticamente una continuidad de esta. Se diferencia de la mayoría de las otras áreas metropolitanas de España en que por su extensión es un área metropolitana muy compacta. Su extensión total no llega a los 200 km² y la distancia a la capital de los municipios que la componen oscila entre los 0 km de Santa Marta de Tormes (el municipio más poblado del área después de Salamanca capital) hasta los 11 km del municipio de Terradillos (distancia entre Salamanca capital y la urbanización El Encinar).
Alba de Tormes está pendiente de ser incluida en esta clasificación, con lo que la población metropolitana de Salamanca aumentaría a los 72 113 habitantes aproximadamente. Esta cifra, sumada a los 146 438 habitantes de la capital; a los casi 40 000 estudiantes foráneos que estudian en sus dos universidades y escuelas de español, procedentes del resto de España y el extranjero, y a una numerosa población flotante, hace que su población metropolitana sobrepase los 240 000 habitantes.
Su área funcional estable alcanza los 203 999 ciudadanos, lo que la convierte en la segunda más poblada de la comunidad, tras la de Valladolid.

## Economía
La economía salmantina está ligada principalmente a la Universidad de Salamanca y al turismo, aunque otros sectores como la agricultura y la ganadería, la industria o la construcción tienen su importancia puntual. No en vano, según un estudio de diciembre de 2007, un 82,69 % de la población activa se encuadraba dentro del sector servicios, con 55 838 trabajadores.
La ciudad y su área metropolitana, acogen a algunas de las mayores empresas, por facturación, de la comunidad autónoma de Castilla y León. En 2009, en Salamanca ya se encontraban algunas de las cien mayores empresas, por facturación, de Castilla y León: Viajes Halcón (7.ª), Grupo Recio (26.ª), Grupo MRS (36.ª), Laboratorios Intervet (74.ª), Grupo Mirat (88.ª) y Grupo Insa (92.ª). Y en la actualidad (2014), la ciudad y su área metropolitana, cuentan con: Viajes Halcón (6.ª), Eurodivisas - Grupo Global Exchange (14.ª), Enusa Insdustrias Avanzadas (16.ª), Grupo Mirat (17.ª), Biocarburantes de Castilla y León (24.ª), MSD Animal Health (35.ª), Grupo MRS (36.ª), Juan Alberto Recio (44.ª), Neumáticos Andrés (68.ª), Cooperativa Farmacéutica Salmantina (99.ª).

#### Agricultura y ganadería
Dentro del sector de la agricultura, según datos del año 2014, se encuadraban 626 trabajadores de los 57 613 trabajadores totales del municipio, suponiendo el sector agrícola un 1,09 % sobre el total de la población activa de la ciudad.

#### Industria

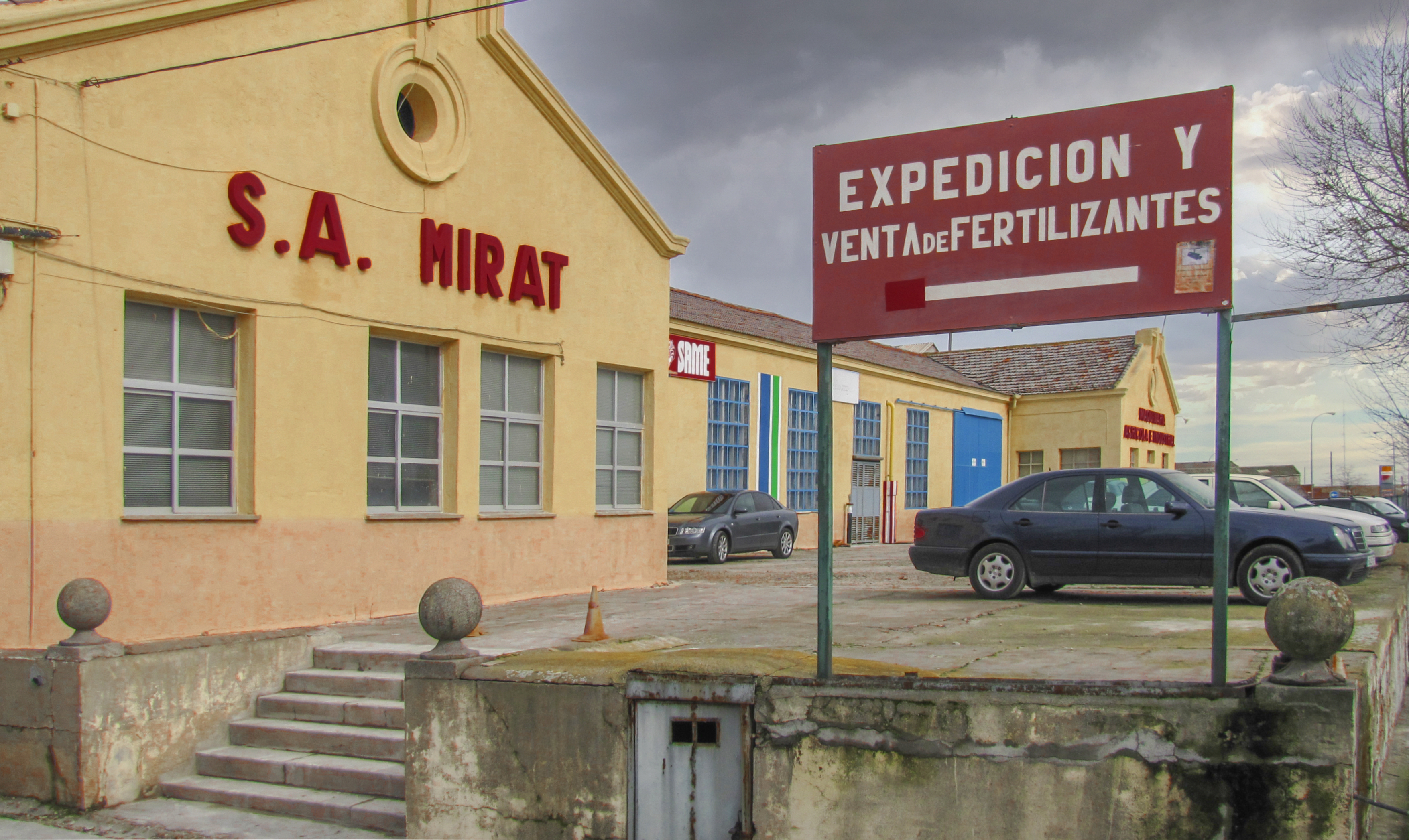
S.A. Mirat, fundada en 1812, es la industria más antigua de la ciudad

La industria ocupa un 5 % de la población activa, con 3340 trabajadores repartidos en 360 empresas. Dos de las cuales se encuentran entre las 100 mayores empresas por facturación de Castilla y León, Laboratorios Intervet, fabricante de vacunas de uso veterinario, y S.A. Mirat especializada en la fabricación de abonos y fertilizantes, fundada en 1812 como fábrica de almidones, es además, la industria más antigua de la ciudad.

#### Sector servicios
El sector servicios es el más pujante de la ciudad, con más del 82 % de los puestos de trabajo y de las empresas de la ciudad. El influjo de la Universidad de Salamanca, con más de 4000 profesores universitarios, la Universidad Pontificia de Salamanca y los más de 40 000 estudiantes universitarios que se desplazan a estudiar a la ciudad.
Turismo

Terrazas en la Rúa Mayor

Salamanca es el principal enclave turístico de Castilla y León, siendo la ciudad que más visitantes recibe al año, representando los turistas que recibe la ciudad de Salamanca cerca del 14 % del total de viajeros que recibe la comunidad autónoma. En la ciudad se encuentran 32 hoteles, 66 hostales o pensiones, 21 fondas, 229 restaurantes, 77 cafeterías y 1202 cafés o bares. Salamanca, además, está considerada como el gran referente mundial en la enseñanza del español, el conocido como «turismo idiomático», ya que concentra el 78 % de la oferta existente en Castilla y León, y del 16 % de España. Viajes Halcón, uno de los principales grupos turísticos del país y una de las mayores empresas de la Comunidad, tiene sede en la ciudad.
En 2013, Salamanca superó su récord de turismo, recibiendo 613 562 turistas, un 5,07 % más que en 2012, de los cuales 194 821 viajeros eran internacionales, por tanto un 8,75 % del turismo fue extranjero.

#### Construcción
Según datos de 2008, 7505 trabajadores se encontraban en el sector, y algunas de las mayores empresas de la Comunidad, con base en Salamanca, se encontraban en el sector de la construcción, como el Grupo MRS, y el Grupo INSA.

## Administración y política

### Gobierno municipal

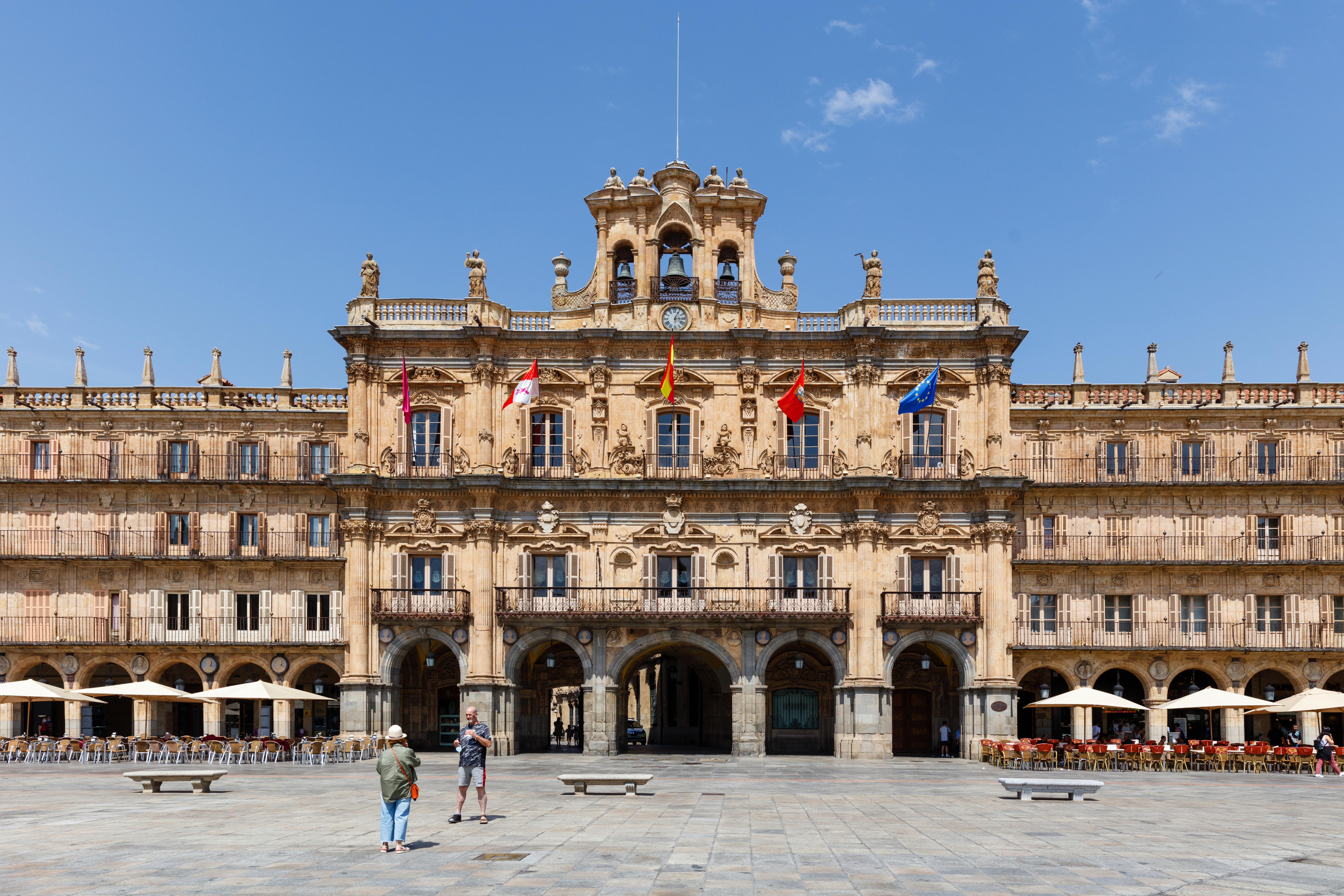
Ayuntamiento de Salamanca

| Periodo   | Nombre                         | Partido | Partido                                  |
| --------- | ------------------------------ | ------- | ---------------------------------------- |
| 1979-1987 | Jesús Málaga                   |         | Partido Socialista Obrero Español (PSOE) |
| 1987-1991 | Fernando Fernández de Trocóniz |         | Alianza Popular (AP)                     |
| 1991-1995 | Jesús Málaga                   |         | Partido Socialista Obrero Español (PSOE) |
| 1995-2011 | Julián Lanzarote               |         | Partido Popular (PP)                     |
| 2011-2018 | Alfonso Fernández Mañueco      |         | Partido Popular (PP)                     |
| 2018-act. | Carlos García Carbayo          |         | Partido Popular (PP)                     |

| Partido político                         | 2023  | 2023   | 2023       | 2019  | 2019   | 2019       | 2015  | 2015   | 2015       | 2011  | 2011   | 2011       | 2007  | 2007   | 2007       |
| Partido político                         | %     | Votos  | Concejales | %     | Votos  | Concejales | %     | Votos  | Concejales | %     | Votos  | Concejales | %     | Votos  | Concejales |
| Partido Popular (PP)                     | 43,98 | 30 306 | 14         | 36,08 | 26 922 | 11         | 39,17 | 28 673 | 12         | 52,93 | 40 340 | 18         | 50,46 | 41 118 | 16         |
| Partido Socialista Obrero Español (PSOE) | 30,13 | 20 767 | 10         | 33,99 | 25 365 | 10         | 23,88 | 17 481 | 7          | 28,89 | 22 018 | 9          | 36,50 | 29 744 | 11         |
| Vox                                      | 11,01 | 7593   | 3          | 4,55  | 3392   | 0          | 1,00  | 730    | 0          | —     | —      | —          | —     | —      | —          |
| Podemos-Ganemos-Izquierda Unida (IU)     | 4,81  | 3321   | 0          | 7,64  | 5704   | 2          | 13,65 | 9990   | 4          | 3,29  | 2506   | 0          | 3,58  | 2917   | 0          |
| Ciudadanos (CS)                          | 3,58  | 2468   | 0          | 15,48 | 11 553 | 4          | 13,73 | 10 051 | 4          | —     | —      | —          | 2,28  | 1859   | 0          |

### Organización territorial
La ciudad de Salamanca se encuentra dividida en 40 barrios, repartidos por el entramado urbano de la ciudad y que han sido desarrollados con la evolución urbana que ha experimentado la ciudad, desde una ciudad amurallada a una ciudad que se abre a nuevos barrios fuera de ella, localizándose a ambos lados del Río Tormes que divide la ciudad en dos mitades.
En función de la zona de la ciudad en la que ocupan, podríamos dividir los barrios de Salamanca de la siguiente forma:

#### Salamanca Centro
En el centro de Salamanca se localizan los barrios que dieron origen a la actual ciudad. Esta zona es conocida como barrio viejo o ciudad vieja, y en ella podemos encontrar los principales monumentos históricos de la ciudad. Los barrios que conforman la zona central de la ciudad de Salamanca son:
Barrio del Centro: Está situado en la zona central de casco histórico de la ciudad de Salamanca, teniendo como eje principal la plaza Mayor, que lo vertebra, contando con una población de 3895 habitantes (2021). Los límites del barrio del centro se encuentran en la Gran Vía por su lado más oriental, la plaza del Concilio de Trento en su vertiente sur, las calles Palomino, Compañía y Bordadores en el flanco oeste y la plaza de la Bandos y las calles Brocense y Toro en su lado norte. Además de la plaza Mayor, donde se encuentra el consistorio de la ciudad, en este barrio se localizan monumentos de gran interés como el convento de las Dueñas, la Casa de las Conchas, el mercado Central de Abastos, la parroquia de Nuestra Señora del Carmen, la iglesia de San Martín de Tours o el palacio de la Salina (sede de la Diputación Provincial de Salamanca), además de otros lugares destacados como la calle Mayor, la plaza de Colón o la plaza de la Libertad.
Barrio de las Universidades: toma el nombre por encontrarse en ella las escuelas Mayores, escuelas Menores y el rectorado de la Universidad de Salamanca. Conforma la zona sur de la ciudad vieja de Salamanca, teniendo su límite en el paseo de San Gregorio, cercano al Río Tormes. En este barrio se localizan la catedral Vieja y Nueva de la ciudad, La Clerecía, el palacio de Anaya, la iglesia de San Sebastián, la iglesia de la Purísima (Agustinas), además de otros lugares de interés como el alcázar de la ciudad, la muralla o el huerto de Calixto y Melibea. Cuenta con una población de 1135 habitantes (2021).
Barrio de San Vicente: se encuentra localizado en el extremo suroeste del casco histórico, tomando su nombre del cerro de San Vicente, enclave donde nació la actual ciudad de Salamanca, conservándose los restos arqueológicos del primitivo poblado que se estableció durante de la Edad de Hierro a orillas del Tormes. El propio río, el paseo de San Vicente, la calle Ramón y Cajal y la vaguada de la Palma, sirven como límites para el barrio, donde podemos encontrar la capilla de San Francisco del convento de los Capuchinos o el edificio de la Fundación General de la Universidad de Salamanca. Por su posición elevada, desde San Vicente se puede tener unas privilegiadas vistas de la ciudad vieja y sus catedrales. El actual barrio se encuentra localizado en el lugar donde años atrás estuvo el barrio chino, lugar de prostitución y venta de drogas, que ha desaparecido debido a la transformación urbanística sufrida gracias a su cercanía con el centro de la ciudad, que ha influido en la puesta en valor de la zona y la creación de nuevas viviendas.
Barrio de Sancti Spiritus: se sitúa en el extremo noroeste del casco histórico de la ciudad, encuadrado entre la Gran Vía, el paseo de Canalejas y la calle Sancti Spiritus. Toma su nombre de la iglesia de Sancti Spiritus, que se encuentra sobre los restos del antiguo convento del mismo nombre. Cuenta con una población de 1031 habitantes (2021).
Barrio de San Juan: toma su nombre de la iglesia de San Juan de Sahagún, dedicada al Patrón de la ciudad de Salamanca. Se sitúa en al norte del casco histórico y cuenta con una población de 2004 habitantes (2021). En el barrio se encuentran la iglesia de San Boal o el centro cultural hispano-japonés, perteneciente a la Universidad de Salamanca.
Barrio de Tenerías: en origen conocido como arrabal de Santiago, creció al sur de las murallas que protegían a la ciudad vieja, en las inmediaciones del Tormes, estando delimitado por el mismo en su lado sur, siendo el paseo de San Gregorio y el del Rector Esperabé el límite norte, mientras que el este se encuentra en la avenida de los Reyes Católicos. En dicho barrio, muy transformado actualmente, se localiza la iglesia de Santiago del Arrabal y el museo de Historia de la Automoción de Salamanca. Cuenta con una población de 622 habitantes.
Barrio Úrsulas: el barrio toma el nombre del convento de la Anunciación, también conocido como «de las Úrsulas», al estar dedicado anteriormente a Santa Úrsula. Otros lugares de interés en el barrio son el palacio de Monterrey, la iglesia de Santa María de los Caballeros (cedida a la Iglesia Ortodoxa Rumana), el convento de las Adoratrices, la capilla de la Vera Cruz, el Campo de San Francisco, creado sobre el solar del antiguo convento del mismo nombre o el monumento a Miguel de Unamuno.
Barrio de San Marcos: localizado en el extremo nororiental del centro de la ciudad, el barrio de San Marcos toma su nombre de la iglesia del mismo nombre, localizada en las inmediaciones de la Puerta de Zamora, antigua entrada de la ciudad amurallada. Sus límites lo conforman el paseo de Carmelitas por el oeste, la ya mencionada Puerta de Zamora por el norte, la calle Zamora por el este y la plaza de los Bandos, calle Peña Primera y plaza de las Fuentes por el sur. En él podemos encontrar la iglesia de San Juan de Barbalos, el convento de las Isabeles o la casa de Santa Teresa de Jesús.
Barrio de San Cristóbal: con 2894 habitantes (2020), el barrio de San Cristóbal o de las Claras está situado al este de la ciudad vieja, tomando el nombre de la iglesia de San Cristóbal, localizada en la plaza del mismo nombre. El convento de las Claras o el palacio del Conde de Francos son otros de los monumentos de interés que podemos encontrar este barrio.
Barrio de San Esteban: al sur de San Cristóbal, se localiza el barrio de San Esteban, uno de los menos poblados del centro de la ciudad, con 676 habitantes (2020). Gran parte del mismo, corresponde a los terrenos del convento de San Esteban, que da nombre al barrio, además de a otros monumentos de interés como el colegio de Calatrava, que acoge a la sede del Obispado, la iglesia del Carmen Bajo, la sala de exposiciones Santo Domingo de la Cruz, el museo del Pozo de Nieve o el auditorio de Calatrava.

#### Salamanca Norte
Barrio Labradores: barrio localizado entre la avenida Mirat, el paseo de la Estación, la avenida de Portugal y el paseo del Doctor Torres Villarroel. Cuenta con una población de 5744 habitantes (2020). Constituye uno de los primeros ejemplos de ensanche que se produjo en la ciudad de Salamanca. En él se establecieron numerosas familias atraídas por las fábricas de producción de abonos y fertilizando, construyéndose el barrio a partir de la plaza de Gabriel y Galán. Aunque antiguamente, el barrio de Labradores era la zona de ocio nocturno de la ciudad, en la actualidad la mayor parte de los servicios son de bar y restauración. En el barrio se localiza la plaza de España, con la conocida estatua del Vaquero Charro, la iglesia de María Auxiliadora junto al colegio del mismo nombre o la biblioteca municipal Gabriel y Galán.
Barrio Salesas: el barrio, que cuenta con 6320 habitantes, se estructura en forma de cuadrado delimitado por la avenida de Portugal, el paseo del Doctor Torres Villarroel, la plaza de Madrid y la calle María Auxiliadora. Toma su nombre del monasterio de la Visitación de Santa María, conocido como Las Salesas, siendo el edificio más destacado del barrio. En el barrio se encuentra el Corte Inglés de la ciudad y otros importantes lugares de ocio de la ciudad, como la calle Van Dick, conocida como la calle más famosa de Salamanca para tomar pinchos y tapas.
Barrio de Garrido (Norte): el salmantino barrio de Garrido es dividido en dos sectores: norte y sur: El barrio de Garrido norte, constituye las edificaciones al norte de la avenida de Alfonso IX de León. Constituye el barrio más poblado de la ciudad con 12 074 habitantes (2020), habiendo sido creado para albergar a numerosas personas que llegaron a Salamanca atraídos por la creación de industrias. El núcleo primitivo del barrio se encuentra en el entorno del parque Garrido, mientras que en el norte del mismo, las construcciones son más recientes. En él se encuentran la parroquia de San Mateo, la mezquita de Salamanca, el centro comercial Los Cipreses, el pabellón multiusos Sánchez Paraíso o el complejo deportivo Vicente del Bosque. Toma el nombre de Manuel Garrido, pionero vecino del barrio.
Barrio de Garrido (Sur): limitado por la avenida de Alfonso IX de León, calle María Auxiliadora, avenida de Portugal y paseo de la Estación, y al sur del anteriormente nombrado, se encuentra el barrio de Garrido sur, con 7789 habitantes (2020). Fue uno de los barrios creado a partir del boom demográfico que experimentó la ciudad a mediados del pasado siglo.
Barrio Chinchibarra: localizado en el triángulo formado entre la avenida de Alfonso IX de León, la avenida de San Agustín y la N-620, y la avenida de Gonzalo Torrente Ballester y la avenida de Federico Anaya. El barrio, que cuenta con una población de 5165 habitantes, nació en torno a los depósitos de agua que se levantaron en la zona. Cuenta con varios espacios verdes, como el parque de Chinchibarra y el de Würzburg.
Barrio de la Estación: situado en las inmediaciones del paseo de la Estación y la estación de gerrocarril de la ciudad. Cuenta con una población de 3290 habitantes.
Barrio Glorieta: al norte de la ciudad se localiza este barrio, localizado en el ángulo que forman la N-630 y la N-620. La plaza de toros de la Glorieta es el monumento más significativo del barrio, además de otros como la iglesia de Nuestra Señora de la Merced o de los Mercedarios. En el mismo, podemos localizar distintos centros educativos como el colegio de San Agustín o las facultades de Psicología y de Bellas Artes de la Universidad de Salamanca. Fuera de los límites de la ciudad, pero en la cercanía del barrio de la Glorieta, se encuentra en estadio de fútbol Helmántico.

#### Salamanca Este
Barrio Alamedilla: el barrio se encuentra situado entre el casco histórico y las vías del tren, teniendo al parque de la Alamedilla como punto central, el cual le da nombre al mismo. Cuenta con una población de 2154 habitantes.
Barrio Delicias: al este de la Alamedilla, se localiza el barrio de las Delicias, cuyos límites están marcados por la vía del tren, la calle Cruz de Caravaca, el parque Pizarro, el paseo del Rollo y el paseo de San Antonio. Con 4911 habitantes, Delicias cuenta con varios lugares de interés, como la parroquia de San Isidro junto al colegio de las Esclavas del Sagrado Corazón de Jesús o el museo del Comercio y la Industria.
Barrio San Isidro: limitado por el paseo del Rollo, la calle Lugo, el Camino Estrecho de la Aldehuela y el de las Aguas, el barrio toma su nombre de la cercana iglesia del mismo nombre, contando con una población de 1805 habitantes. En el barrio se encuentra el centro sociocultural de Caja España-Duero plaza de Trujillo, que acoge una biblioteca pública.
Barrio La Prosperidad: localizado al sur de los barrios de Delicias y San Isidro y enmarcado entre las vías del tren, el río Tormes y la avenida de Fernando III el Santo, el barrio de Prosperidad es uno de los más poblados de la ciudad con 6291 habitantes. Se localizan en el barrio varios puntos de interés como el centro de espiritualidad San Ignacio-Jesuitas Salamanca, la parroquia del Milagro de San José, la delegación territorial Junta de Castilla y León, el centro de las Artes Escénicas y de la Música, el museo Domus Artium 2002 o las ruinas del monasterio de La Victoria. Además en el barrio se localizan multitud de zonas verdes como del parque de los Jesuitas, el mayor de la ciudad, el bulevar de la Milagrosa, el parque Salamanca, parque de Nuestro Padre Jesús del Perdón o el parque de Los Jerónimos en las inmediaciones del Tormes.
Barrio del Rollo-Las Pajas: toma su nombre del rollo (columna) que se encuentra en la plaza del Rollo Alto, epicentro del barrio, y que previamente estuvo en el entorno de la plaza Mayor. Las vías del tren forman el límite norte del barrio, las calles Jamaica y Bogotá el este, la avenida de la Reina Berenguela la sur y sureste y la calle Lugo y el parque de Picasso el límite occidental. Cuenta con una población de 6860 habitantes. Es uno de los barrios que ha sufrido una mayor transformación, desde un pasado conflictivo y relacionado con la droga hasta un presente residencial y de barrio tranquilo.
Barrio Fontana: localizado en las inmediaciones del casco histórico pero fuera del mismo. Se localiza al oeste de las vías del tren, cerca del Tormes y con las avenida de los Reyes Católicos como límite occidental y el paseo del Doctor Esperabé, paseo de Canalejas y calle Jardines como límite norte. Es un barrio poco habitado, que cuenta con numerosos solares sin edificar, contando con una población de apenas 556 habitantes.
Barrio Santo Tomás: entre el paseo de Canalejas y el parque de los Jesuitas se localiza el barrio, que toma su nombre de la cercana iglesia de Santo Tomás Cantuariense.
Barrio de Puente Ladrillo: es el más oriental de la ciudad, situado al oeste del barrio del Rollo-Las Pajas. En el mismo se puede contemplar parte de la configuración original del barrio, compuesto por casas de una planta, edificadas de manera ilegal por las familias llegadas a la ciudad para trabajar, con otras zonas residenciales de nueva construcción.

## Servicios

### Bibliotecas
La red de Bibliotecas Municipales de Salamanca cuenta con siete centros: La Vega, Vidal, Vistahermosa, Plaza de Trujillo, Gabriel y Galán, Torrente Ballester y Carmen Martín Gaite.

### Comunicaciones

#### Estación de autobuses
La estación de autobuses de Salamanca es el núcleo principal de transportes de la provincia de Salamanca. Se sitúa en la avenida Filiberto Villalobos, en el centro de la ciudad, junto al campus Miguel de Unamuno de la Universidad de Salamanca y cerca del complejo asistencial de Salamanca. En ella operan numerosas líneas que unen la ciudad con la provincia, otras capitales de provincia e incluso otras de recorrido internacional.

#### Autobuses urbanos

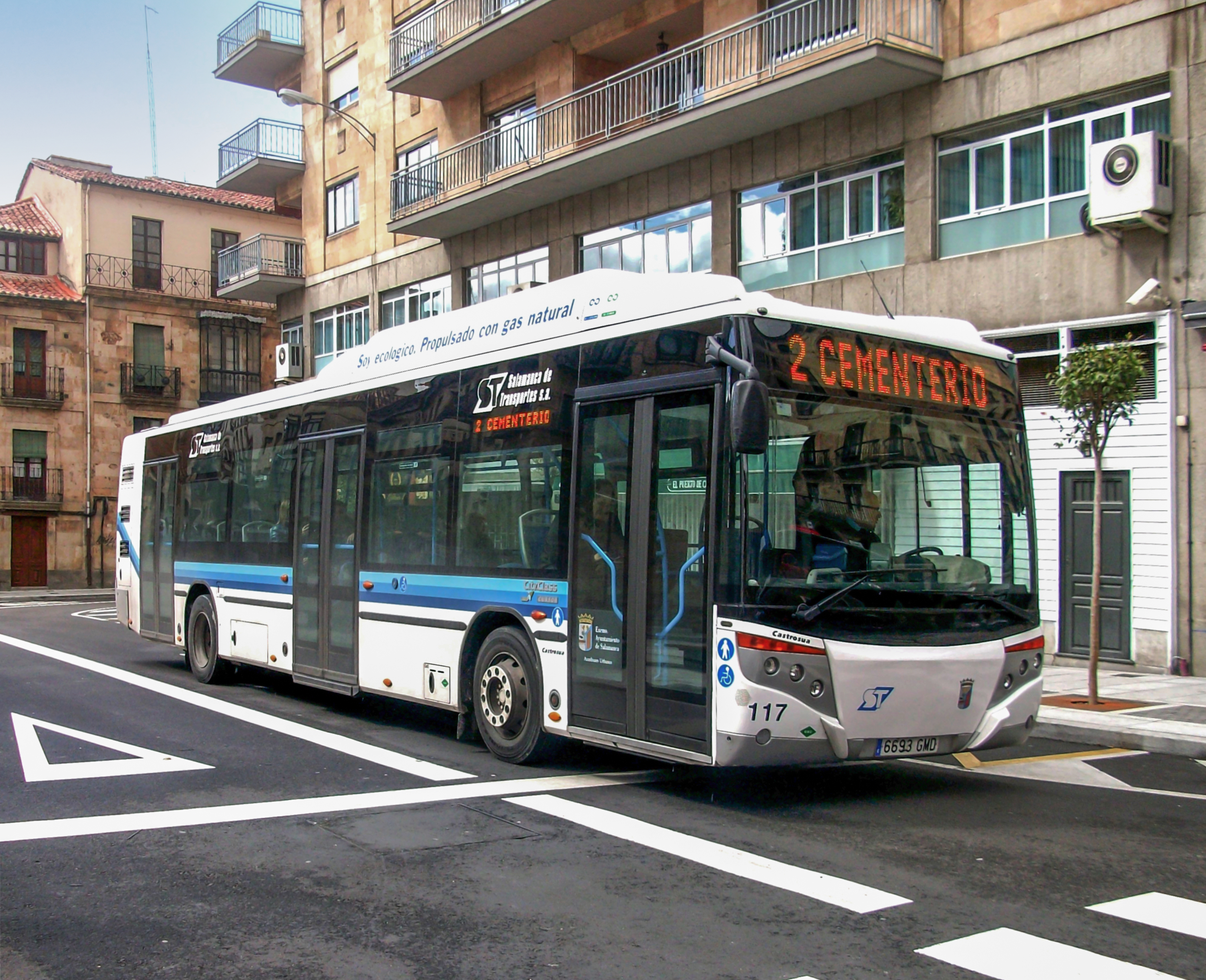
Autobús urbano de la línea 2

Salamanca cuenta con un servicio de autobuses urbanos que acerca los barrios al centro de la ciudad. Consta de 15 líneas diurnas que unen diferentes puntos de la ciudad y que permite el transbordo entre líneas a los usuarios de tarjeta bono-bus. También cuenta con dos líneas de servicio nocturno, N-1 y N-2, que prestan servicio a las zonas norte y sur de la ciudad todos los días de la semana.
| Línea            | Recorrido                                        |
| Líneas diurnas   | Líneas diurnas                                   |
| ---------------- | ------------------------------------------------ |
| 1                | Los Cipreses - Buenos Aires (por Plaza/Gran Vía) |
| 2                | Pizarrales - San Julián                          |
| 3                | Garrido - San José (por Plaza/Gran Vía)          |
| 4                | Cementerio - Puente Ladrillo                     |
| 5                | Ciudad Jardín - Los Alcaldes                     |
| 6                | Garrido - San José (por Hospitales)              |
| 7                | Prosperidad - Hospital Universitario             |
| 8                | La Aldehuela - Vistahermosa                      |
| 9                | Capuchinos - Zurguén                             |
| 10               | Puente Ladrillo - Vistahermosa                   |
| 11               | Los Cipreses - Buenos Aires (por Hospitales)     |
| 12               | Barrio Blanco - San José - Montalvo II           |
| 13               | Huerta Otea - San José                           |
| 14               | Zurguén - Huerta Otea                            |
| 15               | Capuchinos - Hospitales                          |
| Líneas nocturnas |                                                  |
| N-1              | Nocturno Norte                                   |
| N-2              | Nocturno Sur                                     |

También cuenta con una red de transporte metropolitano que une la ciudad con las localidades del área metropolitana. Fue creado en el año 2006 en colaboración con la Junta de Castilla y León, denominándose Servicio de Transporte Público Metropolitano. Se trata de un servicio que fue pionero en la comunidad autónoma.
En los últimos años, ha transportado una media de unos 12 millones de viajeros anuales.

#### Bicicleta
Existe un servicio de alquiler de bicicletas denominado Salenbici desde finales de 2010.

#### Tren turístico
Salamanca cuenta con un tren turístico todos los días de la semana. El horario es de 11 a 14 horas y de 15 a 20 horas. El tren tiene un recorrido por todo el casco antiguo de la ciudad con una duración aproximada de 30 minutos.

#### Ferrocarriles

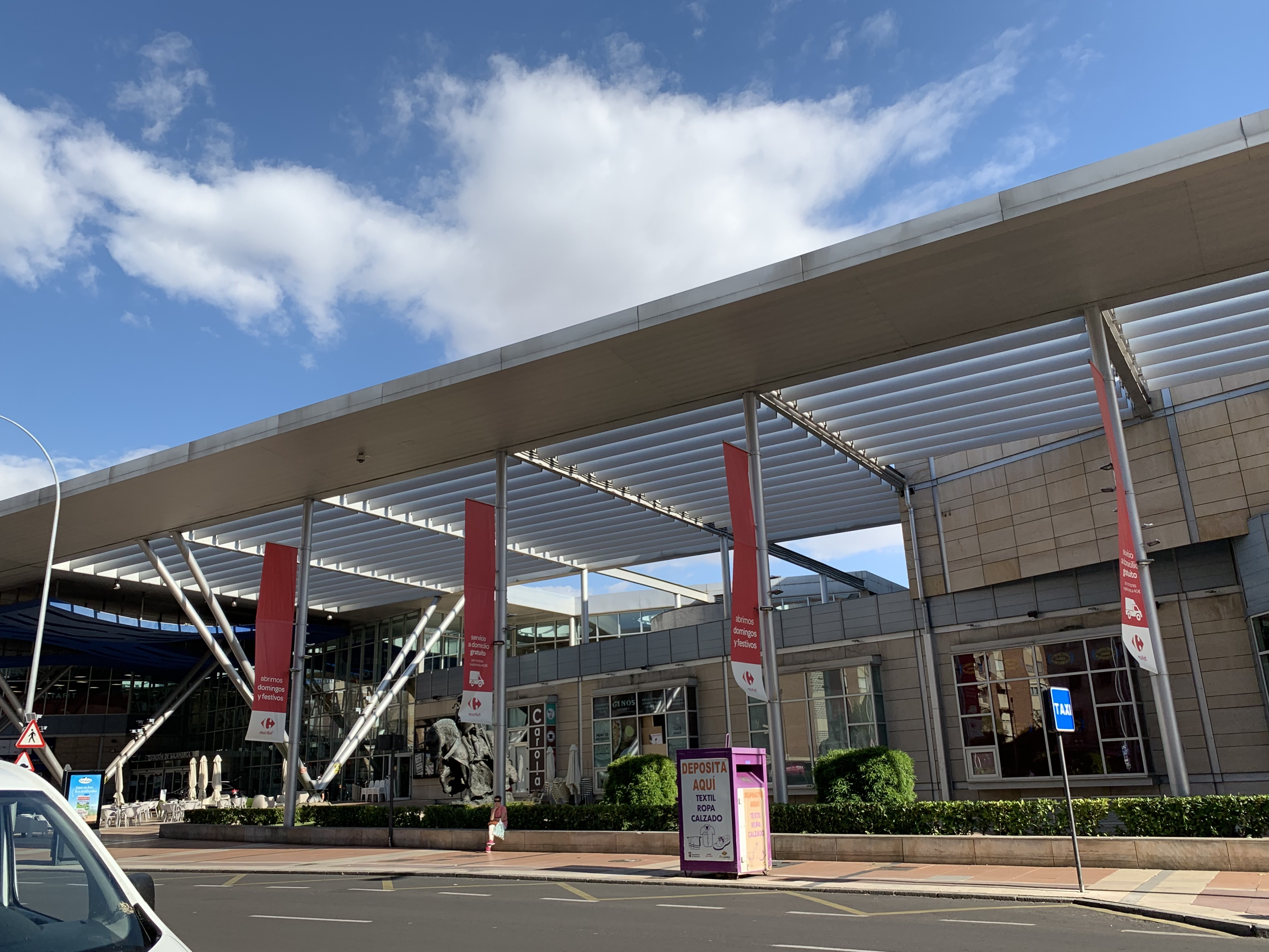
Estación de ferrocarril Vialia-Estación de Salamanca

La estación de ferrocarril Vialia-Estación de Salamanca es el principal punto de la ciudad en lo que a transporte ferroviario se refiere. En ella se encuentra la terminal de ferrocarril y el punto de adquisición de billetes de viaje, numerosos locales de ocio y restauración, salas de cine y varias tiendas. La estación cuenta con los servicios de Renfe Operadora. La ciudad también cuenta con un apeadero —La Alamedilla— donde los viajeros también pueden apearse más cerca del centro de la ciudad.
Algunos de los principales destinos son Madrid, Barcelona, Valladolid, Burgos, Zaragoza, Bilbao, Irún (frontera francesa), Oporto y Lisboa.
Está proyectada una línea de alta velocidad con Madrid por Medina del Campo, y, a largo plazo, una línea a Portugal. También está programada la inclusión de la capital charra en el proyecto de un Corredor Atlántico europeo.
Líneas ferroviarias
A la ciudad llegan dos líneas:
- Medina del Campo-Salamanca. Conecta con el norte de España y con Portugal.
- Ávila-Salamanca. Conecta con el sur a través de Madrid.

En 2015 se electrificó la línea hasta Medina del Campo, realizando servicios en trenes Alvia hasta Madrid. Y en el futuro retomar el servicio a Barcelona.

#### Aeropuerto

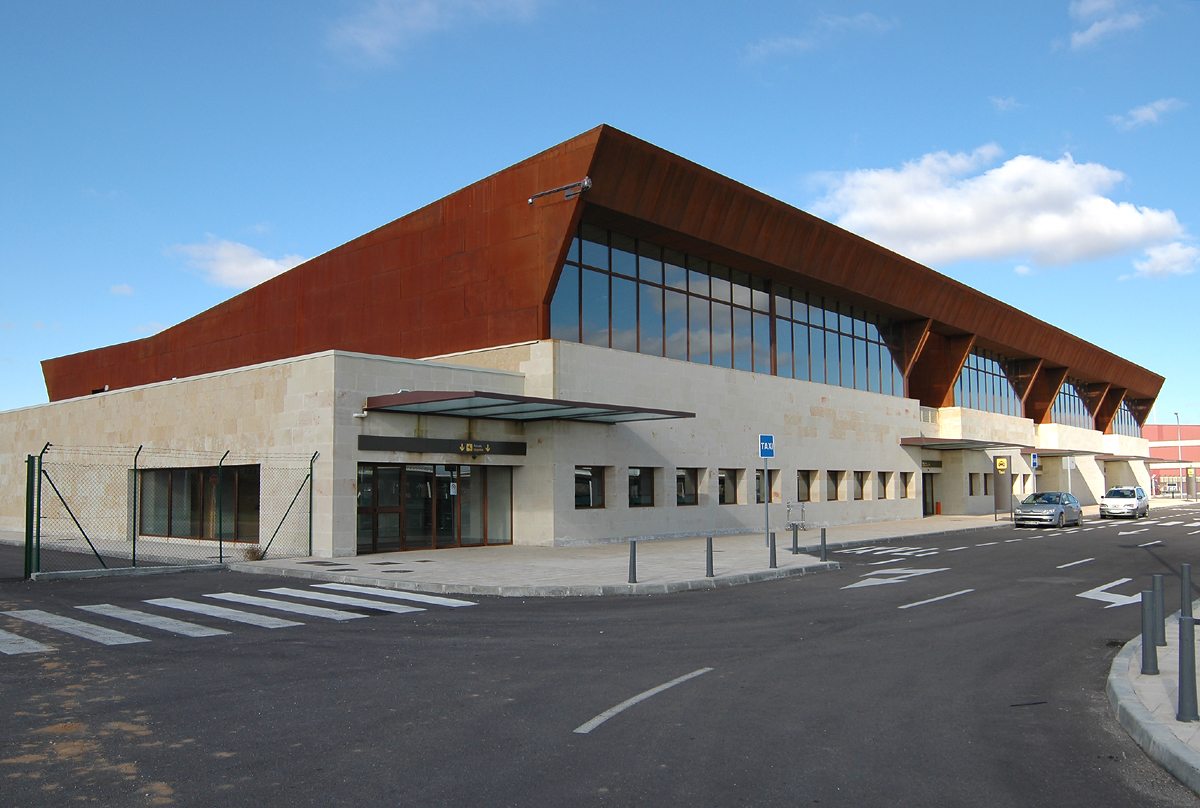
El Aeropuerto de Matacán se sitúa en los términos municipales de Machacón, Calvarrasa de Abajo y Villagonzalo, a 17 km de Salamanca

El aeropuerto de Salamanca, situado en la base militar de Matacán, está situado a 17 kilómetros de la ciudad. Cuenta con vuelos chárter a Palma de Mallorca y Gran Canaria durante el verano.

#### Carreteras
Salamanca cuenta con una muy buena conexión a la red viaria, estando conectada a varias autovías, carreteras nacionales, autonómicas y provinciales.

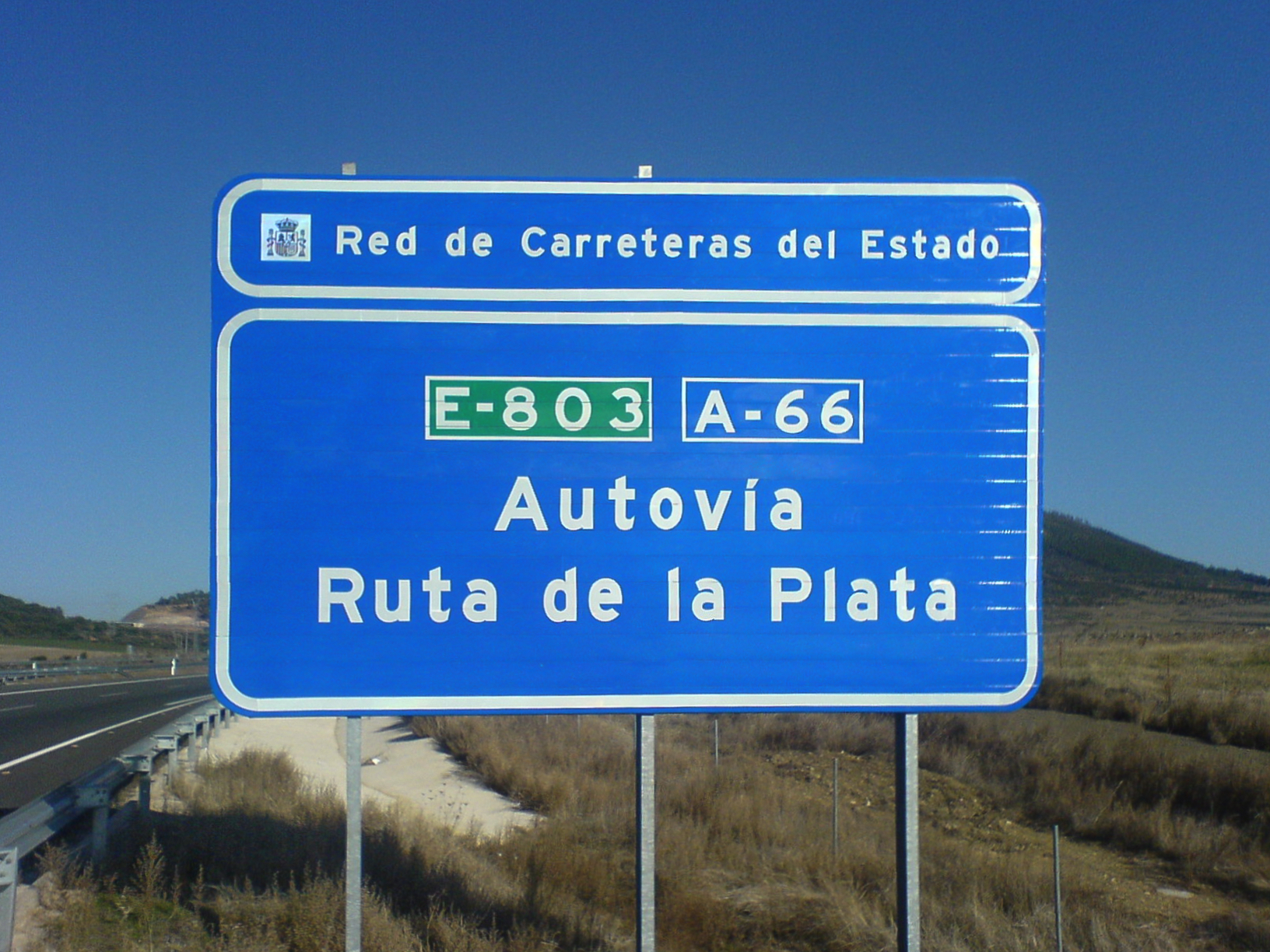
Cartel de la Autovía Ruta de la Plata, que discurre por la ciudad

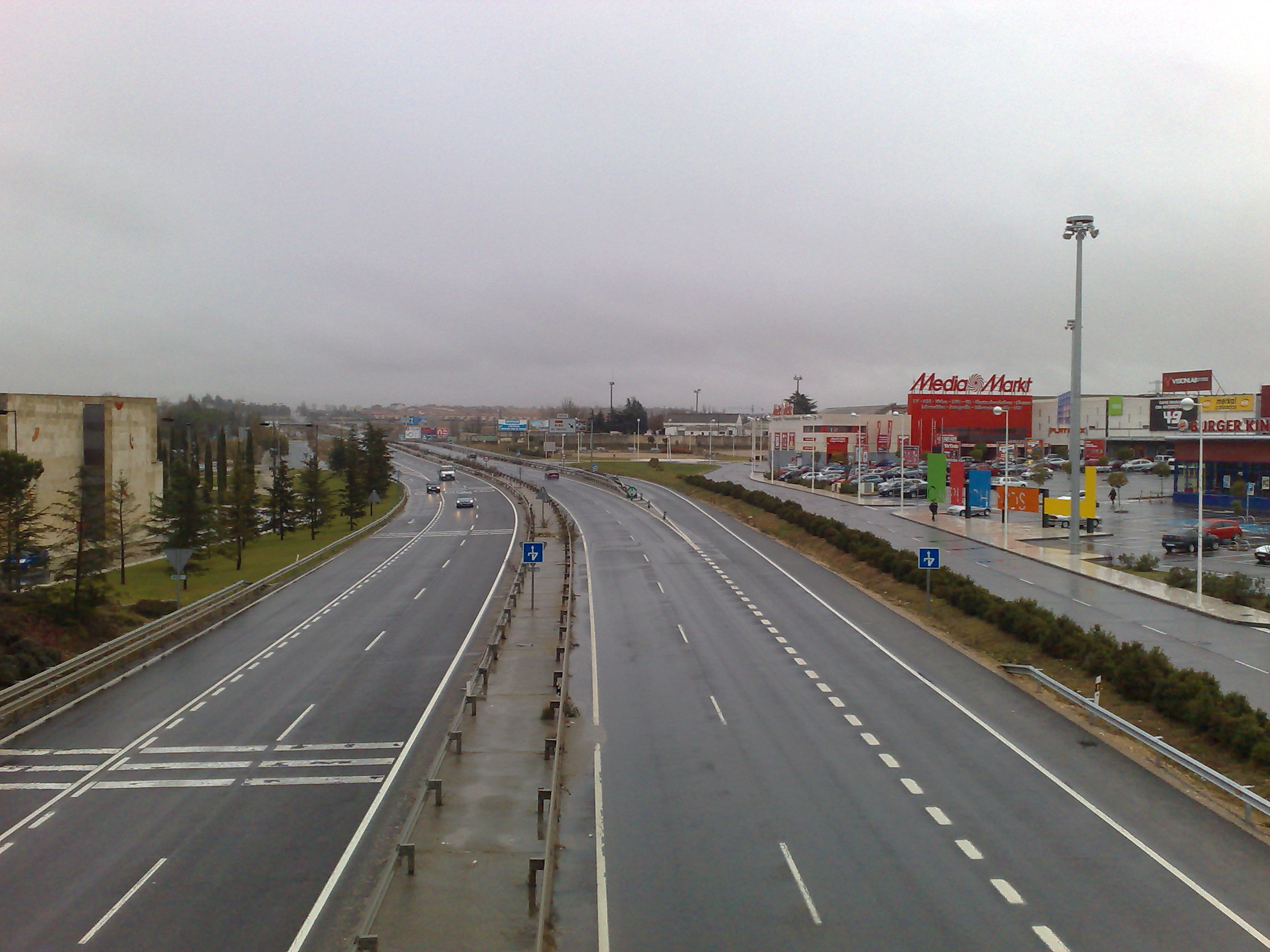
La A-50 en Santa Marta de Tormes

| Tipo             | Identificador | Denominación                                                      | Itinerario |
| ---------------- | ------------- | ----------------------------------------------------------------- | --- |
| Autovías         | A-50          | Autovía de la Cultura                                             | Ávila - Peñaranda de Bracamonte - Salamanca                                                                               |
| Autovías         | A-62          | Autovía de Castilla                                               | Burgos - Palencia - Valladolid - Tordesillas - Salamanca - Ciudad Rodrigo - Fuentes de Oñoro                              |
| Autovías         | A-66          | Autovía Ruta de la Plata                                          | Gijón - León - Zamora - Salamanca - Cáceres - Mérida - Sevilla                                                            |
| Autovías         | SA-11         | Acceso Norte de Salamanca                                         | Enlace A-66 - Villares de la Reina - Salamanca                                                                            |
| Autovías         | SA-20         | Ronda Sur de Salamanca                                            | Enlace A-66 - Enlace N-630 - Enlace A-50                                                                                  |
| Otras carreteras | N-501         | Carretera Nacional 501                                            | Ávila - Peñaranda de Bracamonte - Salamanca                                                                               |
| Otras carreteras | N-620         | Carretera Nacional 620                                            | Burgos - Venta de Baños - Valladolid - Tordesillas - Salamanca - Ciudad Rodrigo - Fuentes de Oñoro                        |
| Otras carreteras | N-630         | Carretera Nacional 630                                            | Gijón - Puerto de Pajares - León - Benavente - Zamora - Salamanca - Plasencia - Cáceres - Mérida - Almendralejo - Sevilla |
| Otras carreteras | CL-510        | Carretera de Salamanca a Piedrahíta                               | Salamanca - Alba de Tormes - Malpartida de Corneja - Piedrahíta                                                           |
| Otras carreteras | CL-512        | Carretera de Salamanca a Vecinos                                  | Salamanca - Aldeatejada - Vecinos                                                                                         |
| Otras carreteras | CL-517        | Carretera de Salamanca a la frontera con Portugal por Vega Terrón | Salamanca - Villarmayor - Villar de Peralonso - Vitigudino - Lumbrales - La Fregeneda                                     |
| Otras carreteras | SA-300        | Carretera de Salamanca a Ledesma                                  | Salamanca - Villamayor - Valverdón - Almenara de Tormes - Juzbado - Ledesma                                               |
| Otras carreteras | SA-605        | Carretera de Salamanca al límite provincial de Zamora             | Salamanca - Villares de la Reina - Aldeanueva de Figueroa - Fuentesaúco                                                   |
| Otras carreteras | SA-804        | Carretera de Salamanca a Cantalpino                               | Salamanca - Cabrerizos - Aldearrubia - Arabayona de Mógica - Cantalpino                                                   |

## Cultura

### La universidad y la ciudad

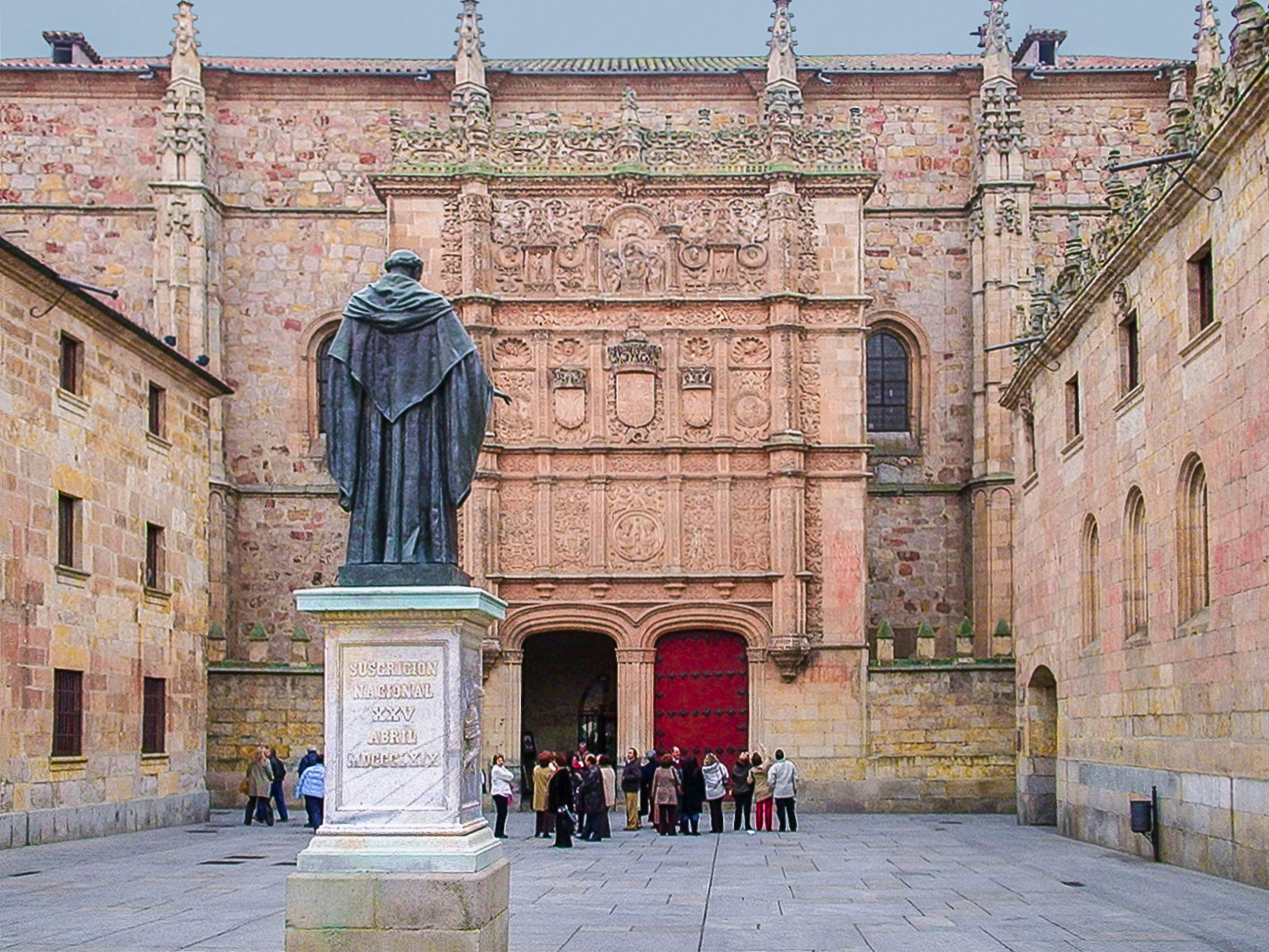
Fachada principal del edificio histórico de la Universidad de Salamanca y estatua de Fray Luis de León de espaldas

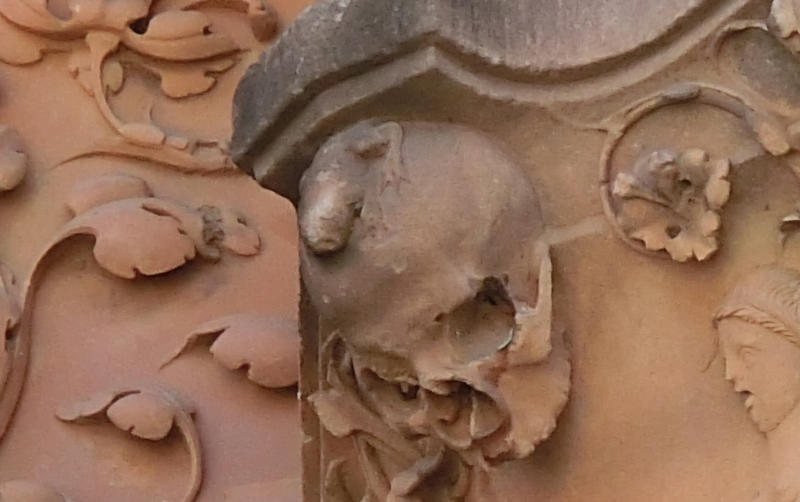
Rana de la fachada

Salamanca cuenta en la actualidad con dos universidades, la Universidad de Salamanca (pública) y la Universidad Pontificia, universidad privada dependiente de la Iglesia católica. Entre ambas superan ampliamente la cifra de 32 000 alumnos matriculados.[cita requerida] Su alumnado procede de todas las comunidades autónomas y la matrícula de estudiantes extranjeros es una de las más elevadas de toda España.
La Universidad de Salamanca es la institución de enseñanza superior más antigua de la España cristiana, tras el Estudio General de Palencia, que no existe en la actualidad.[cita requerida] Alfonso IX de León otorga el grado de Estudio General en 1218 a las escuelas catedralicias de Salamanca emulando a su sobrino Alfonso VIII de Castilla, que lo había hecho con Palencia en 1208. La fecha de 1218 es considerada oficialmente como el nacimiento del «Studii salmantini». Tras la integración del Reino de León en la Corona de Castilla bajo el cetro de Fernando III, la importancia del estudio Salmantino hace languidecer al de Palencia, que acabará por desaparecer. En 1254 Alfonso X el Sabio concedió a Salamanca el título de Universidad, ratificado por el papa en 1255, lo que la convierte en la primera europea en ostentar dicho título.[cita requerida]
A mediados del siglo XVI la universidad estaba en pleno auge; era famosa en todo el mundo y de sus profesores se decía: Multos et doctissimos Salmantica habet («Muchos y muy doctos tiene [la universidad de] Salamanca»). En 1492 se redactó y publicó en Salamanca la primera gramática de la lengua castellana por Antonio de Nebrija. En sus aulas tuvo lugar el nacimiento de un movimiento de pensamiento global, la Escuela de Salamanca, en cuyo seno se elaboraron muchos de los conceptos modernos de política, derecho o economía.
El considerado como promotor de esta escuela, Francisco de Vitoria fue quizá el primero en desarrollar una teoría sobre el Ius gentium («Derecho de gentes»), que sin lugar a dudas puede calificarse de moderna. Extrapoló sus ideas de un poder soberano legítimo sobre la sociedad al ámbito internacional, concluyendo que este ámbito también debe regirse por unas normas justas y respetuosas con los derechos de todos. El bien común del orbe es de categoría superior al bien de cada estado. Esto significó que las relaciones entre estados debían pasar de estar justificadas por la fuerza a estar justificadas por el derecho y la justicia. Así, Francisco de Vitoria se convirtió en el creador del derecho internacional.
Las cátedras en Salamanca tenían una concurrencia numerosísima y en más de una ocasión los profesores favoritos fueron llevados a hombros hasta el estrado. Esto ocurría, al parecer, porque los profesores debían su cátedra a los votos de los estudiantes. No terminaba ahí la avidez de los estudiantes por adquirir conocimientos de estos profesores magníficos, elegidos por sus oyentes a causa de su calidad, sino que, tras las clases, en el claustro de la universidad, junto a una columna, eran acribillados a preguntas: era lo que llamaban «dificultades al poste». Esta elección de profesores en Salamanca convulsionaba la ciudad. Fray Luis de Granada en Conciones de praecipvis sanctorum festis da una idea de lo que sucedía:

Si en la cátedra de prima de derecho civil en la Universidad de Salamanca se reparten los sufragios de los alumnos para alguno de los candidatos, desde que se introducen las cedulillas en la urna, toda la Universidad y la ciudad entera están igualmente atentas al resultado, con ansiedad y estimulando el calor y angustia de los candidatos que aguardan la salida de su suerte.
Conciones de praecipvis sanctorum festis, de Fray Luis de Granada

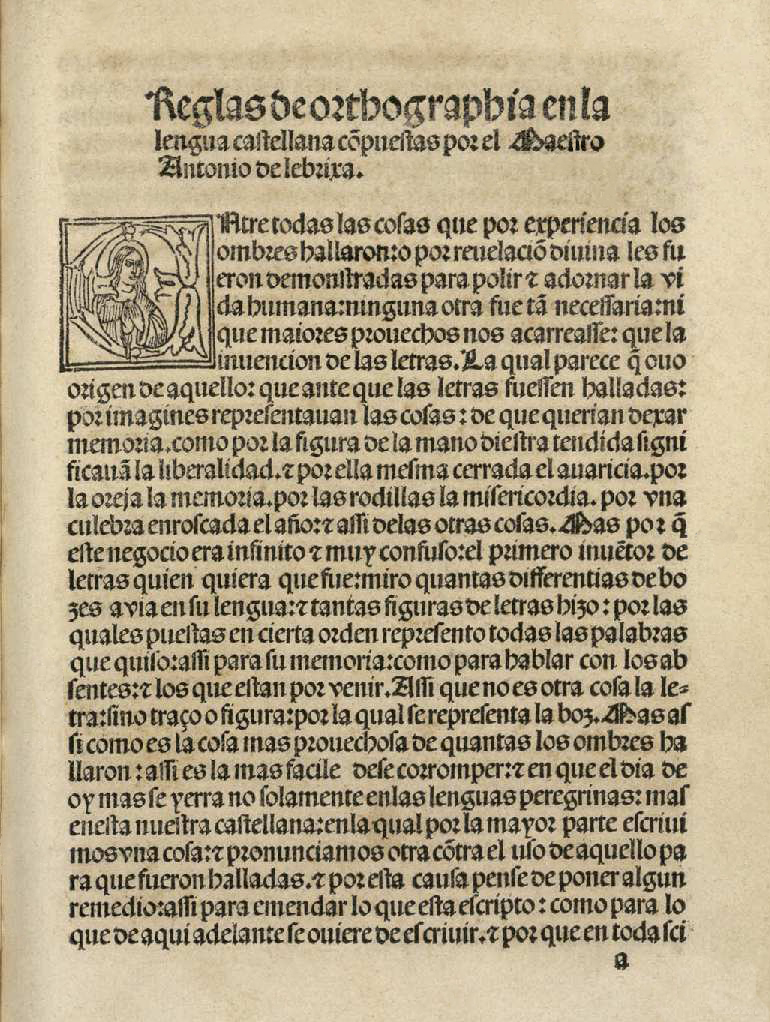
Antonio de Nebrija, célebre alumno de la universidad, publicó en la ciudad el primer libro de ortografía de la lengua española (1517)

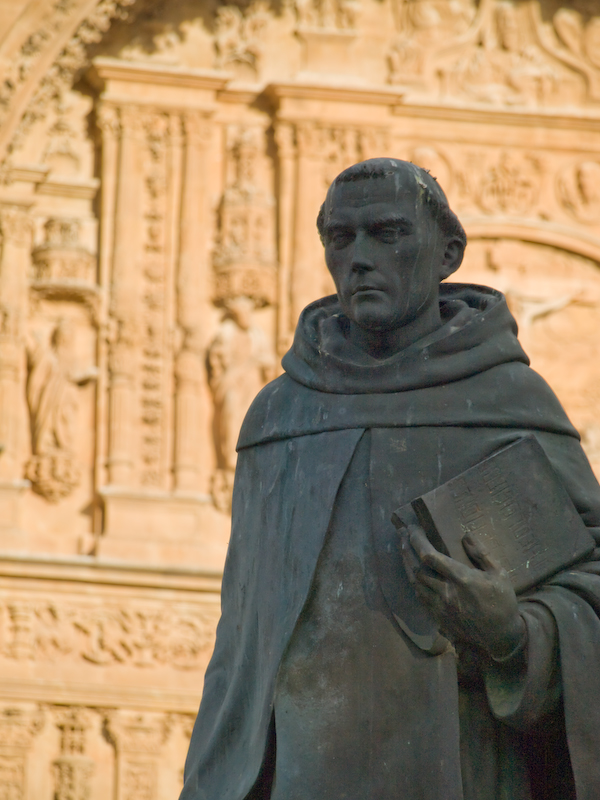
Estatua de Francisco de Vitoria frente al convento de San Esteban. Fue el promotor de la Escuela de Salamanca, que supuso el renacimiento del pensamiento en diversas áreas que llevó a cabo un importante grupo de profesores universitarios españoles y portugueses, pero especialmente los teólogos, a raíz de la labor intelectual y pedagógica de Francisco de Vitoria

Miguel de Unamuno hablaba así de Salamanca:

Esta ciudad y región en que
vivo, Salamanca, perteneció
al Reino de León y leonesas
son las particularidades
de su habla popular
Andanzas y visiones españolas, de Miguel de Unamuno

José de Espronceda, en El estudiante de Salamanca:

la famosa Salamanca,
insigne en armas y letras,
patria de ilustres varones,
noble archivo de las ciencias.
El estudiante de Salamanca, de José de Espronceda

El historiador Luis Enrique Rodríguez-San Pedro Bezares:

Cabe sospechar que, en este complejo discurrir de siglos y circunstancias cambiantes, en este tejer y destejer de funciones, protagonistas y atmósferas culturales contrapuestas, lo único esencial, lo único vertebral y permanente sea la continuidad en la referencia simbólica, la fascinación de un nombre: ¡Salamanca!
Luis Enrique Rodríguez-San Pedro Bezares

Otro ilustre profesor fue Fray Luis de León, cuya estatua está en el patio de Escuelas, frente al edificio antiguo de la Universidad. Dentro de este edificio pronunció su famosa frase cuando volvió a la docencia después de varios años en prisión, apartado de su cátedra por el Tribunal de la Inquisición:

«Decíamos ayer»
Fray Luis de León

### Museos

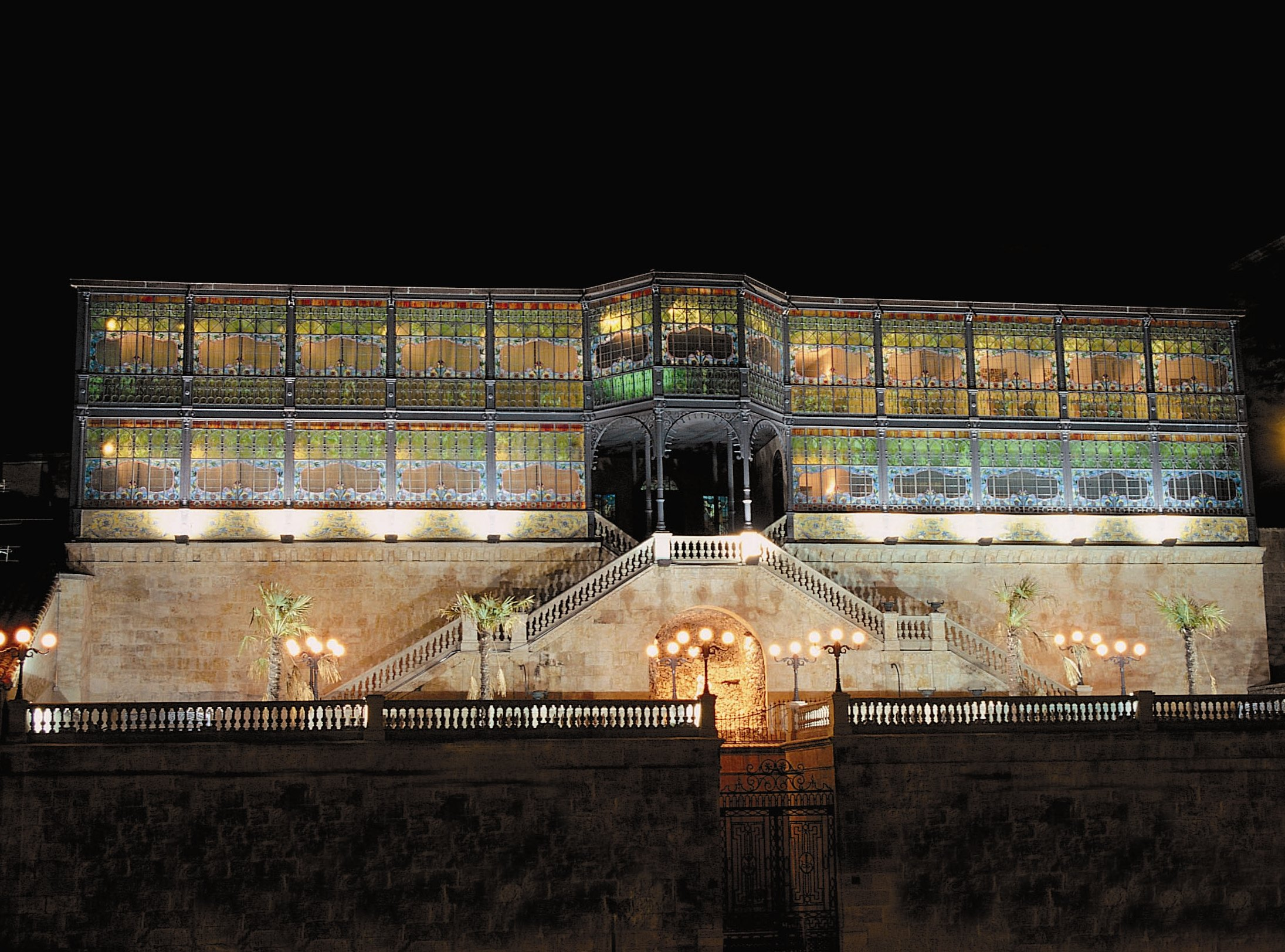
Exterior del museo Art Nouveau y Art Déco. Casa Lis

- Museo de Art Nouveau y Art Déco: situado en la Casa Lis, guarda una colección de muebles y objetos representativos de las artes decorativas. Fue inaugurado en la primavera de 1995 con fondos de la donación que el coleccionista Manuel Ramos Andrade hizo a la ciudad. Se trata de uno de los edificios más icónicos y el museo más destacado de la ciudad.
- Museo del Comercio de Salamanca: dedicado a recuperar y conservar la memoria sobre la actividad económica, industrial y mercantil, en especial de la ciudad y su provincia. Construido en los antiguos aljibes de pilares y bóvedas de ladrillo macizo que han sido cuidadosamente restaurados para albergar inventos e innovaciones que en otro tiempo resolvieron los problemas de fabricantes, vendedores y consumidores.

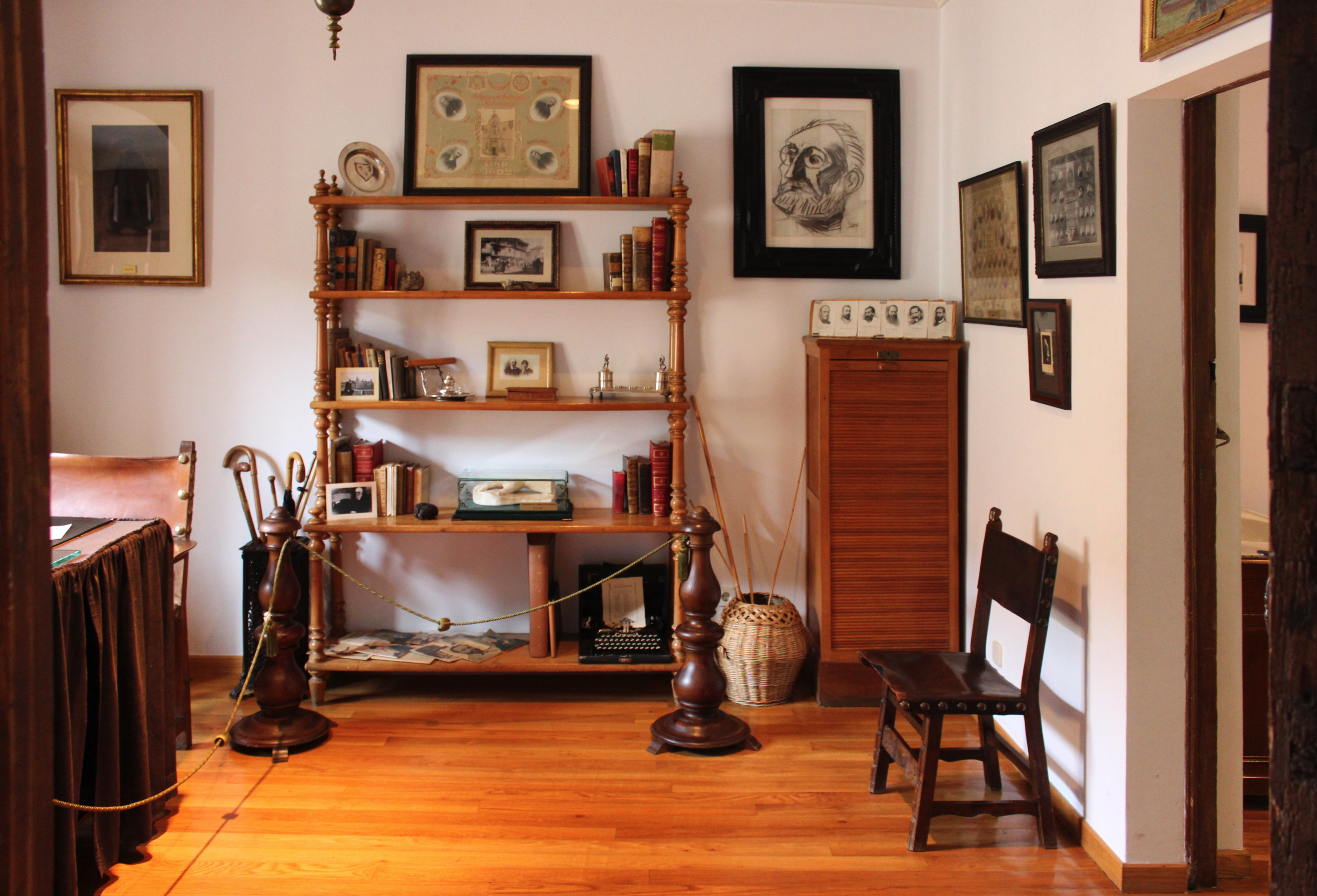
Casa Museo Unamuno

- Casa Museo Unamuno: vivienda ubicada en el centro histórico de la ciudad, perteneciente a la universidad. Fue construida en el siglo XVIII y dedicada a casa rectoral, es conocida por haber sido el lugar donde vivió Miguel de Unamuno cuando fue rector de la Universidad de Salamanca, desde los años cincuenta es un museo dedicado a su vida y estancia del escritor en Salamanca (1900-1914).

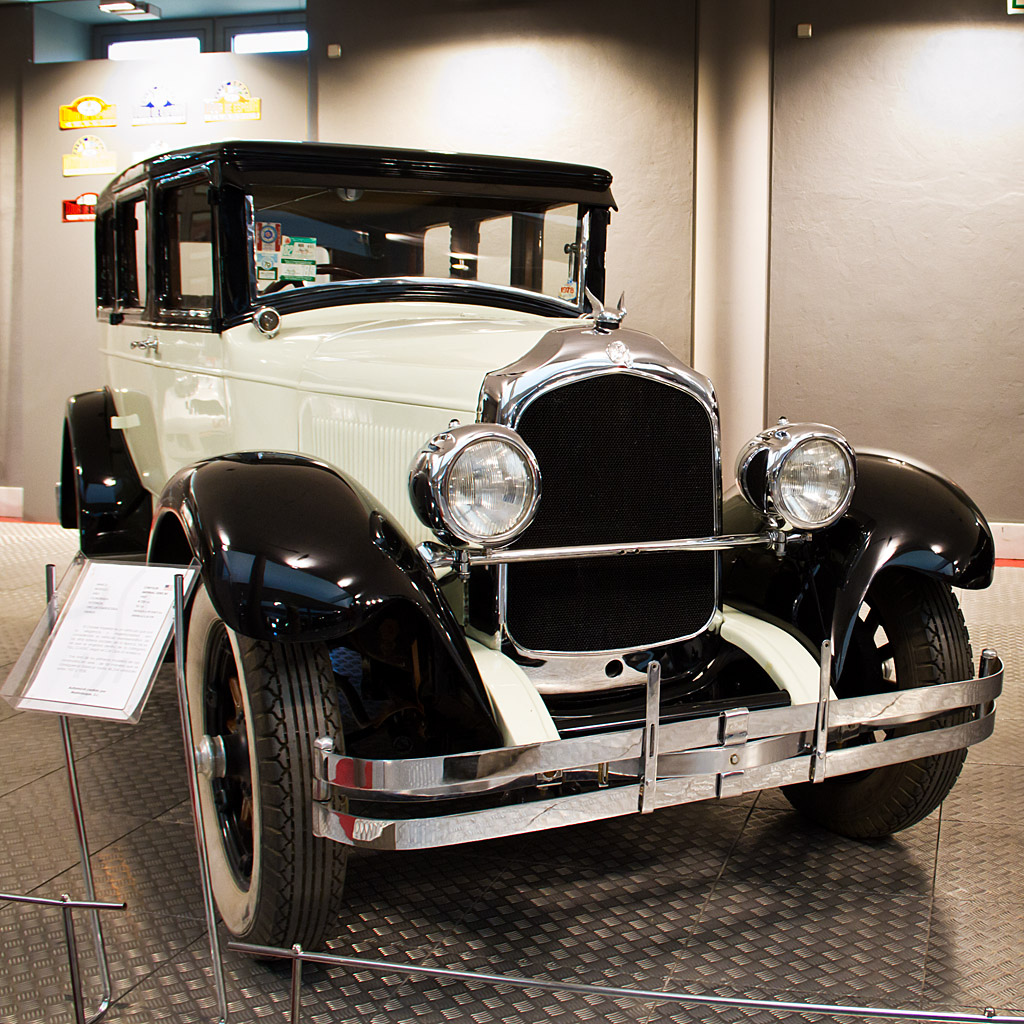
Coche exhibido en el museo de Historia de la Automoción

- Museo de Historia de la Automoción de Salamanca: es el primer museo público de España dedicado al motor. Inaugurado a finales de septiembre de 2002 por los Reyes de España, cuenta en sus fondos con más de 200 automóviles históricos, algunos únicos, así como miles de accesorios relacionados con el automóvil. Se ubica en un edificio que fue la primera planta de producción de electricidad que tuvo Salamanca.
- Museo de arte moderno DA2 Domus Artium 2002: un centro de arte contemporáneo, inaugurado en abril del año 2002, con motivo de la Capitalidad Cultural Europea que durante todo ese año se celebró en Salamanca. Está edificado sobre lo que fue la antigua cárcel provincial, un edificio construido en 1930, conservando elementos originales como las puertas de las celdas y la reja de hierro original.
- Museo de Salamanca: fue creado en 1835 y, desde 1947, tiene su sede en la casa de los Abarca, antiguo palacio salmantino edificado a finales del siglo XV. La entrada al museo, que está compuesto por una sección de arqueología y por otra de Bellas Artes, se realiza desde el patio de Escuelas, aunque la fachada noble de la casa de los Abarca está situada en la calle Serranos.
- Museo Catedralicio: oficialmente denominado Museo Diocesano de Salamanca, está situado en las salas capitulares de la Catedral Vieja de Salamanca y fue inaugurado en 1953. En él se exponen algunas de las obras pertenecientes al tesoro catedralicio salmantino.[117][118]
- Museo del convento de San Esteban: situado a la salida del coro, en el claustro alto. Muestra valiosas piezas de marfil, esculturas, ropa litúrgica, orfebrería, cantorales y lienzos. Se halla en lo que antiguamente era la biblioteca del convento. Contaba con 6000 volúmenes que fueron trasladados a la biblioteca de la universidad.[119]

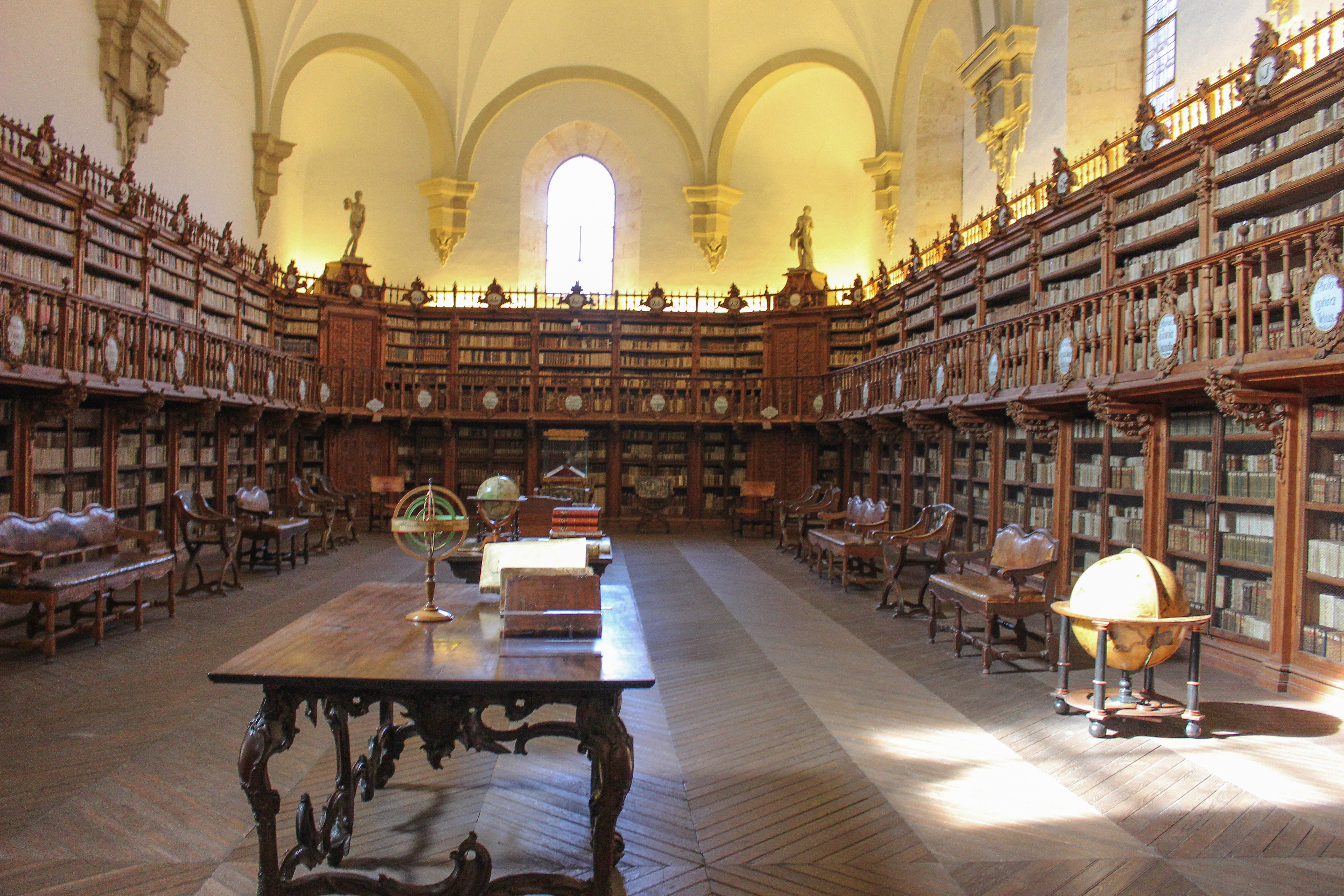
Antigua librería de la universidad

- Museo Universitario - Biblioteca de la Universidad: cuenta con más de 2800 manuscritos y 60 000 incunables, así como datadas desde el siglo XVI hasta 1830. Su principal labor es conservar y transmitir su inmenso patrimonio bibliográfico. Está situado en el edificio de las escuelas Mayores y representa un hito, igual que su universidad, al considerarse una de las primeras bibliotecas universitarias de Europa. Entre sus dependencias destacan la librería antigua y la sala de manuscritos.[120]
- Museo Taurino: alberga numerosos trajes y piezas relacionadas con el mundo de la tauromaquia en Salamanca. Recorre la historia de la ganadería salmantina en las dehesas de la provincia así como las ferias, plazas y escuelas con las que cuenta, con referencias a grandes toreros salmantinos.[121]

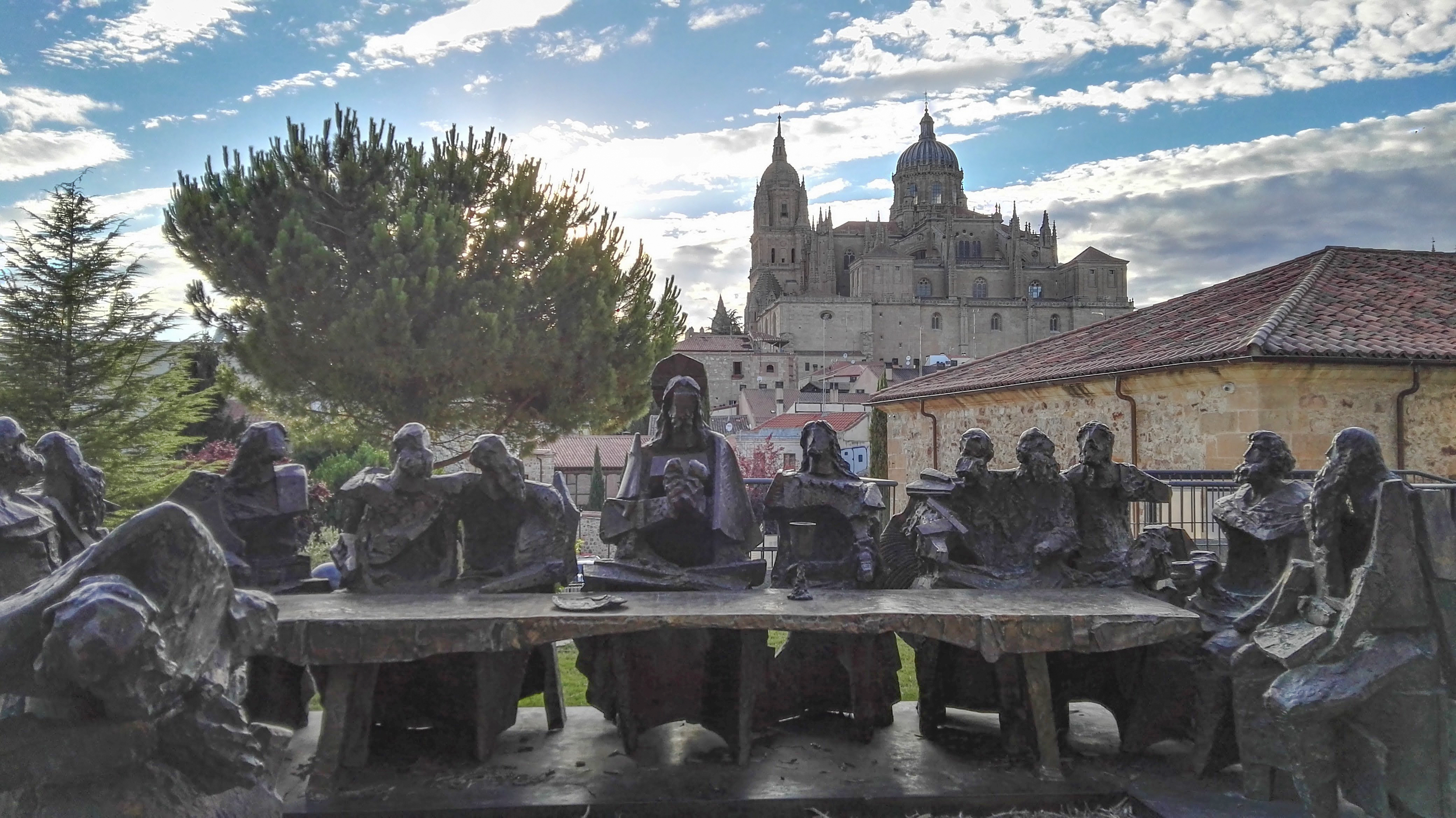
Santa Cena, Venancio Blanco. Jardines de Santo Domingo

- Sala de exposiciones Santo Domingo de la Cruz: antiguo colegio universitario, sede de la fundación Venancio Blanco, alberga exposiciones con la obra del artista.
- Colección del Convento de las Úrsulas: este pequeño museo está cobijado por dos artesonados de los siglos XV y XVI. La pieza más espectacular es una rinconera de Morales titulada El Divino, junto con otras tablas atribuidas a Juan de Borgoña.[122]
- Museo del convento de Santa Clara: alberga numerosas reliquias de arte religioso, así como una colección de pinturas murales del siglo XIII al siglo XVI, medallones en relieve, artesonados, e imágenes y lienzos de diferentes épocas.[123]
- Casa Museo de Zacarías González: casa y estudio donde vivió el pintor Zacarías González en la calle Alarcón. Remodelado en 2005 tras la donación de la familia del pintor a la fundación Caja Duero, se pretendió respetar cuidadosamente las estancias familiares del pintor, combinando el sentido testimonial del domicilio del artista con el concepto museístico. Si bien y en favor de la propia exposición-difusión de la obra, no todos los espacios se mantuvieron con los usos que tenían originalmente como vivienda.
- Ieronimus. Las torres medievales de la catedral: su nombre alude a Don Jerónimo de Perigueux, famoso obispo español de origen francés a cargo de la diócesis de Salamanca desde 1102, que encargó la construcción de la iglesia de Santa María. Este fue el hecho que marcó el origen de los 900 años de arte y de historia de las catedrales de Salamanca. En este recorrido se pueden admirar espacios verdaderamente sorprendentes como el que ofrece el mirador junto a la torre del Gallo, el patio Chico o la terraza de Anaya. El circuito de la exposición comienza en la sala del Alcaide, continuando por la sala de la torre Mocha, la estancia del Andén Superior y la sala de la Bóveda. Se accede desde la última torre, la situada junto a la puerta de Santa Lucía (que da acceso a la catedral vieja). En tres de las salas que se visitan se encuentran expuestos planos, documentos y objetos religiosos relacionados con las catedrales, y en especial con su construcción, se puede visualizar, tanto el interior de ambas catedrales como del exterior. Desde la sala del Alcaide se disfruta de una espléndida panorámica de la nave central y del retablo de la catedral vieja, y desde el andén superior situado sobre ella se ve con precisión la Torre del Gallo, así como vistas del Tormes y de los barrios transtormesinos. También se disfruta de vistas de las bóvedas de la catedral nueva, y, de nuevo en el exterior, de vistas de la plaza de Anaya, la torre del Reloj, la Rúa Mayor y todo el casco histórico.
- Monumenta Salmanticae: centro de interpretación sobre el patrimonio arquitectónico y urbano de la ciudad de Salamanca. Aunque fue una de las primeras iglesias románicas de Salamanca, del edificio original solo se conserva el ábside. Los últimos ocupantes del edificio fueron las Siervas de María quienes lo utilizaron para el cuidado de enfermos.

### Cine
En 1955 fue sede de las Conversaciones de Salamanca sobre Cine Español organizadas por Basilio Martín Patino, con apoyo de la universidad y que, entonces, tuvieron una gran repercusión.

Filmoteca de Castilla y León

Salamanca ha sido un escenario perfecto para el desarrollo de rodajes, elegida por Buñuel para realizar en 1932 Las Hurdes (Tierra sin pan). Más tarde se consolidó como sede de una generación de directores conocida como Nuevo Cine Español (1965). Dentro de esta corriente cabe destacar Nueve cartas a Berta del director salmantino Basilio Martín, con bellos exteriores de la ciudad y alrededores.
Salamanca por su arquitectura ha acogido a producciones ambientadas en diferentes épocas históricas. En 1955 se rodó La princesa de Éboli de Terence Young, con Olivia de Havilland y Gilbert Roland, y durante las últimas décadas se han realizado superproducciones como Cristobal Colón: El descubrimiento (1992), interpretada por Marlon Brando. También fue escenario de 1492: La conquista del paraíso (1992), dirigida por Ridley Scott; Shacky Carmine (1999), dirigida por Chema de la Peña; Tuno Negro (2001), dirigida por Pedro L. Barbero y Vicente J. Martín; Utopía (2003), dirigida por María Ripoll; Los fantasmas de Goya (2006), de Miloš Forman con Javier Bardem y Natalie Portman; Manolete (2006), dirigida por Menno Meyjes y protagonizada por Adrien Brody y Penélope Cruz; The Sindone (2009), dirigida por Miguel Ángel Fabré, con Antonio Espigares, Miki Molina y Darek Dabrowski; o Iceberg (2011), de Gabriel Velázquez.
También se rodó parte de Águila roja, serie de TVE, y algunas escenas de Acusados, de Telecinco. La productora finlandesa Zodiak Televisión Finland/Broadcasters grabó en 2007 el reality-show Una casa en España sobre el aprendizaje de castellano.
Una de las películas con más notoriedad ha sido Vantage Point (En el punto de mira) (2008), dirigida por Pete Travis y protagonizada por Dennis Quaid, Matthew Fox, William Hurt, Forest Whitaker, Sigourney Weaver y Eduardo Noriega. Aunque esta producción se realizó en distintas ciudades de México y en una réplica de estudio de la plaza Mayor de Salamanca, es la que mayor protagonismo le ha dado a un escenario de la ciudad, junto con Mientras dure la guerra (2019), basada en la figura de Miguel de Unamuno en el contexto de la guerra civil española.

### Literatura

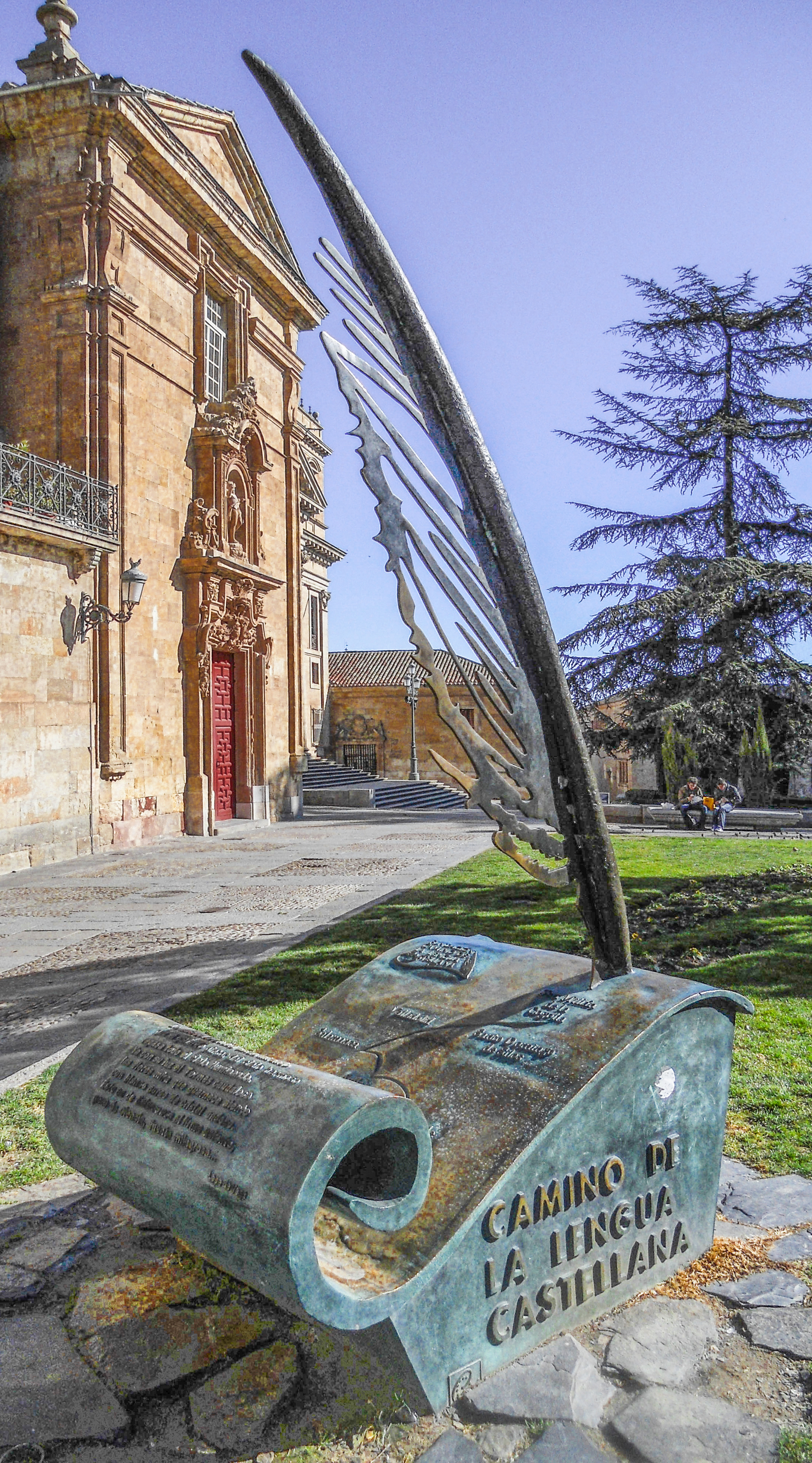
Escultura en la plaza de Anaya que conmemoraba que la ciudad es parte de la ruta Camino de la Lengua Castellana (actualmente retirada)

La relación entre la ciudad de Salamanca y la literatura española es una de las más prolíficas, es por ello que se encuentra incluida en la ruta Camino de la Lengua Castellana. La presencia de una universidad tan prestigiosa en la ciudad, desde 1218, devino en una presencia continuada de literatos en la ciudad. El desarrollo de la literatura española y la ciudad de Salamanca están por tanto irrevocablemente unidos.
Salamanca ha sido conocida en la literatura como Roma la Chica, la Atenas española o la Reina del Tormes, entre otras denominaciones.
Ya en el siglo XIII, Alfonso X el Sabio elevó al rango de universidad los Estudios Generales de Salamanca (1254), siendo Salamanca la primera en ostentar ese título en Europa.
Con el auge de la corona castellano-leonesa, la literatura comienza una época de esplendor. El conocido como Siglo de Oro de la cultura española, se inicia en Salamanca, con la creación de la primera gramática del castellano en 1492 por Antonio de Nebrija, la célebre Grammatica, la cual fue el primer estudio de las reglas de una lengua europea occidental no clásica. Pocos años después, la literatura española de la Edad Media concluye con una obra de Fernando de Rojas ambientada en Salamanca, La Celestina. Así comenzó una época de esplendor, en la que participaron un sinfín de grandes autores:
- El libro impreso sobre ajedrez más antiguo conservado, Repetición de amores y arte de ajedrez del religioso Luis Ramírez de Lucena, publicado en Salamanca en 1496.[47]
- La traducción parcial de la biblia al español, hecha por Fray Luis de León.
- En el Lazarillo de Tormes (1554) existe una escena que se desarrolla en Salamanca. Junto al puente romano hay una escultura de piedra que representa a un verraco o un toro. Supuestamente ahí el ciego le dijo a Lazarillo: «Coloca la oreja junta al toro y escucharás el agua pasar», hecho lo cual el invidente le propinó un soberbio golpazo contra el pétreo verraco. Según este libro Lázaro de Tormes nació en la localidad de Tejares, que desde la década de 1970 es un barrio de Salamanca.
- La estancia de Miguel de Cervantes Saavedra, que posiblemente fue alumno de la universidad, que se materializó en sus libros: La Cueva de Salamanca, en Don Quijote de la Mancha en el que hace referencias a Salamanca con el personaje del bachiller Sansón Carrasco, La tía fingida y El licenciado Vidriera con la cita:

Salamanca que enhechiza la voluntad de volver a ella a todos los que de la apacibilidad de su vivienda han gustado.

- Francisco de Vitoria y la Escuela de Salamanca.
- Miguel de Unamuno novelista y poeta de la generación del 98, escribió gran parte de su obra en Salamanca, dejando su huella por toda la ciudad.
- Torrente Ballester, uno de los literatos españoles más aclamados de su generación, premio Cervantes y premio Príncipe de Asturias de las Letras, vivió los últimos veinticinco años de su vida en Salamanca, y en el centenario café literario Novelty, en la plaza Mayor, existe una escultura en su memoria, del escultor Fernando Mayoral.
- Víctor García de la Concha, catedrático de la universidad es director de la RAE desde 1998.

### Música
La historia de la música en Salamanca gira en torno a la capilla musical de la S.I.B. Catedral, la universidad y el conservatorio de San Eloy, fundado en el siglo XIX. Ya en el siglo XX se establece el conservatorio de música cuya actividad se prolonga hasta la actualidad a través del Conservatorio Profesional de Música de Salamanca y el Conservatorio Superior de Música de Salamanca. Hay que señalar la intensa actividad musical del Teatro Liceo desde su establecimiento en 1844. Actualmente el Ayuntamiento de Salamanca cuenta con una banda municipal de música, dirigida por Mario Vercher, y con la joven orquesta Ciudad de Salamanca, dirigida por Oscar Colomina i Bosch. Por su parte la Universidad cuenta con la Orquesta Barroca de la Universidad de Salamanca y con la Academia de Música Antigua.
Salamanca ha sido cuna o lugar de residencia de varios compositores de importancia como Francisco de Salinas, Juan del Enzina, Diego Pisador, Manuel José Doyagüe, Tomás Bretón y Gerardo Gombau.

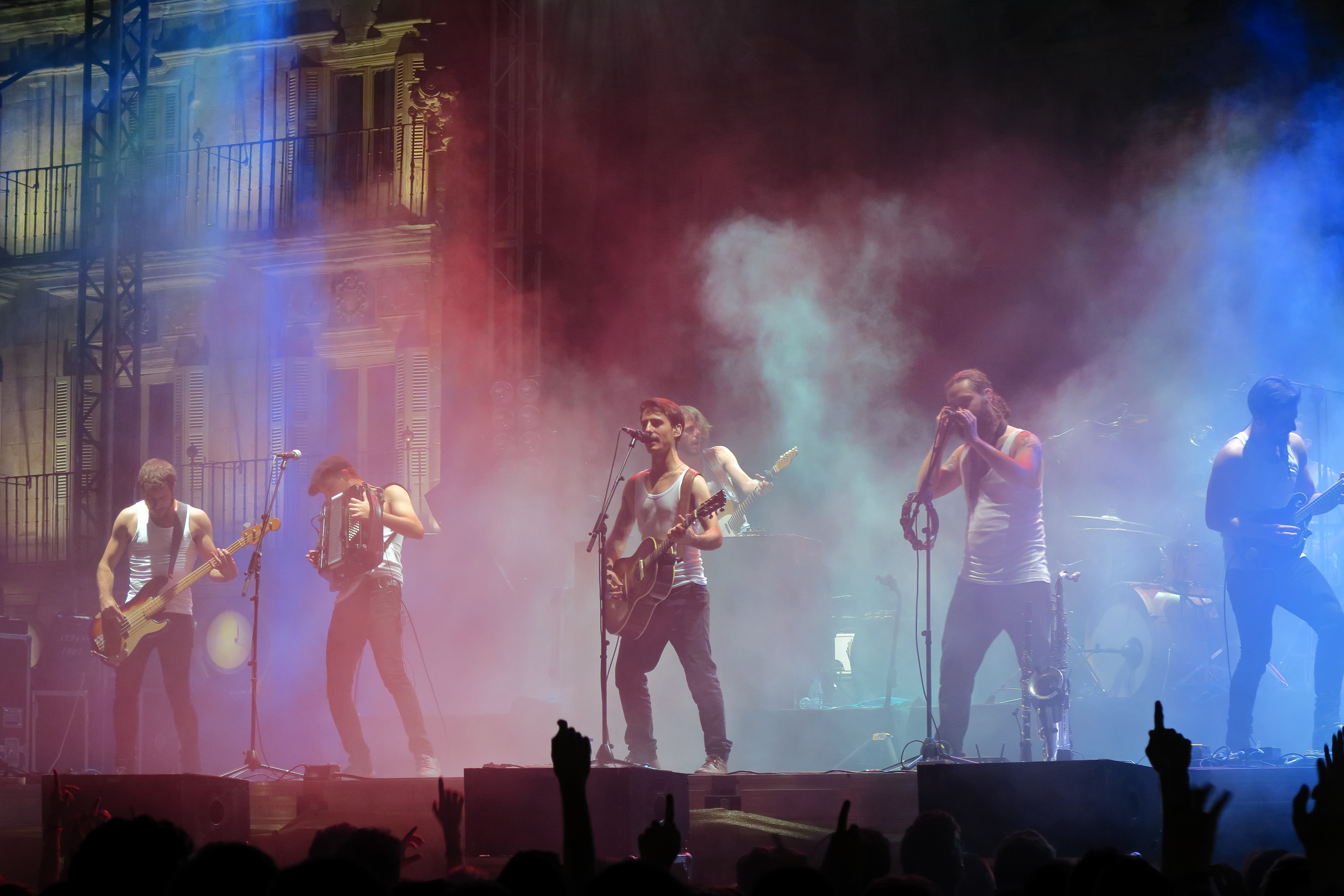
Concierto en la plaza Mayor

Existen en la ciudad numerosos auditorios donde se realizan conciertos: Teatro Liceo, Centro de artes escénicas, auditorio de San Blas, auditorio de Caja Duero y auditorio de Calatrava. El Palacio de Congresos y Exposiciones de Castilla y León también acoge conciertos en su sala principal y su sala minor. Para música rock, pop y tecno se emplea el Espacio Multiusos Sánchez Paraíso.
Varios músicos notables del siglo XX se dedicaron a recoger, transcribir y en ocasiones arreglar en composiciones, el notable acervo que constituye en folclore musical salmantino. Destacan Aníbal Sánchez-Fraile, Bernardo García-Bernal y Ángel Carril.
De entre los intérpretes del arte flamenco destaca la figura del cantaor Rafael Farina.
Desde 2005 acoge el Festival Internacional de las Artes de Castilla y León.

### Deporte

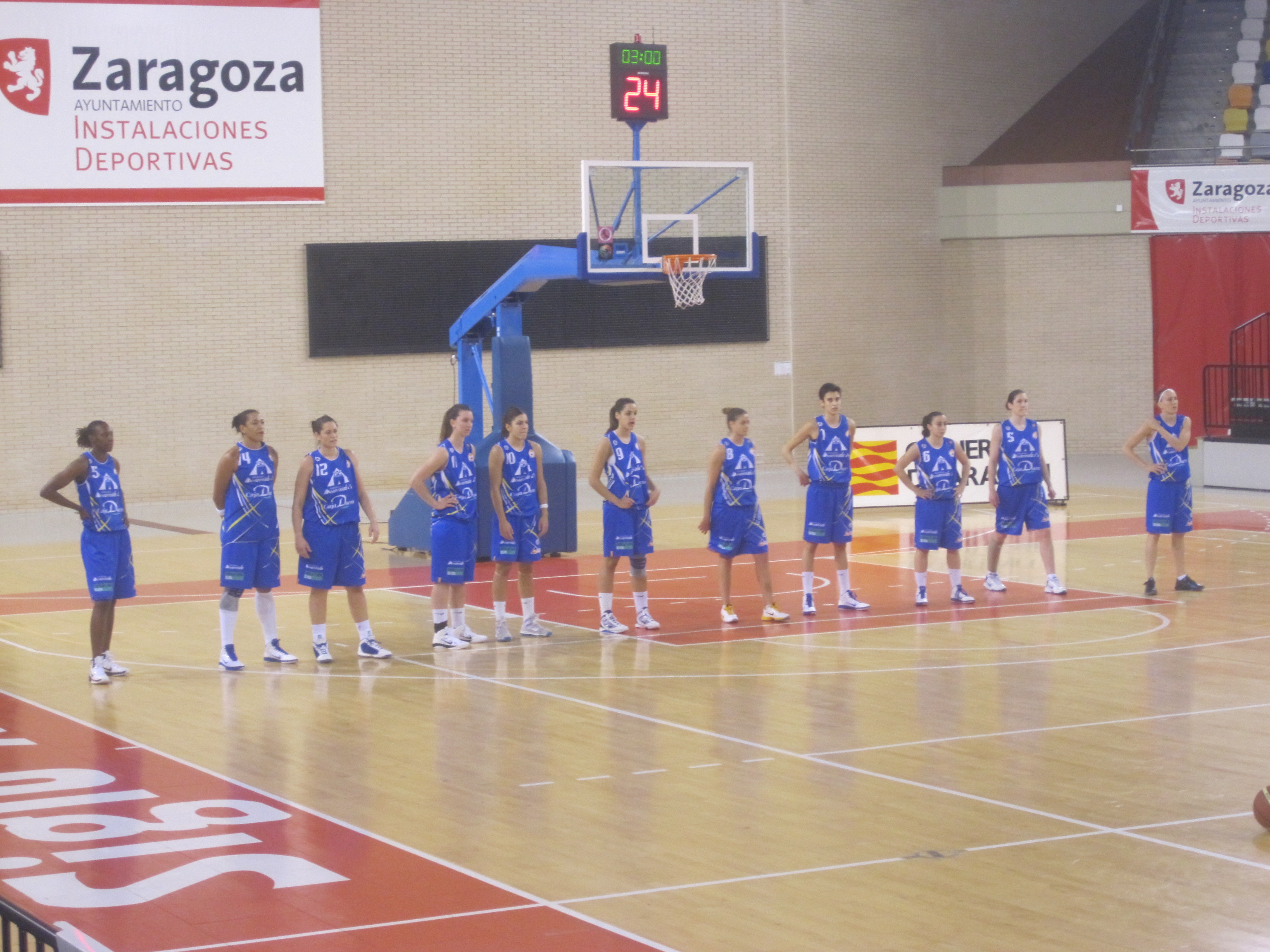
Equipo del Perfumerías Avenida Baloncesto (temporada 2010-2011)

El equipo más destacado de la ciudad es el Club Baloncesto Avenida, también conocido como Perfumerías Avenida Baloncesto Salamanca por razones de patrocinio. Entre su palmarés cuenta con 8 Ligas y 10 Copas de la Reina, siendo su mayor hito deportivo coronarse como campeón de la Euroliga Femenina en la temporada 2010-11. Cuenta con grandes jugadoras de la Selección Femenina Española y muchas de las mejores jugadoras de Europa. Siempre apoyándolas esta su fiel «Marea Azul».

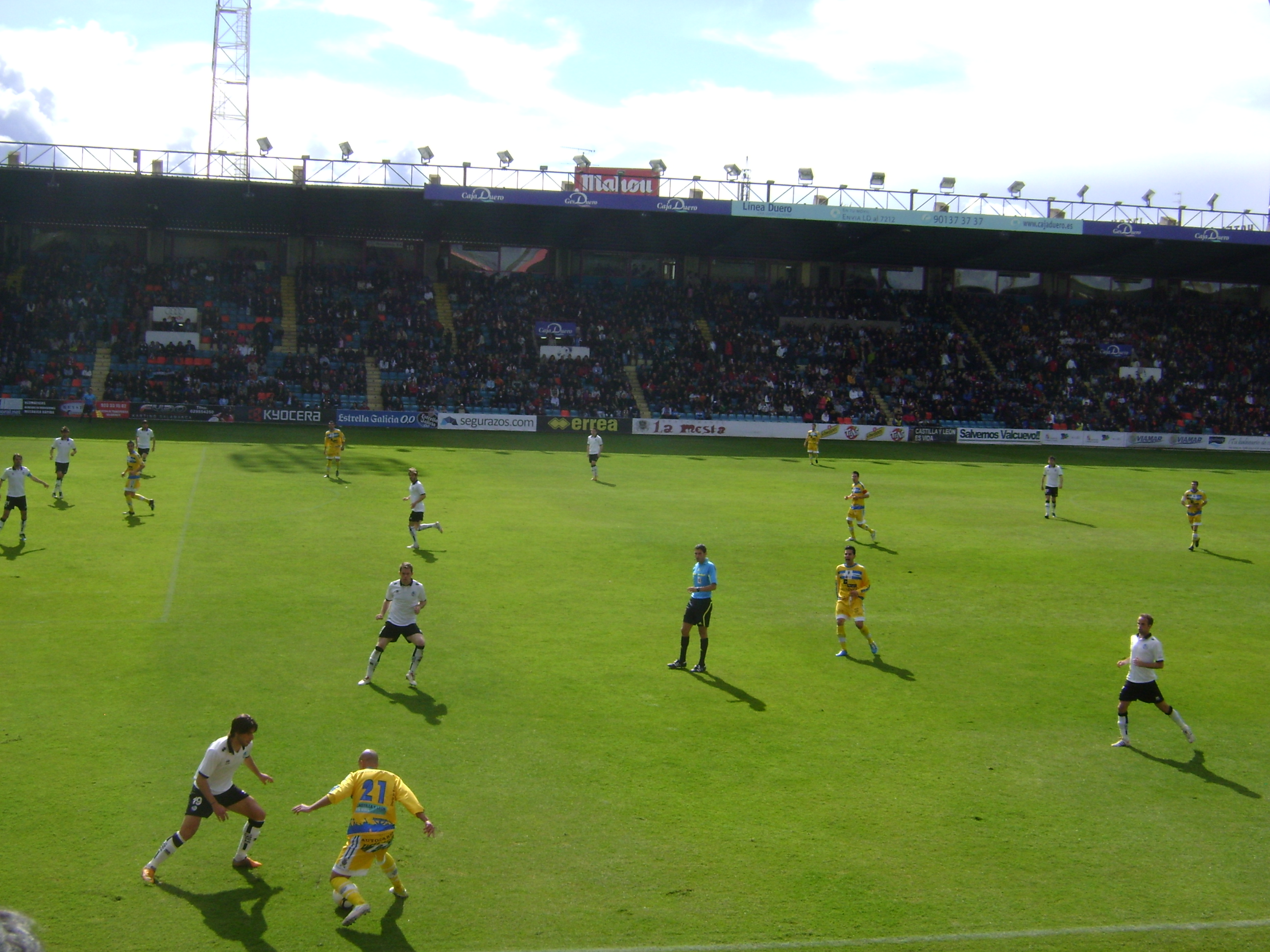
Partido disputado por la UD Salamanca en el estadio Helmántico

La Unión Deportiva Salamanca jugó 12 temporadas en la primera división de España de fútbol en las décadas de 1970 a 1990, así como 34 temporadas en segunda división, pero fue disuelto en 2013. En la actualidad dos equipos ocupan el panorama del fútbol charro: Unionistas de Salamanca y Salamanca CF UDS, los cuales compiten en la temporada 2024-25 en Primera RFEF y Tercera RFEF, respectivamente.
En 2018 el Atlético Salamanca lograba el ascenso a División de Honor de Atletismo tras quedar en segunda plaza de la primera división de España de atletismo en las Pistas del Helmántico logrando así su segundo ascenso a la élite del atletismo español. El 27 de julio de 1993, el atleta cubano Javier Sotomayor logró en Salamanca el que todavía (en 2021) es el récord del mundo en salto de altura, con una marca de 2,45 m.
Salamanca es la sede de otros clubes deportivos, como son el Salamanca Unionistas FS de fútbol sala o el Salamanca Vitors de fútbol americano.

### Fiestas locales

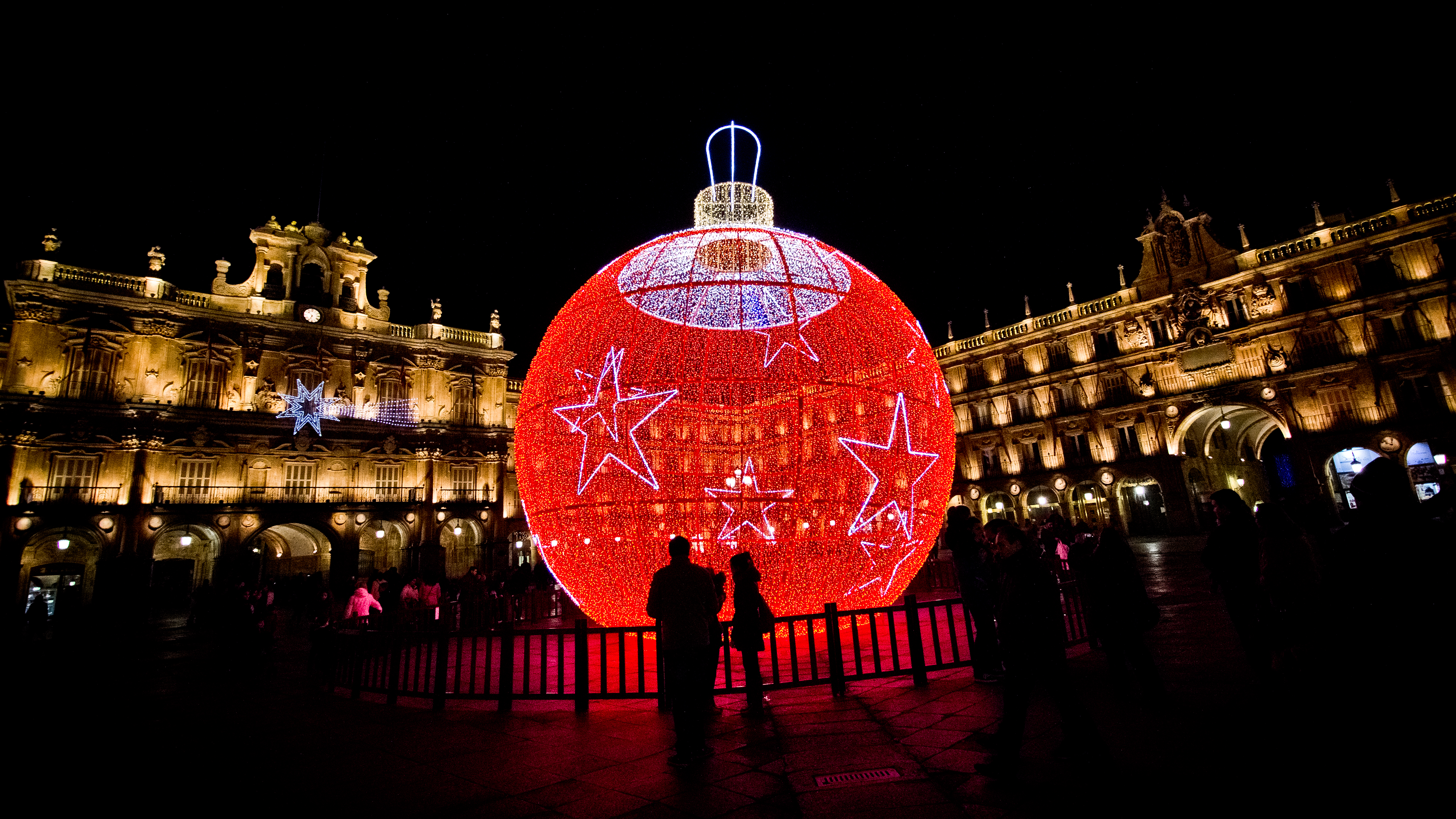
Ornamento navideño

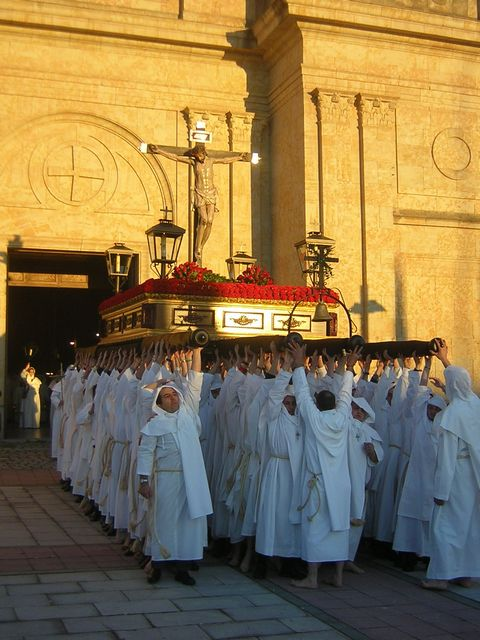
La Semana Santa de Salamanca está catalogada, desde 1998, como Fiesta de Interés Turístico Nacional

- 5 de febrero, fiesta de las Águedas.
- Semana Santa en Salamanca, declarada de Interés Turístico Internacional en 2003.[142]
- lunes de aguas, el lunes siguiente al lunes de Pascua.
- 1-15 de junio (aproximadamente)[143] (Festival Internacional de las Artes de Castilla y León).
- 12 de junio, San Juan de Sahagún, patrón de la ciudad.
- Mediados de junio, Festival Luz y Vanguardias.[144]
- 8 de septiembre, Virgen de la Vega, patrona de la ciudad. Abre la semana de ferias y fiestas.[145]

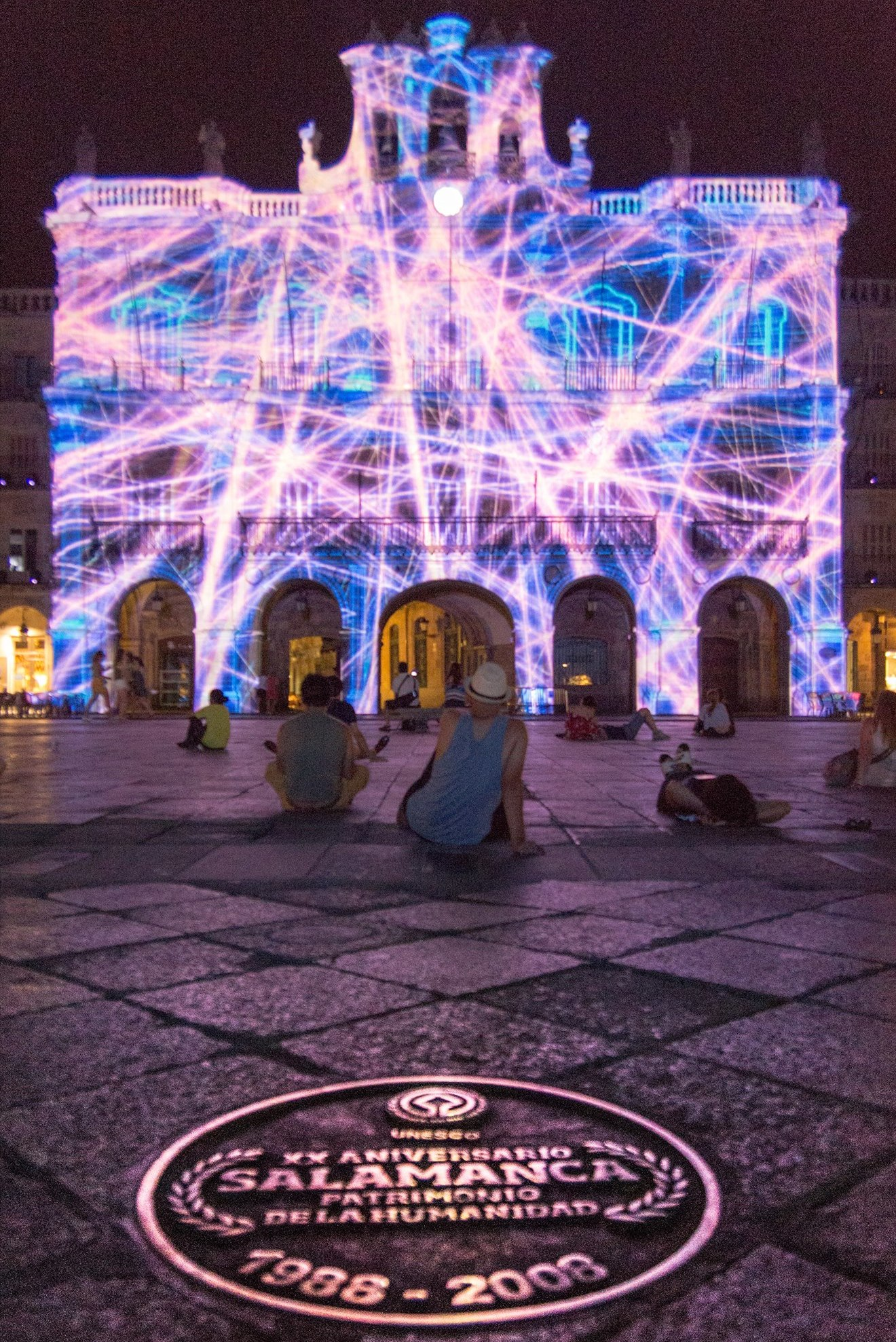
Festival Luz y Vanguardias

- 31 de octubre, ascensión del Mariquelo a la veleta de la torre de la catedral. El Mariquelo es un personaje típico de Salamanca que cada año en víspera de la festividad de Todos los Santos sube al campanario de la catedral nueva para conmemorar el hecho de que el terremoto de Lisboa de 1755 hizo sonar las campanas, afectando mucho a la estructura de la torre. Desde entonces, un varón de la familia de los Mariquelos ha cumplido con la tradición hasta 1976, cuando esta costumbre murió. En 1985, Ángel Rufino de Haro decidió reanudar la tradición y cada año, ataviado con el traje típico charro, sube hasta el punto más alto de la torre de la catedral para tocar una charrada con el tamboril y la gaita.
- 15 de diciembre (aproximadamente) Nochevieja Universitaria.[146]

### Folclore y costumbres
- A los salmantinos se les conoce también como charros y el campo de alrededor lleva el nombre de Campo Charro.
- A los toros del campo charro se les llama salamanquinos y este término es considerado como un insulto cuando se emplea con una persona.
- Un accesorio popular de las capas en los hombres y del vestido de charra es el botón charro.
- La celebración de la Semana Santa es muy tradicional, con más de siete siglos de existencia y notables y artísticos pasos procesionales de autores como Luis Salvador Carmona, Alejandro Carnicero, Inocencio Soriano Montagut, Mariano Benlliure o Damián Villar.
- El Lunes de aguas (lunes siguiente al Lunes de Pascua) es tradicional salir al campo a comer el hornazo. Esta tradición se da en toda la provincia, aunque fuera de la capital el hornazo se come el domingo o el lunes de Pascua.

### Gastronomía

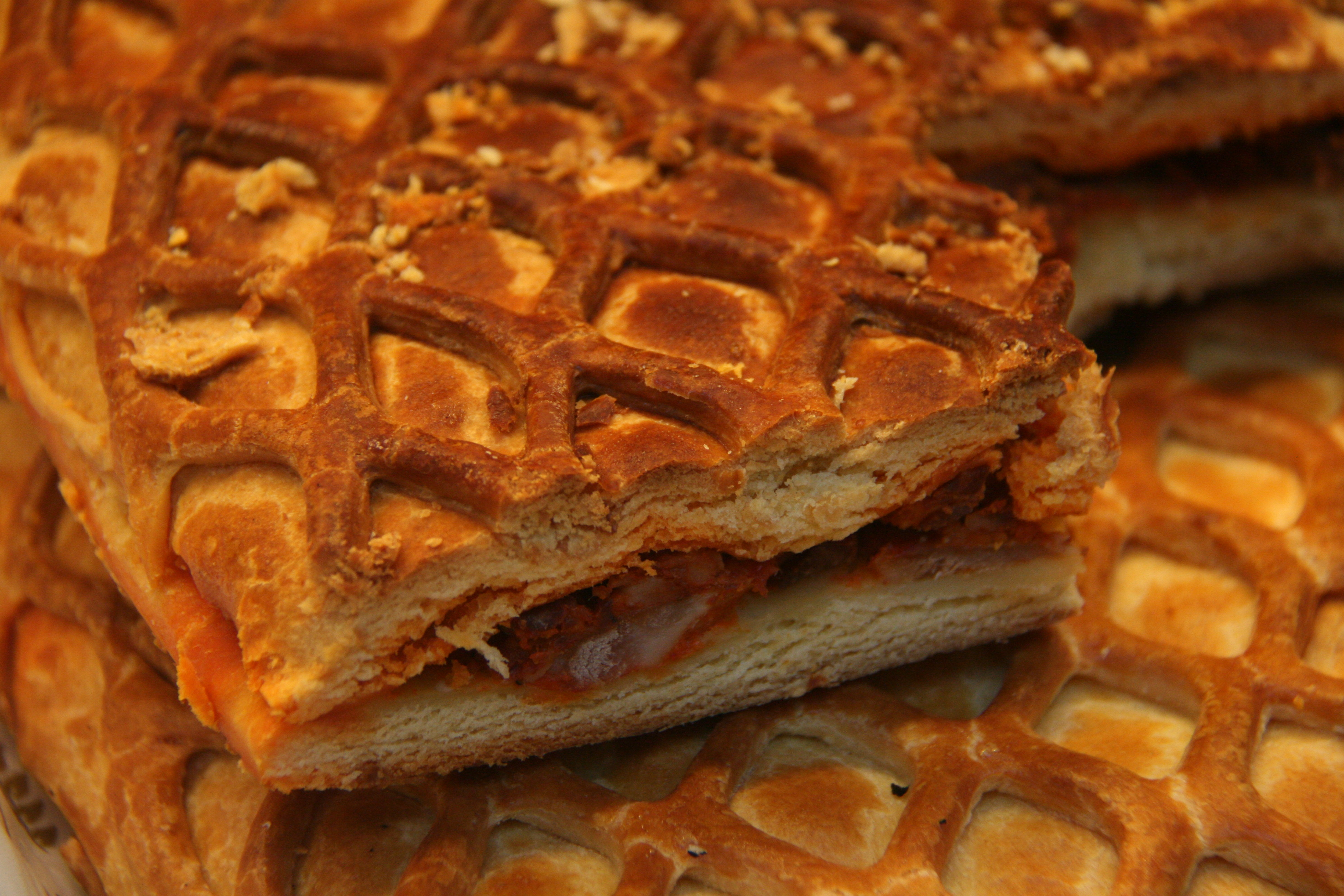
Típico hornazo salmantino

Es habitual en la gastronomía de Salamanca la influencia de las ricas comarcas de la provincia productoras de embutidos. Sobre todo de la localidad de Guijuelo. Los platos salmantinos más típicos son:
- la chanfaina, guiso de arroz con sangre, patitas de cordero y callos.
- Las chichas, a base de carne de cerdo.
- el cochinillo al fuego conocido como tostón.
- el hornazo, empanada rellena de carne, chorizo, jamón y huevos duros.
- Y entre sus dulces destacan los chochos de yema, las perrunillas, y el bollo maimón (tipo de bizcocho).

### Itinerarios culturales
- Huellas de Santa Teresa. Ruta de peregrinación, turística, cultural y patrimonial que reúne las diecisiete ciudades donde santa Teresa de Jesús dejó su huella en forma de fundaciones.[147] La ruta no tiene un orden establecido o un tiempo limitado ya que cada peregrino o visitante puede realizarla cómo y en el tiempo que desee.

## Ciudades hermanadas
- Salamanca México
- Cambridge, Reino Unido
- Wurzburgo, Alemania
- Coímbra, Portugal
- Nimes, Francia
- Lebrija, España
- Brujas, Bélgica